# Lüneburger Heide

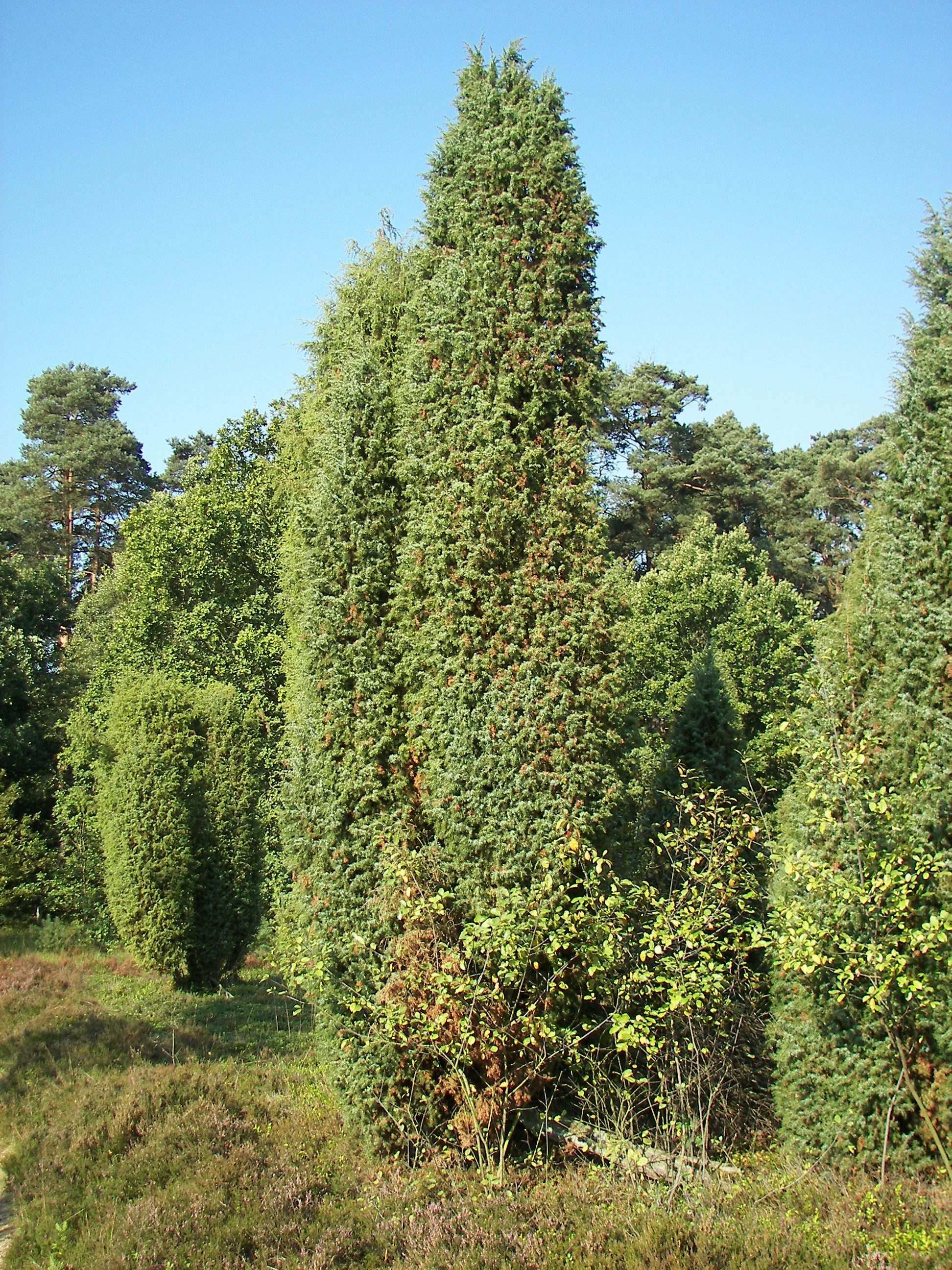
Ein charakteristisches Gewächs der Lüneburger Heide: Gemeiner Wacholder (Juniperus communis)

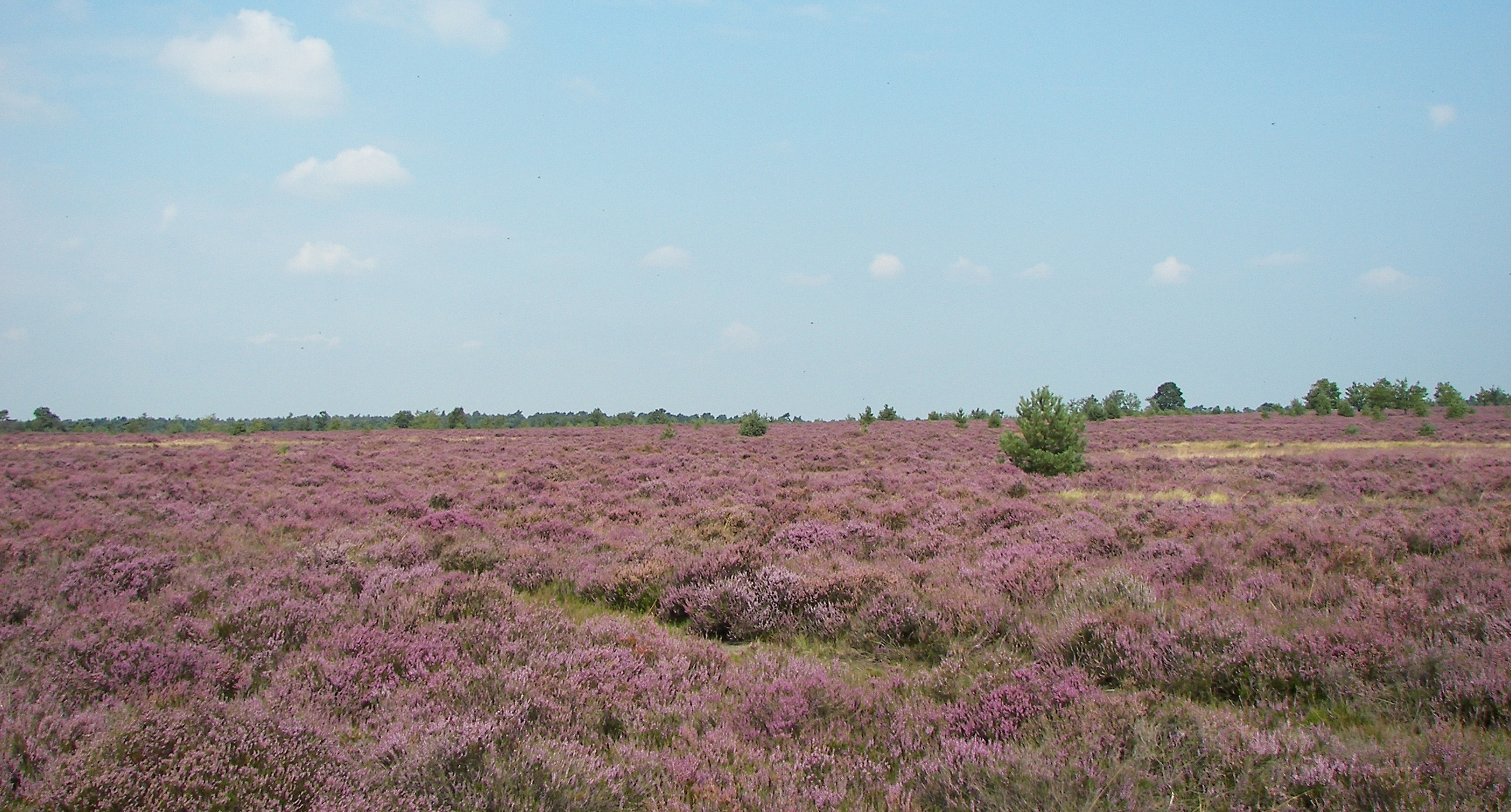
Das eigentliche charakteristische Gewächs der Lüneburger Heide: Sandheidefläche bei Schneverdingen während der Heide-Blütezeit (Mitte August bis Anfang September)

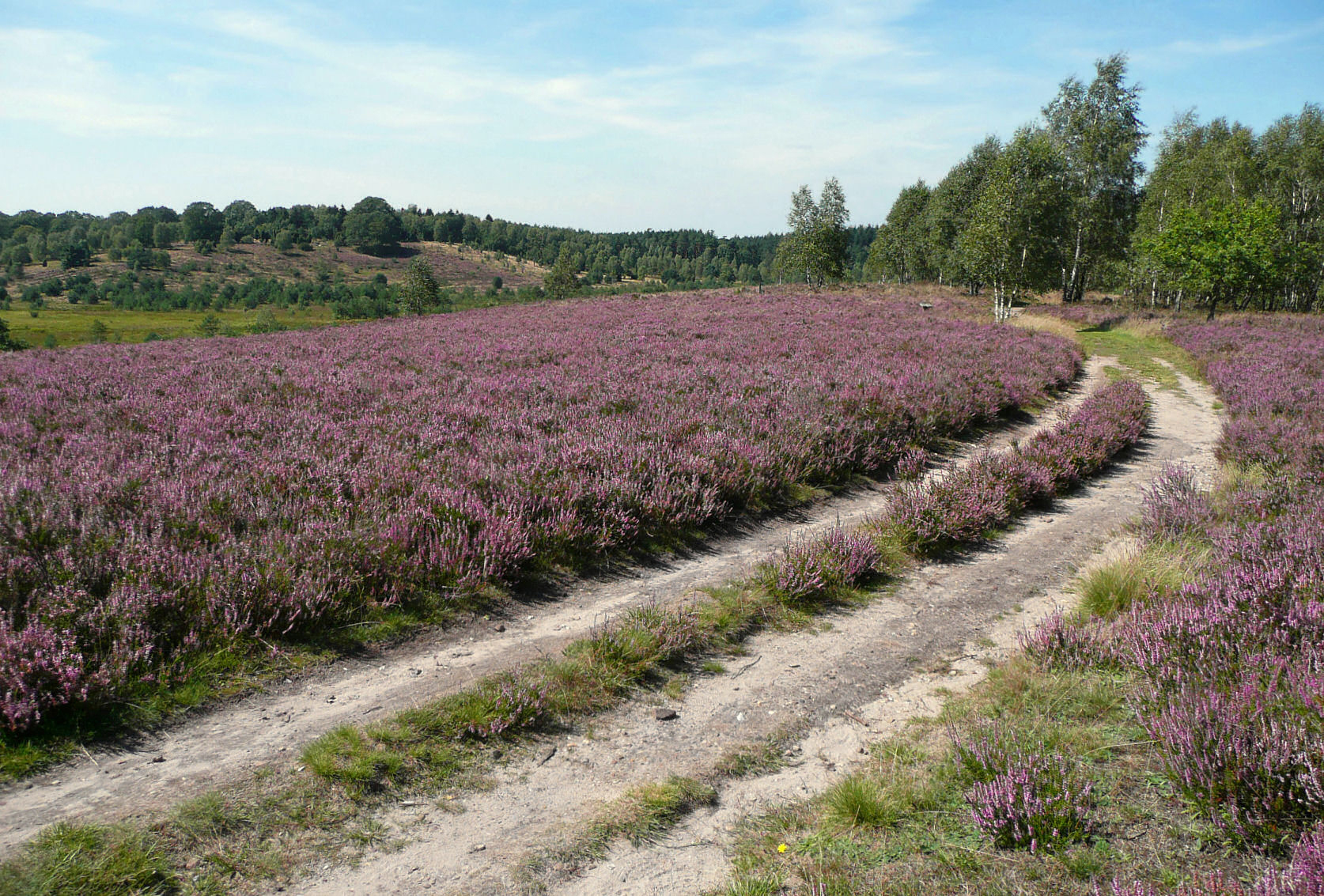
Landschaftstypischer Sandweg durch Heideflächen bei Niederhaverbeck

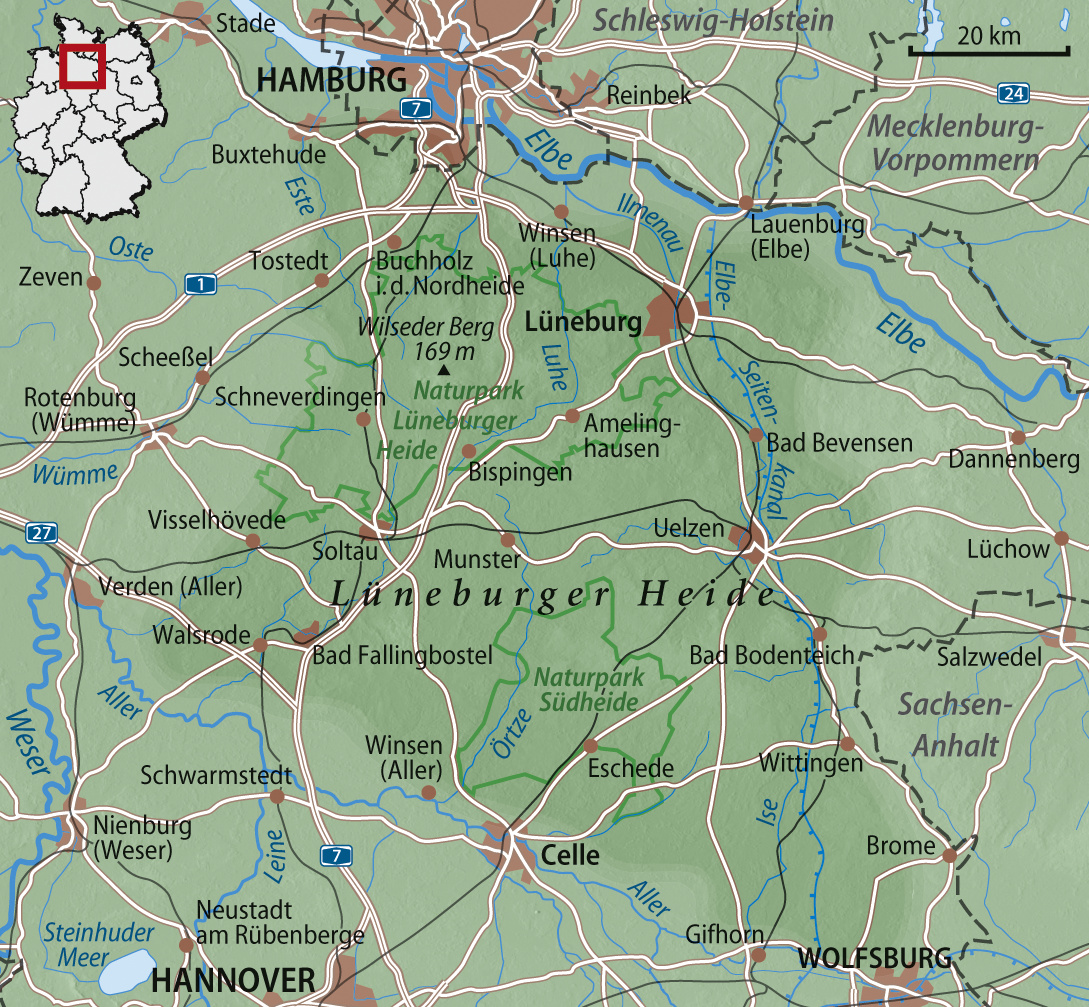
Karte des Naturraums Lüneburger Heide

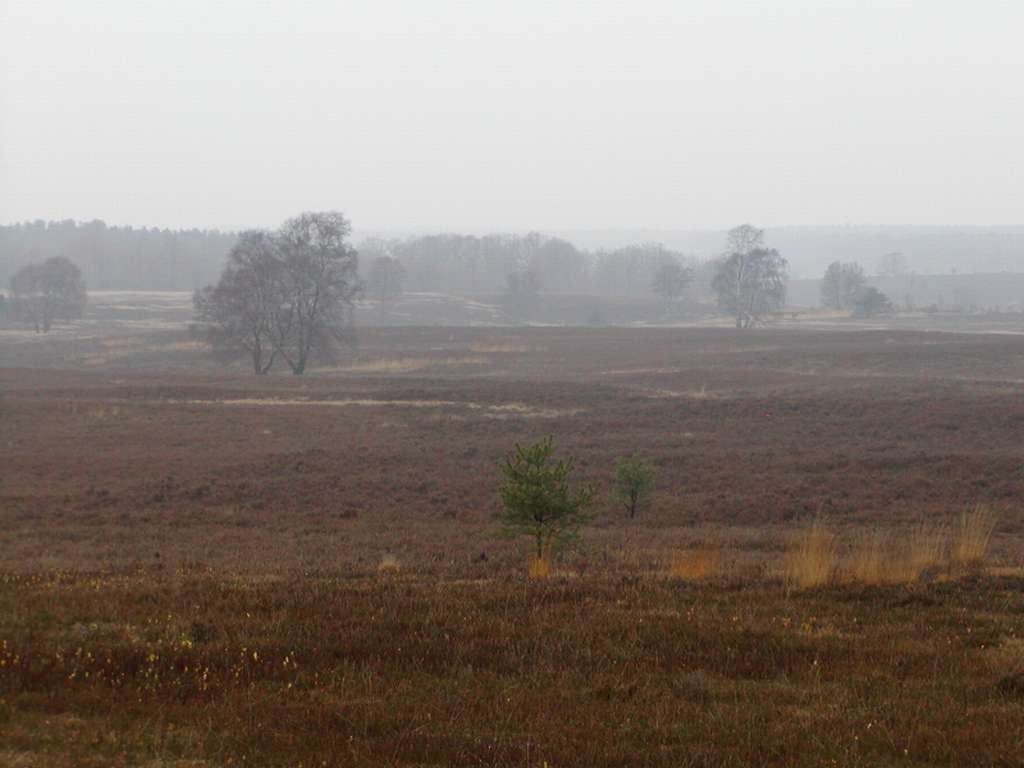
Lüneburger Heide

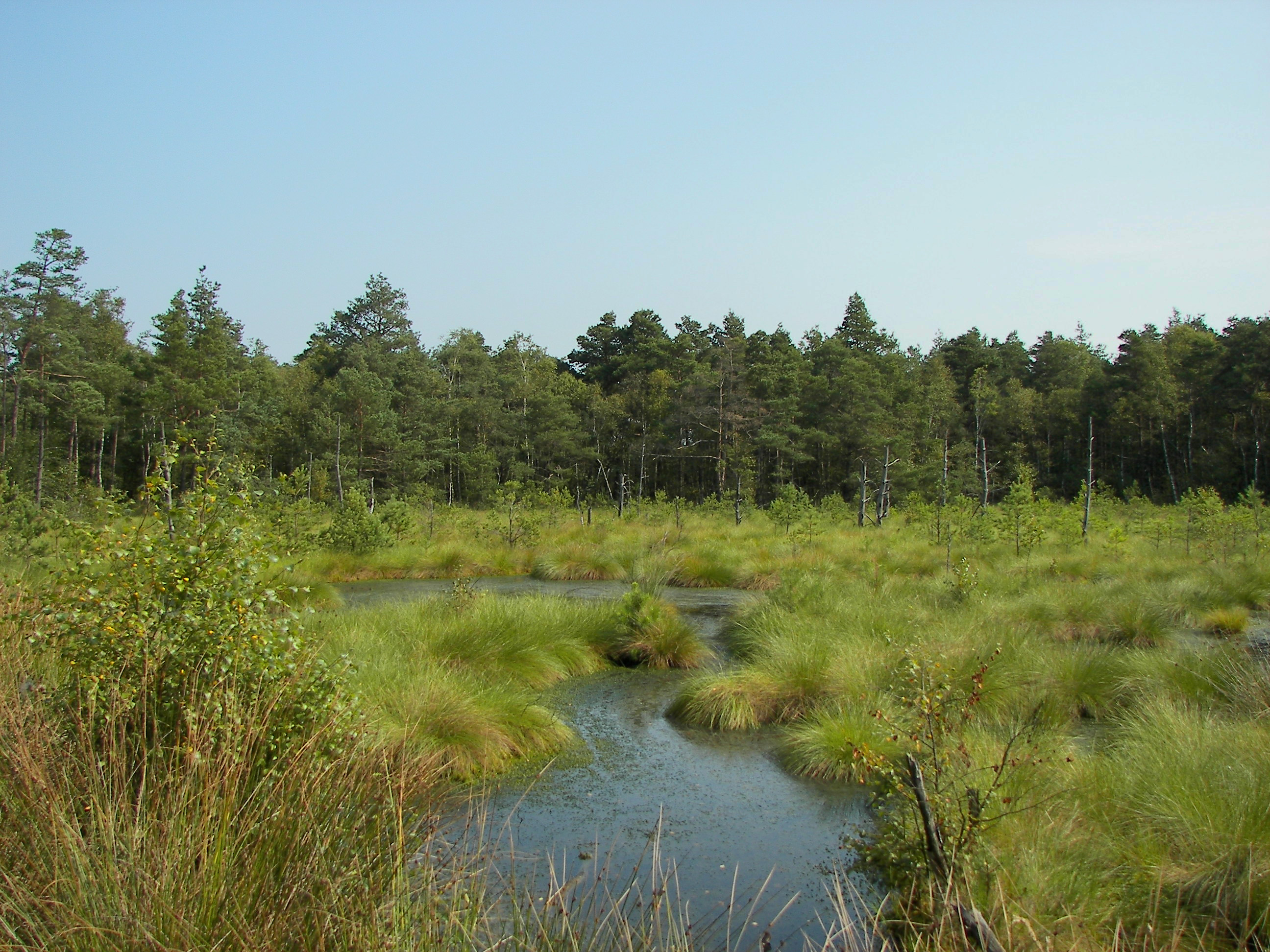
Pietzmoor bei Schneverdingen

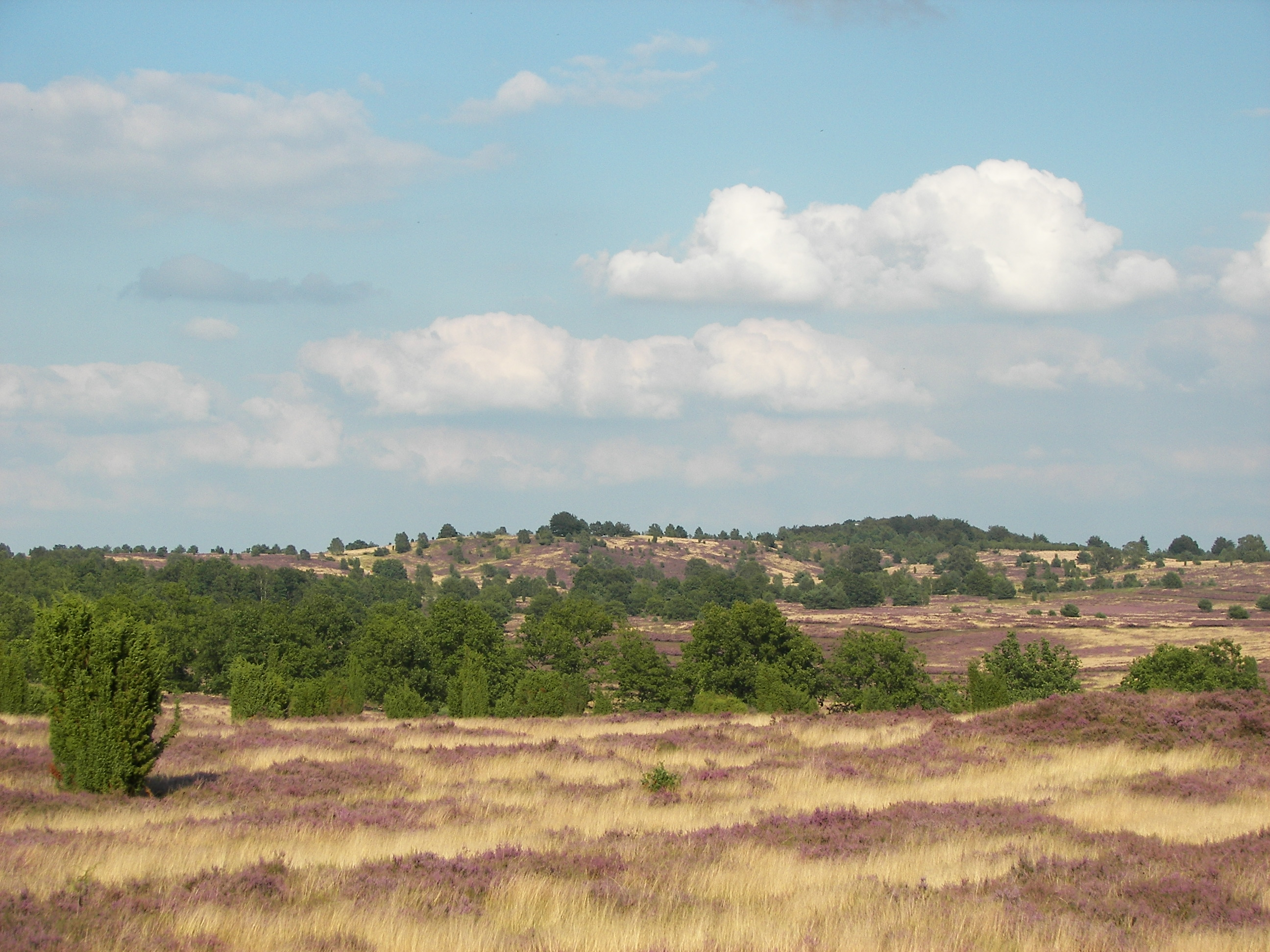
Blick auf den Wilseder Berg

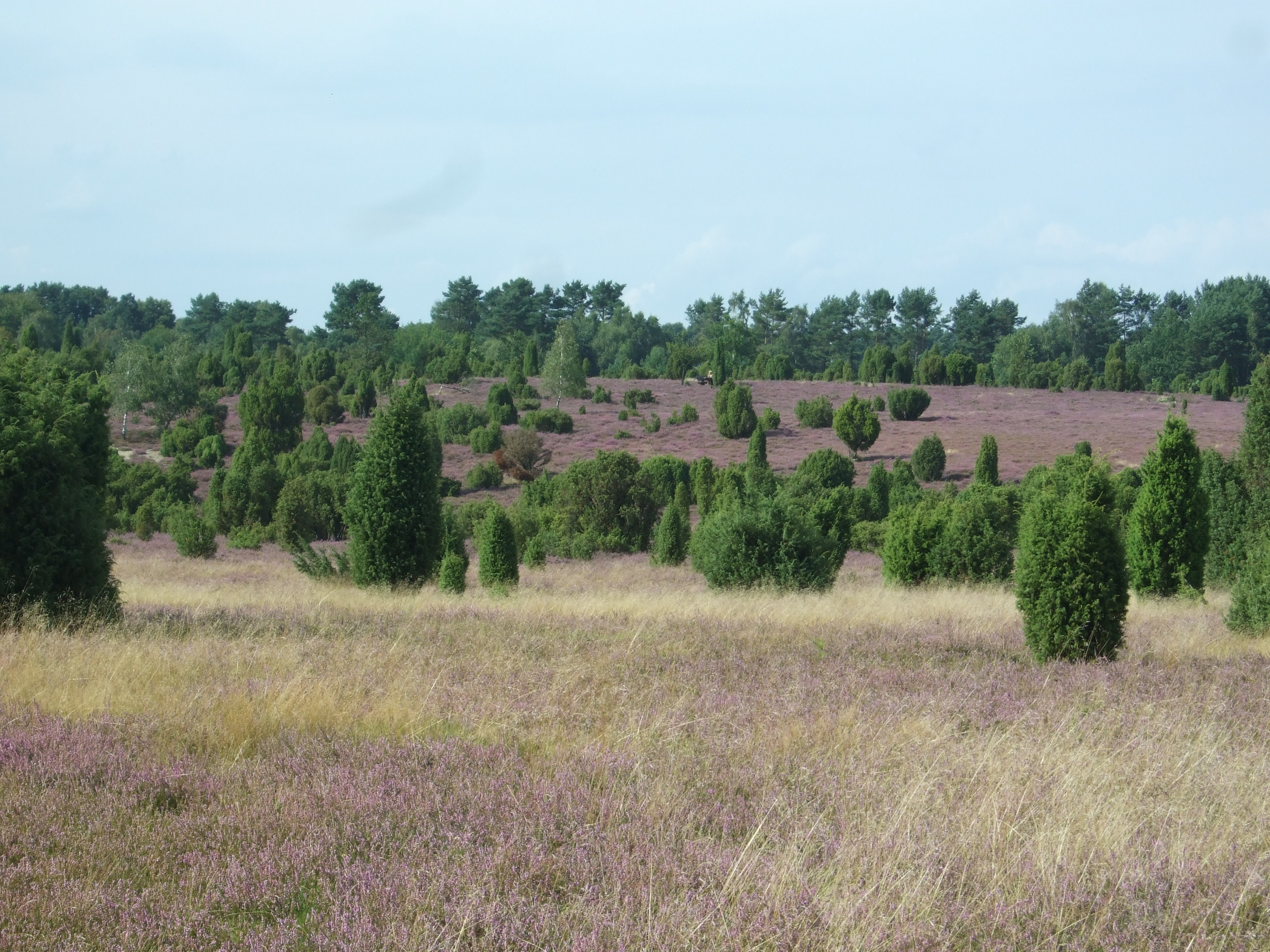
Ellerndorfer Wacholderheide

Die Lüneburger Heide (niederdeutsch Lümbörger Heid) ist eine große, geografisch überwiegend flachwellige Heide-, Geest- und Waldlandschaft im Nordosten Niedersachsens in den Einzugsbereichen der Städte Hamburg, Bremen und Hannover. Sie ist nach der Stadt Lüneburg benannt und umfasst den Hauptteil des früheren Fürstentums Lüneburg.
Besonders in den zentralen Teilen der Lüneburger Heide sind weiträumige Heideflächen erhalten. Sie bedeckten bis zum Beginn des 19. Jahrhunderts weite Teile Norddeutschlands, sind aber inzwischen außerhalb der Lüneburger Heide fast vollständig verschwunden. Die Heidelandschaften sind seit der Jungsteinzeit durch Überweidung der ehemals weit verbreiteten Wälder auf unfruchtbaren Sandböden im Bereich der Geest entstanden. Die noch vorhandenen Reste dieser historischen Kulturlandschaft werden vor allem durch die Beweidung mit Heidschnucken offengehalten. Mit Hinblick auf ihre Landschaftsform ist die Lüneburger Heide für den Tourismus in Norddeutschland von Bedeutung. Sie wird teilweise in Naturparks gepflegt.

## Geografie

### Lage und Gliederung
Die Lüneburger Heide liegt zwischen der Elbe im Nordosten und der Aller im Südwesten, zu deren breiten, als Urstromtäler entstandenen Niederungen die Heide markant abfällt. Im Westen geht die Lüneburger Heide in die von Niederungen durchsetzte Stader Geest über und im Osten in die Altmark mit der Lüchower Niederung (Wendland). Biogeographisch gehört die Lüneburger Heide zum östlichsten Rand der Atlantischen Region.
Geomorphologisch wird das parallelogrammförmige Gebiet durch Höhenrücken gegliedert, die grob die Form eines N beschreiben. Der Haupthöhenzug der Hohen Heide streicht diagonal von den steilhängigen Harburger Bergen (bis 155 m ü. NHN) im Nordwesten, unmittelbar südlich Hamburgs, über das Hochgebiet um den Wilseder Berg (169 m; mit den Quellgebieten von 4 bedeutenden Heideflüssen) zu den Lüßmoränen im Südosten und ihrem halbinselartigen Ostausläufer Wierener Berge (bis 136 m). In der Ostheide im Osten bildet der nordsüdlich streichende, kuppige Göhrde-Drawehn-Höhenzug (bis 142 m) eine spürbare Grenze zu den Niederungen der Jeetzel in der Altmark. Nach Norden, zum Tal der Elbe, fällt die Ostheide vergleichsweise schroff ab.
Zwischen den nördlichen Teilen von Hoch- und Ostheide, an den Unterläufen von Luhe und Ilmenau, liegt die insgesamt weniger hohe, im Relief bewegtere Luheheide, in deren Osten auch Lüneburg liegt; südöstlich schließen sich das kleinere Bevenser Becken bei Bad Bevensen und das größere Uelzener Becken bei Uelzen an.
Im Südwesten zweigt die inselhafte Falkenberg-Endmoräne (150 m) von der Hohen Heide ab und stellt die mit Abstand höchste Erhebung der Südheide dar. Im Südteil grenzt die Lüneburger Heide westlich an die Lintelner Geest, den Ostteil der zum Naturraum Stader Geest gehörenden Achim-Verdener Geest. Die engen Täler im Bereich des Böhmeknies sind das kennzeichnende Merkmal der Fallingbosteler Heidmark in der westlichen Südheide.
Die landschaftsräumliche Bezeichnung Lüneburger Heide ist zwar historisch gewachsen und deckt sich weitgehend mit dem Territorium des Fürstentums Lüneburg, bezieht sich aber dennoch auch auf ein nach geographischen Raumkriterien fassbares Gebiet. Sie ist charakterisiert als Naturraum mit einer spezifischen Kombination von abiotischen Faktoren (Klima, Relief, Wasserhaushalt, Boden, geologischer Bau) und biotischen Faktoren (Flora und Fauna), zum anderen als darauf fußender und wiederum gestaltender Kultur- und Wirtschaftsraum.

### Naturräumliche Gliederung
Naturräumlich stellt die Lüneburger Heide eine Großregion 3. Ordnung und Haupteinheitengruppe (zweistellig) innerhalb des Norddeutschen Tieflandes (Großregion 1. Ordnung) dar. Sie spaltet sich wie folgt in Haupteinheiten (Regionen 4. Ordnung; dreistellig) und Regionen 5. Ordnung (eine Nachkommastelle; Quellen siehe je bei den Haupteinheiten) auf:
- 64 Lüneburger Heide (6972 km²[4][5][6][7][8])
  - 640 Hohe Heide[9][10][11][12] (1286 km²)[4]
    - 640.0 Wilseder Endmoränen (7 Untereinheiten; 804 km²[4])
    - 640.1 Sprakensehler Endmoränen (3 Untereinheiten; 482 km²[4])

  - 641 Südheide[9][11][12] (2678 km²)[5]
    - 641.0 Walsroder Lehmgeest (5 Untereinheiten; 652 km²[5])
    - 641.1 Hermannsburger Sandgeest[13] (10 Untereinheiten: 1060 km²[5])
    - 641.2 Steinhorster Sand- und Lehmgebiet[14] (7 Untereinheiten; 645 km²[5])
    - 641.3 Südheidemoore (3 Untereinheiten; zusammen mit 641.4: 321 km²[5])
    - 641.4 Gose-Ise-Sandebene (zusammen mit 641.4: 321 km²)[5]

  - 642 Ostheide[10][12][15] (1639 km²)[6]
    - 642.0 Jembke-Vorsfelder Sandplatten (2 Untereinheiten)
    - 642.1 Ehraer Moorniederung
    - 642.2 Knesebeck-Bromer Moränenplatte (2 Untereinheiten)
    - 642.3 Wittinger Flottsandgebiet
    - 642.4 Ohretal
    - 642.5 Osthannoversche Kiesmoräne (5 Untereinheiten und eine Singularität)
    - 642.6 Niedere Geest
    - 642.7 Bohndorfer Endmoränen
    - 642.8 Neetzer Becken
    - 642.9 Dahlenburger Becken

  - 643 Uelzener und Bevenser Becken[16] (716 km²)[7]
    - 643.0 Uelzener Becken[10][12]
    - 643.1 Emmendorfer Moränen
    - 643.2 Bevenser Becken

  - 644 Luheheide[9][10] (653 km²)[8]
    - 644.0 Harburger Hügelland
    - 644.1 Seeveniederung
    - 644.2 Toppenstedter Geest
    - 644.3 Luheniederung
    - 644.4 Dachtmisser Berge
    - 644.5 Wetzer Berge
    - 644.6 Lüneburger Becken
    - 644.7 Grünhagener Endmoränen

Die Einheiten 643 und 644 werden auch unter Nordheide zusammengefasst; nach dieser Interpretation bestünde die Lüneburger Heide aus nur vier Haupteinheiten.
Viele der gezogenen Landschaftsgrenzen sind nicht linienhaft festlegbar – so etwa die Westgrenze der Hochheide, wo die Endmoränen allmählich in Plateaus und Sander übergehen. Daher weichen auch die Haupteinheiten-Grenzziehungen der verfeinernden Einzelblätter Hamburg-Süd (1964), Lüneburg (1980), Celle (1959) und Salzwedel (1970) sowie, am Südostrand, Braunschweig (1962) erheblich von denen des Handbuchs der naturräumlichen Gliederung Deutschlands (7. Lieferung 1961, Karte von 1960) aus dem gleichen Hause ab. Signifikant verkleinert gegenüber dem Handbuch erscheint speziell der Norden der Hochheide mit den Harburger Bergen. Dieser erscheint auf Blatt Hamburg-Süd als schmaler Streifen, der nur die bewaldete Endmoräne umfasst, während im Handbuch noch die West- (nunmehr Ostflügel der Apenser Lehmgeest, Zevener Geest, Haupteinheitengruppe Stader Geest) und Ostabdachung (nunmehr Harburger Hügelland, Luheheide) den benachbarten Haupteinheiten zugerechnet wurde.
Da sich auch das Bundesamt für Naturschutz (BfN) nach den Grenzen der Einzelblätter richtet bzw. diese sogar vermessen hat, können die Flächenangaben des Handbuchs – 7539,0 km² für die Gesamtheide, 2090,2 km² für die Haupteinheit 640, 2165,4 km² für 641, 2049,8 km² für 642, 518,0 km² für 643 und 715,6 km² für 644 – als obsolet betrachtet werden.
Nur eingeschränkt zu vertrauen ist den abweichenden, zum Teil auch irreführenden Namen der BfN-Landschaftssteckbriefe. So werden gelegentlich zwei Einheiten unter dem Namen von einer von beiden zusammengefasst oder aber unter dem Namen einer Haupteinheit wird nur ein Teil von ihr geführt.
Die Einheit 640.1 führt BfN unter „Lüß“, welches zunächst der Name der Bewaldung um Unterlüß ist. Diese beschränkt sich jedoch nicht auf die Endmoräne, und so taucht der Name sowohl als Lüßmoränen (640.10) und Lüß-Hochfläche (640.11) in der Hochheide auf als auch, an dessen Westabdachung, als Lüßplateau (641.19) in der Südheide. Diese erreicht am Haußelberg immerhin 118 m ü. NHN und übersteigt auch insgesamt ihre westlichen und südlichen Nachbarlandschaften deutlich, unterscheidet sich jedoch in Böden und Vegetation deutlich von den Endmoränen.

#### Hohe Heide
Die Hohe Heide besteht aus einer Staffel von Endmoränen des Inlandeises der Saale-Eiszeit (230.000–130.000 Jahre vor heute) mit dem Wilseder Berg als Zentrum. Mittlere Höhe und Reliefenergie sind hier größer als in den anderen naturräumlichen Einheiten der Lüneburger Heide. Kennzeichnend sind trockene Hügelkuppen, periglazial entstandene Trockentäler und Senken wie beispielsweise der Totengrund. Insbesondere hier finden sich noch Heidelandschaften. Die meisten davon liegen im Naturschutzgebiet Lüneburger Heide und sind von hoher touristischer Bedeutung. Daneben existieren aber auch ausgedehnte Kiefernforsten.

#### Südheide
In der Südheide dominieren ausgedehnte, wellig bis sanft hügelige Sanderflächen, Grundmoränenplatten und Endmoränenreste älterer Eiszeiten. Eine höhere Reliefenergie weisen die Täler um das Böhmeknie auf, besonders aber die Falkenberg-Endmoräne, die in Teilen sogar die der Hohen Heide übertrifft. Große Heideflächen sind noch auf den Truppenübungsplätzen bei Bad Fallingbostel und Munster vorhanden, die aber für den Tourismus gesperrt sind. Aber auch die Osterheide bei Schneverdingen im NSG Lüneburger Heide gehört zu dieser naturräumlichen Einheit. Auf den Höhen zwischen Schneverdingen und Walsrode finden sich größere Moore wie das Pietzmoor und das Grundlose Moor. Einen großen Anteil der Südheide bedecken inzwischen Kiefernforste.

#### Ostheide
Die von zahlreichen Endmoränen durchzogene Ostheide erstreckt sich am östlichen Rand der Lüneburger Heide von Lüneburg bis nördlich von Wolfsburg. Teilweise wird der Boden dieser Region intensiv landwirtschaftlich genutzt. Die nördlichen Teile, die so genannte Göhrde und der stark kuppige Drawehn, sind dagegen genauso wie die südlichen Endmoränenzüge größtenteils bewaldet.

#### Uelzener und Bevenser Becken
Die Grundmoränenlandschaft des Uelzener Beckens wird überwiegend agrarisch genutzt. Auf den umliegenden Höhenzügen finden sich aber auch einige Kiefernforste. Ausgedehnte Heideflächen gibt es hier zum Beispiel noch in der Ellerndorfer Heide im westlichen Landkreis Uelzen oder der Klein Bünstorfer Heide.

#### Luheheide
Die Endmoränenzüge der Luheheide fallen mit einer deutlichen Randstufe zum Elbtal ab. Sie ist durch die sämtlich nach Norden zur Elbe hin entwässernden Flüsse wie Seeve, Aue, Luhe stark zerschnitten. Die dazwischen liegenden Bergrücken sind bewaldet und kaum besiedelt. Siedlungen drängen sich in den Tälern zusammen. Heideflächen sind in diesem Teilgebiet kaum mehr vorhanden, sie wurden meistens mit Kiefern aufgeforstet.

### Administrative Gliederung
Das Gebiet der Lüneburger Heide erstreckt sich über die Landkreise Celle, Gifhorn, Heidekreis, Uelzen, Lüneburg, Lüchow-Dannenberg und den Südostteil des Landkreises Harburg. Es umfasst damit den Hauptteil des Regierungsbezirks Lüneburg in seinen Grenzen bis 1978.
Der Landkreis Rotenburg (Wümme) gehört historisch zum ehemaligen Regierungsbezirk Stade, naturräumlich zur Stader Geest und ist somit eher zum Elbe-Weser-Dreieck zu rechnen. Das heute zu Visselhövede gehörende Kettenburg gehörte jedoch ebenso wie die Gemeinde Lauenbrück zum Fürstentum Lüneburg. Außerdem reichen Ausläufer des Naturraumes Lüneburger Heide auch auf den Südosten des Rotenburger Kreisgebiets. Aus Gründen des Regionalmarketings versuchen mehrere Orte des Landkreises Rotenburg, in der Außendarstellung einen Bezug zur deutschlandweit bekannten Lüneburger Heide herzustellen.

### Berge und Anhöhen
Die Lüneburger Heide ist allgemein flachwellig reliefiert. Das Relief ist jedoch sehr ungleichartig und umfasst breite Höhenrücken wie den Wilseder Berg (mit 169,2 m höchste Erhebung der Lüneburger Heide), steile Kegel wie den Falkenberg in den Harburger Bergen oder den Tutenberg östlich von Bad Fallingbostel, Hochplateaus wie das Lüßplateau südlich von Uelzen, ausgedehnte, meist nach Süden abfallende Sandebenen (Sander), breite, vernässte Flussniederungen, enge Bachtäler mit verblockten Bachbetten, oder hohe Steilhänge wie am Elbufer bei Hitzacker oder im Böhmetal bei Bad Fallingbostel.

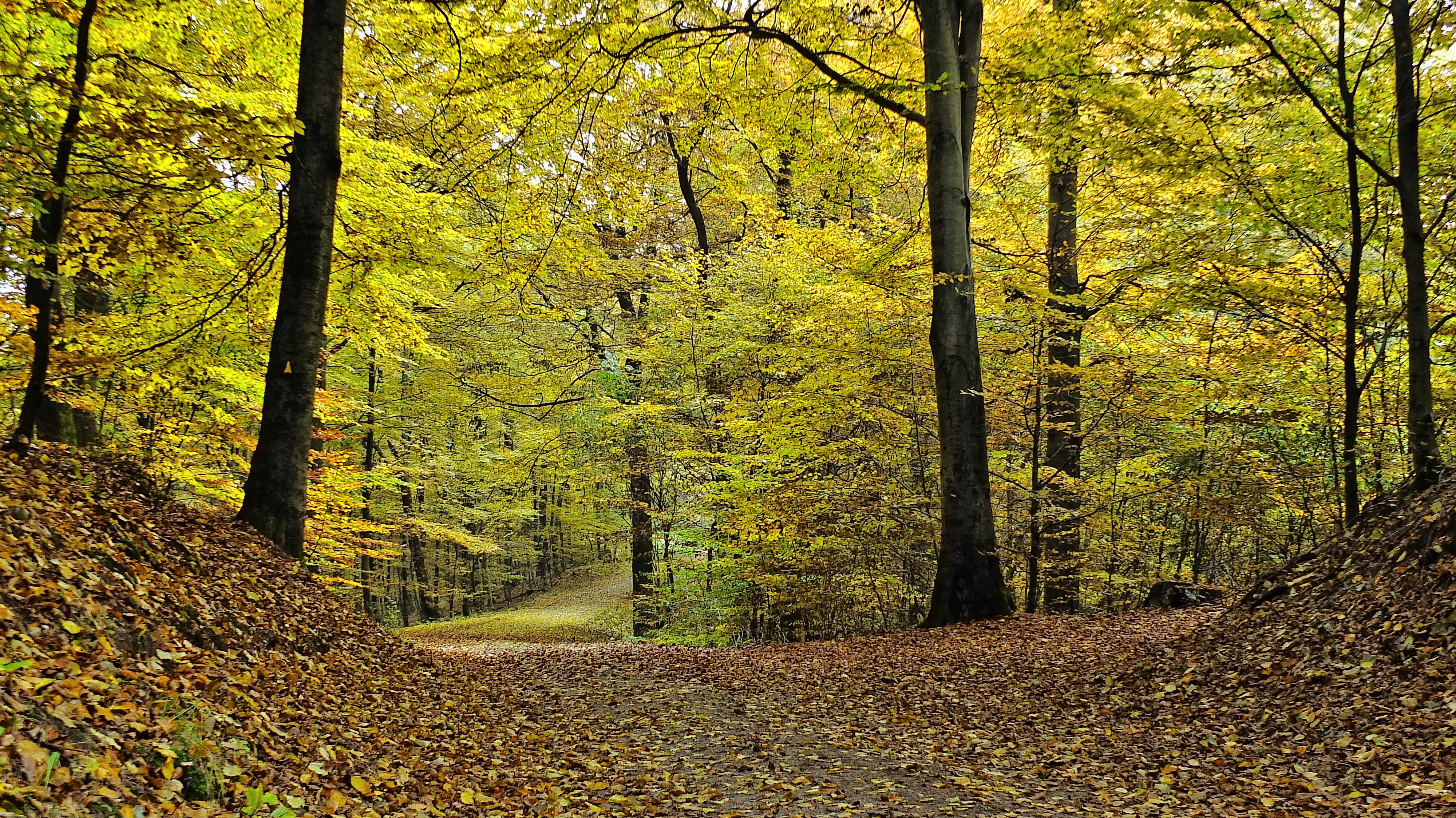
Auf dem Ahrberg im Garlstorfer Wald: Blick entlang des Fastweges im Herbst in Südrichtung

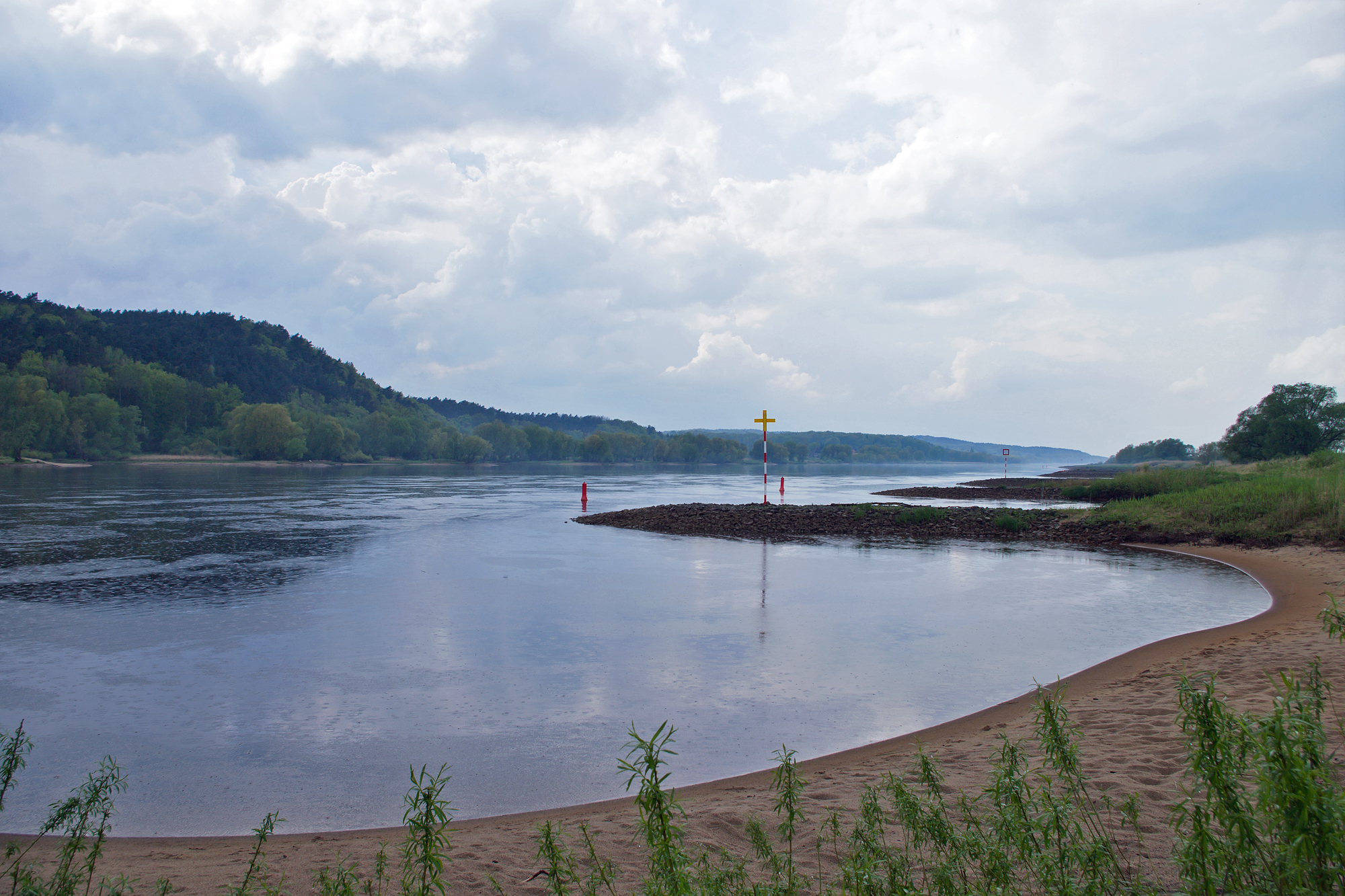
Nordwesthang des Kniepenbergs an der Elbe unterhalb von Hitzacker

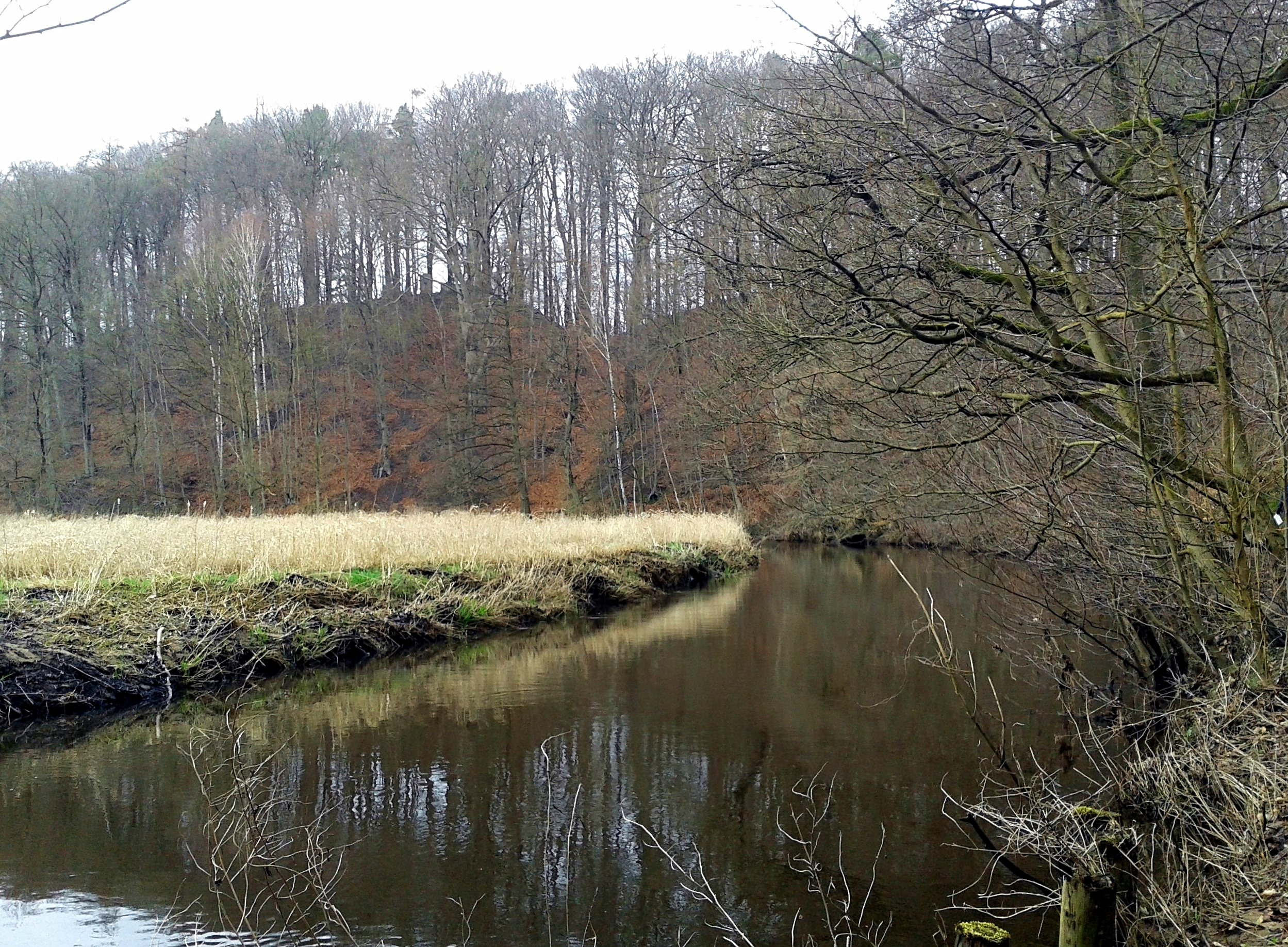
Steilhänge im mittleren Böhmetal

Die höchsten Erhebungen der wichtigsten Höhenzüge sind – mit Höhen in Meter über Normalhöhennull (NHN):
- Zentralheide: Wilseder Berg (169,2 m) (der höchste Berg „weit und breit“, Touristenattraktion); Bolterberg (160,2 m) (1,3 km südwestlich vom Gipfel des Wilseder Berges gelegen und somit der zweithöchste Berg „weit und breit“); Stattberg (145 m) (Lage: ca. 1,8 km südwestlich des Wilseder Berges außerhalb des Wegenetzes, das im Naturschutzgebiet nicht verlassen werden darf; dritthöchster Berg im Naturschutzgebiet); Ahrberg (145 m) (Lage: ca. 3 km östlich des Naturschutzgebietes Lüneburger Heide im Landschaftsschutzgebiet Garlstorfer Wald und weitere Umgebung).[19]
- Harburger Berge: Gannaberg (155 m), Hülsenberg (155 m), Brunsberg (129 m)
- Falkenberg-Endmoräne: Falkenberg (150 m), Hakenberg (143 m), Goldbockenberg (129 m)
- Drawehn (Osthannoversche Endmoräne): Hoher Mechtin (142 m), Pampower Berg (140 m)
- Lüßplateau: Wierener Berge (136 m), Lüßberg (130 m), Blauer Berg (128 m)

Weitere Anhöhen über 100 m Höhe sind: Hingstberg (126 m), Staffelberg (126 m), Hengstberg (121 m), Höpenberg bei Schneverdingen (120 m), Haußelberg (117 m), Breithorn (118 m), Mützenberg (115 m), Tellmer Berg (113 m), Wümmeberg (107,9 m), Schiffberg (107 m), Hummelsberg und Wulfsberg (je 106 m), Drullberg und Thonhopsberg (je 104 m), Kruckberg und Wietzer Berg (je 102 m) sowie Höllenberg (101 m).
Einige Höhenzüge weisen deutliche Höhenunterschiede auf, auf 1 km erheben sich beispielsweise der Blaue Berg um 60 m, Ahrberg, Wierener Berge und Falkenberg um 70 m, sowie in den Elbhöhen bei Hitzacker der Kniepenberg um 75 m und die Weiße Lissa um 95 m.

### Fließgewässer

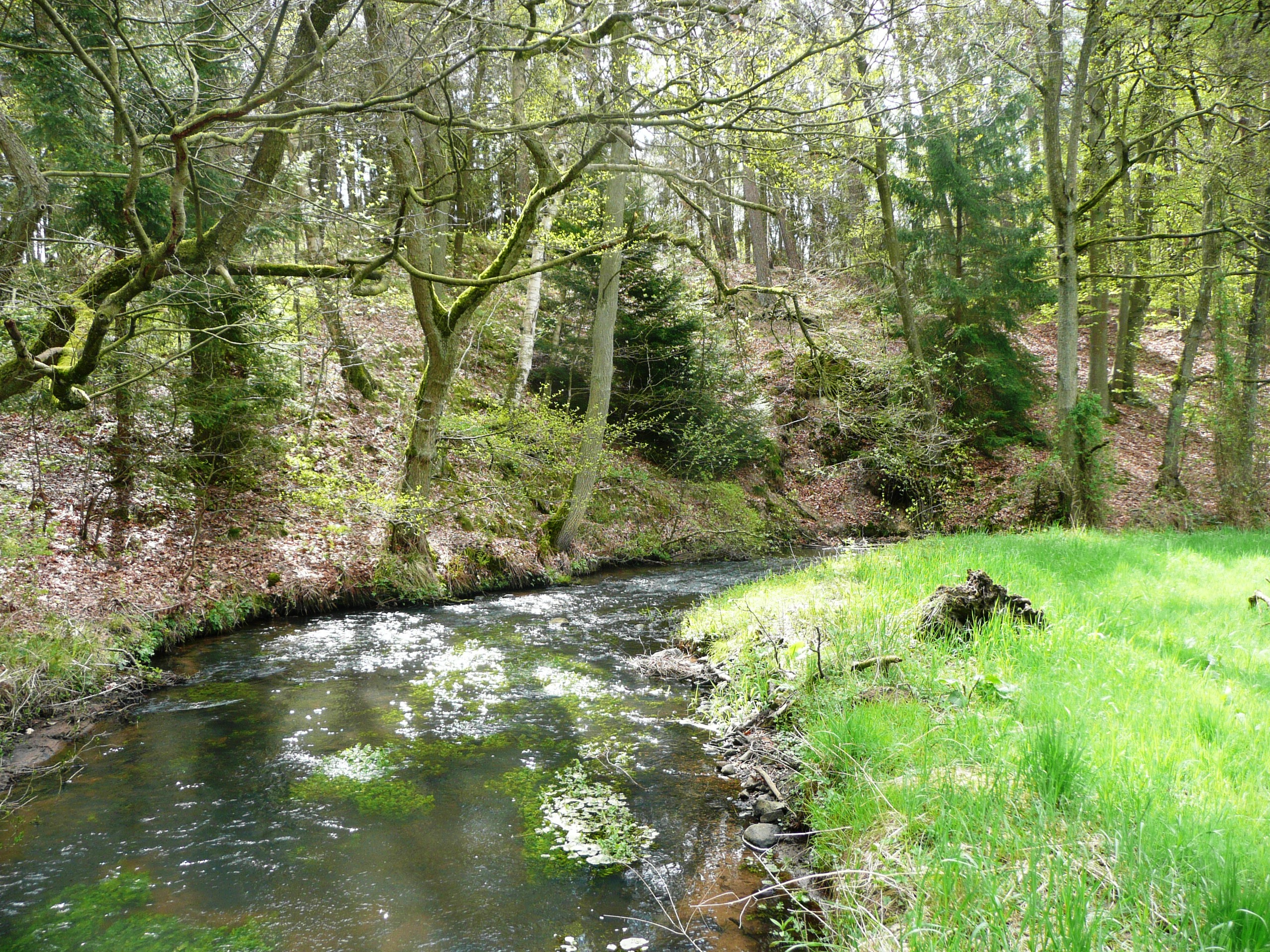
Das Wiesental der Warnau im Südwesten der Heide

Die Heide wird von ihren Flüssen entweder nach Norden zur Elbe hin entwässert oder nach Süden zur Aller hin. Entsprechend dem annähernd diagonal verlaufenden Haupthöhenzug steigert sich die Länge der Aller-Nebenflüsse von Osten nach Westen, die der Elbe-Nebenflüsse in umgekehrter Richtung. Nur die Wümme, die zusammen mit ihrem Hauptquellast Haverbecke im Westen des Wilseder Berges entspringt, mündet, als Lesum, in die Weser. Zur Aller fließen die durch das Große Moor bei Gifhorn fließende Ise, die das Lüßplateau entwässernde Lachte, die in der Zentralheide entspringende Örtze, die von der Falkenberg-Endmoräne herabkommende Meiße und, als längster Fluss, die Böhme. Auch sie gehören damit zum Flusssystem der Weser. Zur Elbe hin entwässern die Ilmenau als größter Fluss der Heide überhaupt, die rasch fließende Luhe, die den nördlichen Haupthöhenzug entwässernde Seeve und die durch Buxtehude fließende Este. Im Luhetal nordwestlich von Schwindebeck liegt die Schwindequelle, die zweitstärkste Quelle Niedersachsens.

### Geologie
Die Lüneburger Heide ist oberflächennah fast ausschließlich aus Ablagerungen des Eiszeitalters (Quartär) aufgebaut. Die Landschaft besteht aus flachwellig reliefierter Grundmoräne, aus hügeligen Endmoränenzügen und aus vor der Eisfront abgelagerten ebenen Sandern.
In der Saale-Kaltzeit (230.000–130.000 Jahre vor heute) war das Gebiet der heutigen Lüneburger Heide dreimal von einem Inlandeisschild bedeckt. In der Weichsel-Kaltzeit (115.000–11.700 Jahre vor heute) bedeckte das Inlandeis das Gebiet der Lüneburger Heide nicht mehr; es reichte nur noch bis an die Elbe. Aufgrund der Vegetationsarmut wurde das damals noch stärker ausgeprägte Relief durch Abspülung, Ausblasung und Solifluktion vergleichmäßigt. Es entstanden allerdings auch ausgeprägte Täler wie das der Schmalen Aue mit bis zu 90 Metern Tiefe und Talkessel wie der über 30 Meter eingesenkte Totengrund. Verbreitet liegt an der Oberfläche ein durch Frostwechsel und Bodenorganismen umgelagertes sandiges Grundmoränenmaterial. Es wird als Geschiebedecksand bezeichnet und hat in der Lüneburger Heide eine Dicke von 0,4 bis 0,8 Metern (in Hanglagen bis zu 1,5 Metern).

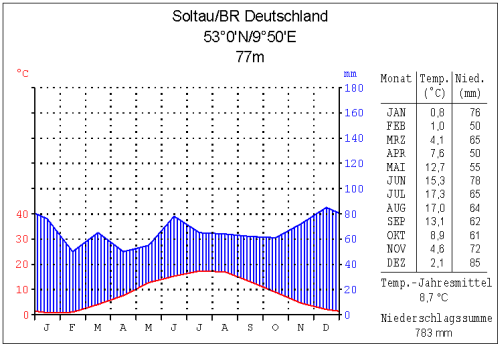
Klimadiagramm von Soltau

### Klima
Die Lüneburger Heide liegt großklimatisch in der subatlantischen gemäßigten Zone mit milden Wintern und kühlen Sommern bei ganzjährigen Niederschlägen. In der Hohen Heide hat sich ein kleines Bergklima mit niedrigeren Temperaturen und, besonders im Westteil, höheren Niederschlägen als im Umland ausgebildet. Das Lüßplateau ist durch eine besondere Frosthäufigkeit gekennzeichnet.

### Landvermessung durch Carl Friedrich Gauß

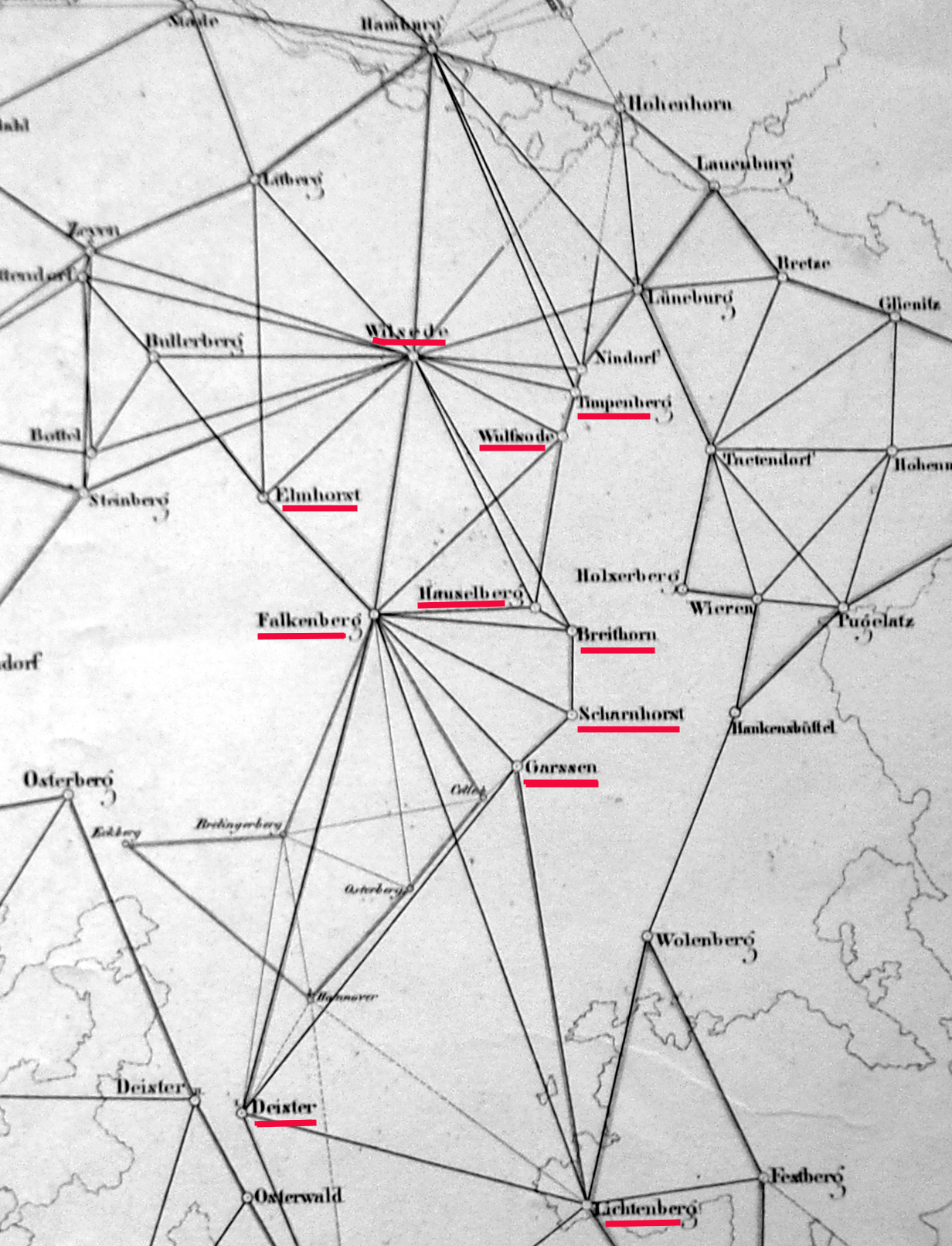
Vermessungspunkte in der Lüneburger Heide

Im Jahr 1820 beauftragte der König von Hannover Georg IV. den Mathematiker, Physiker und Professor für Astronomie an der Universität Göttingen sowie Direktor der Sternwarte Göttingen Carl Friedrich Gauß damit, das Königreich Hannover zu vermessen. 1821 begann Gauß mit den Geländearbeiten zur Triangulation. Am 28. April 1822 brach Gauß in die Norddeutsche Region auf. Vom Falkenberg (150 m über NHN) konnte eine Verbindung zum  Kalenberg im Deister (310 m über HNH), zum Osterberg in  Garßen (75 m über HNH) und zur Bergkuppe des 241 Meter über NHN hohen Burgbergs in Salzgitter-Lichtenberg hergestellt werden.  Die weitere Vermessung in der Lüneburger Heide bereitete Gauß einige Schwierigkeiten, da es hier kaum Höhenzüge gibt. Außerdem verhinderten teilweise ausgedehnte Waldgebiete eine weite Sicht. Es wurden schließlich die Dreiecke Haußelberg (117 m über NHN) –  Wulfsode (Gemeinde Wriedel) – Wilseder Berg (169 m über NHN) und Wulfsode – Haußelberg – Falkenberg vermessen. Am 18. Juli 1822 reiste Gauß nach Garßen und am 4. August 1822 nochmals zum Falkenberg. Mit Hilfe einer großen Schneise wurde von hier eine Verbindung zum Wilseder Berg geschaffen. Unter anderem konnte 1824 ein Dreieck Falkenberg – Wilseder Berg – Elmhorstberg (88 m über NHN) östlich von Visselhövede vermessen werden. Da sich der Haußelberg nicht mit dem Osterberg in  Garßen verbinden ließ, musste Gauß noch das etwa 6 km südöstlich gelegene Breitehorn (Breithorn) (118 m über NHN), bei Unterlüß und von dort zusätzlich Scharnhorst zu Hilfe nehmen. Im Juli 1822 wurde auf der Scharnhorster Höhe (91 m über NHN) ein gemauertes Postament errichtet und ein Durchhau nach Garßen vorgenommen. Im September 1822 erfolgte die Vermessung nach Breitehorn. Im Norden war der Punkt Timpenberg (115 m ü. NHN) bei Amelinghausen gefunden, von dem aus die Vermessung nach Hamburg möglich war.

## Natur

### Naturparks und Naturschutzgebiete

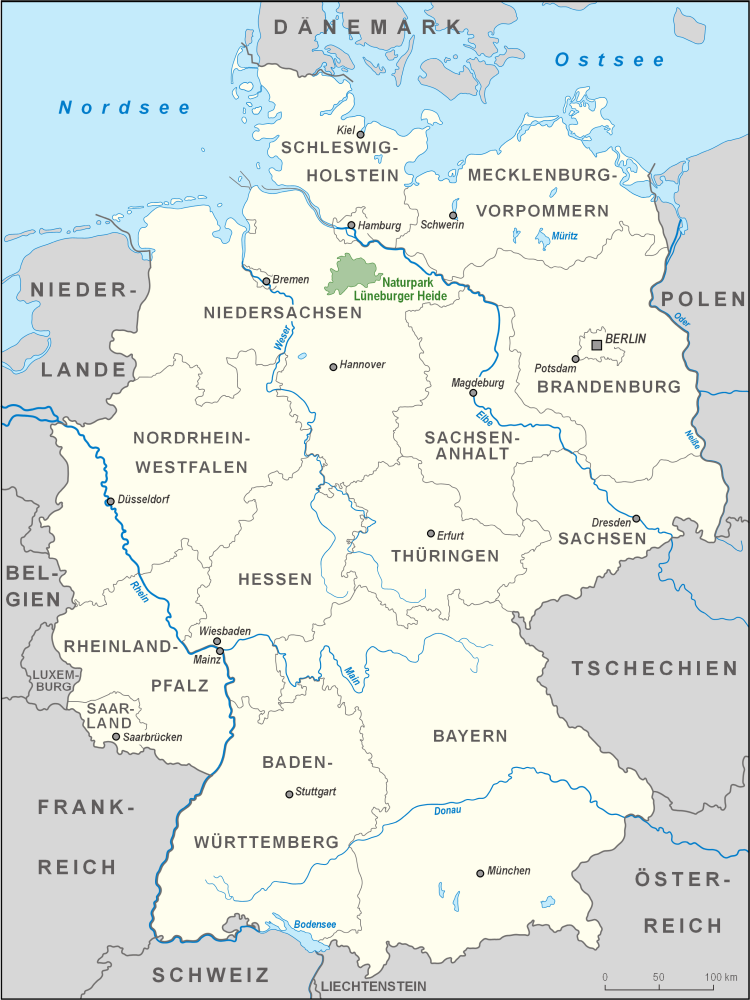
Lage des Naturparks Lüneburger Heide

Im Nordwesten der Lüneburger Heide befindet sich das 1077,92 km² große Gebiet des Naturparks Lüneburger Heide. In dessen Kern liegt das schon 1921 um den Wilseder Berg gegründete Naturschutzgebiet Lüneburger Heide mit 234 km², von denen etwa 58 Prozent Wald- und 20 % Heideflächen sind. An das Naturschutzgebiet Lüneburger Heide schließt sich im Nordwesten das Naturschutzgebiet Seeve an.
Weitere Naturparks in der Region Lüneburger Heide sind der Naturpark Südheide und der Naturpark Wendland.Elbe. Das NSG Lüneburger Heide stellt, zusammen mit den offenen Heideflächen der großen Truppenübungsplätze Munster Nord und Süd sowie dem Truppenübungsplatz Bergen, die größten zusammenhängenden Heideflächen Mitteleuropas dar. Innerhalb des ehemaligen Regierungsbezirkes Lüneburg befinden sich 212 einzelne Naturschutzgebiete (Stand 31. Dezember 2006).

### Entstehung und Entwicklung der Heidelandschaft

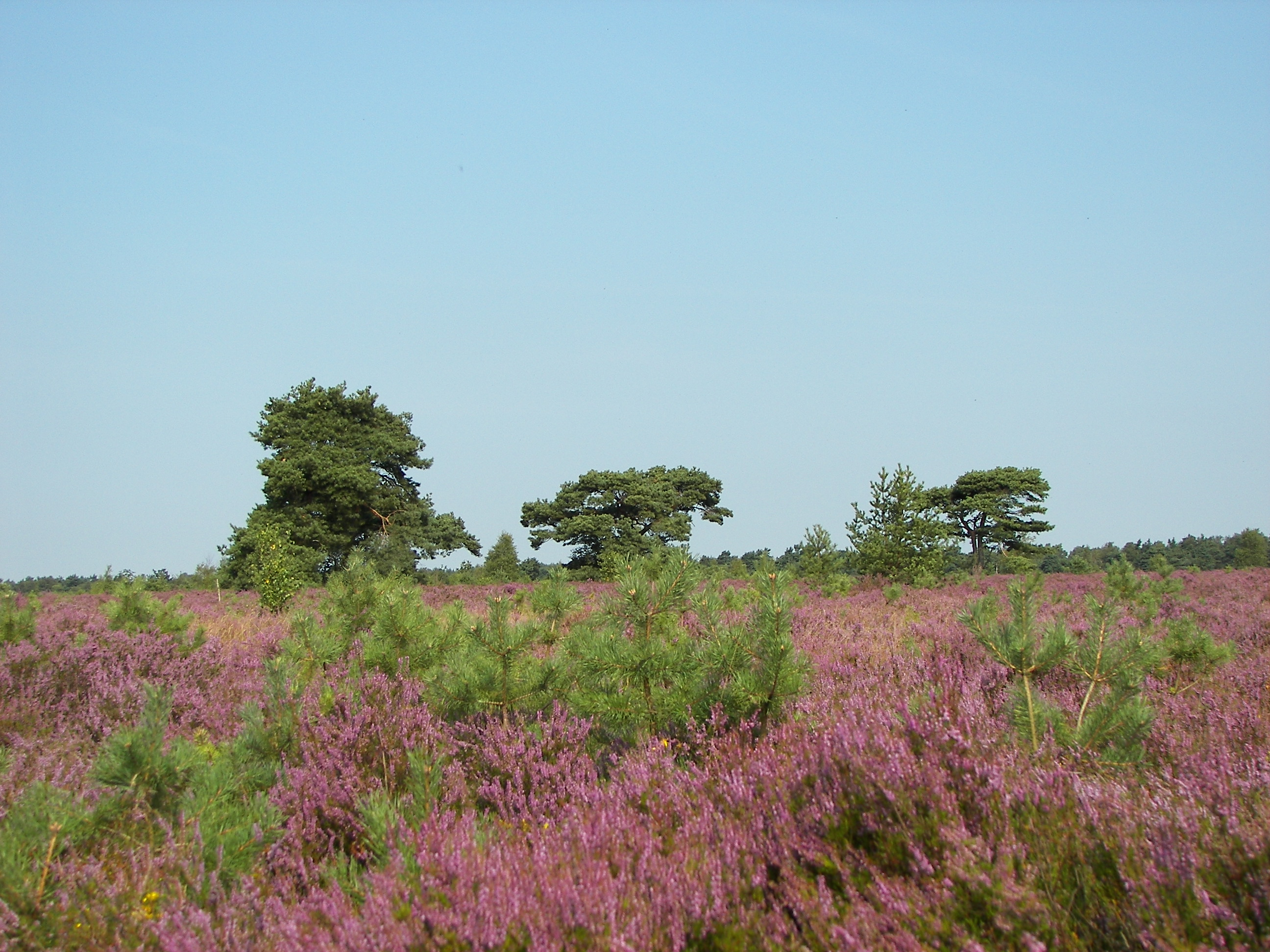
Lüneburger Heide

Nach dem Ende der Weichseleiszeit (vor 115.000 bis 10.000 Jahren) entstanden auf dem Gebiet der heutigen Lüneburger Heide erste Wälder, die sich infolge der natürlichen Sukzession und aufgrund einer langsamen Klimaverbesserung von Birken-Kiefernwäldern über Haselwälder hin zu lichten Traubeneichenwäldern entwickelten.
Die Heide und ihr Umland gehören zu jenen Gegenden der Norddeutschen Tiefebene, in denen die jägerischen Kulturen des Mesolithikums schon früh von neolithischen Bauern verdrängt wurden. Auf den flachgewellten, sandigen Geestflächen der Lüneburger Heide entstanden bereits in der Jungsteinzeit seit 3000 v. Chr. durch intensive Beweidung der damaligen Traubeneichenwälder und der damit verbundenen Zerstörung des nachwachsenden Waldbestandes größere offene Flächen, die sich mit einer weitgehend beweidungsresistenten Pflanzenart bestockten, der Besenheide (Calluna vulgaris). Allerdings gelang es den Eichen- und Buchenwaldgesellschaften immer wieder, vom Menschen aufgegebene Heiden zu besiedeln. Über lange Zeiträume hinweg wechselten auf dem Gebiet der Lüneburger Heide Perioden mit einer großen Ausdehnung der Heiden und solche mit einer weitgehend geschlossenen Walddecke und nur kleinen Heideflächen. Zuletzt nahm nach der Zeit der Völkerwanderung der Waldanteil des Gebietes erheblich zu.
Erst ab dem Jahr 1000 zeigen Pollendiagramme einen stetigen Rückgang der Waldbestände und eine erhebliche Ausbreitung der Calluna-Heiden. Dies wird mit der Umstellung von einer ortsungebundenen zu einer ortsgebundenen Landwirtschaft mit Dauersiedlungen in Verbindung gebracht. Es entstand die typische Heidebauernwirtschaft: Aufgrund der armen Böden mussten die wenigen vorhandenen Nährstoffe eines großen Gebietes auf verhältnismäßig kleinen Äckern konzentriert werden, damit dort überhaupt noch Getreide angebaut werden konnte. Dies geschah durch die regelmäßige Abtragung des Oberbodens (Plaggen), der als Streu für die Ställe der Heidschnucken verwendet wurde. Dieser wurde dann – angereichert mit dem Kot und Harn der Schafe – als Dünger auf die Felder aufgebracht.

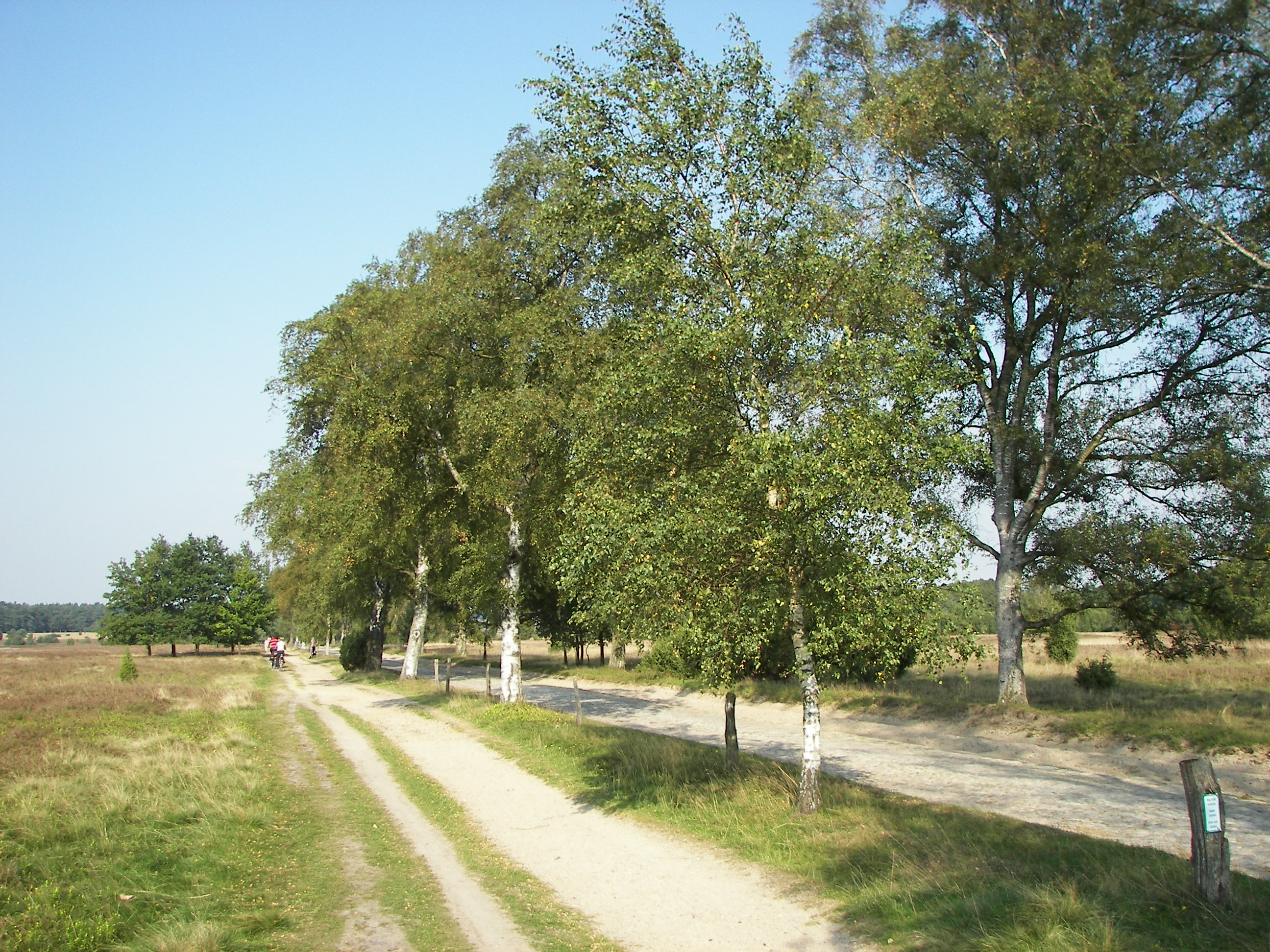
Weg bei Undeloh

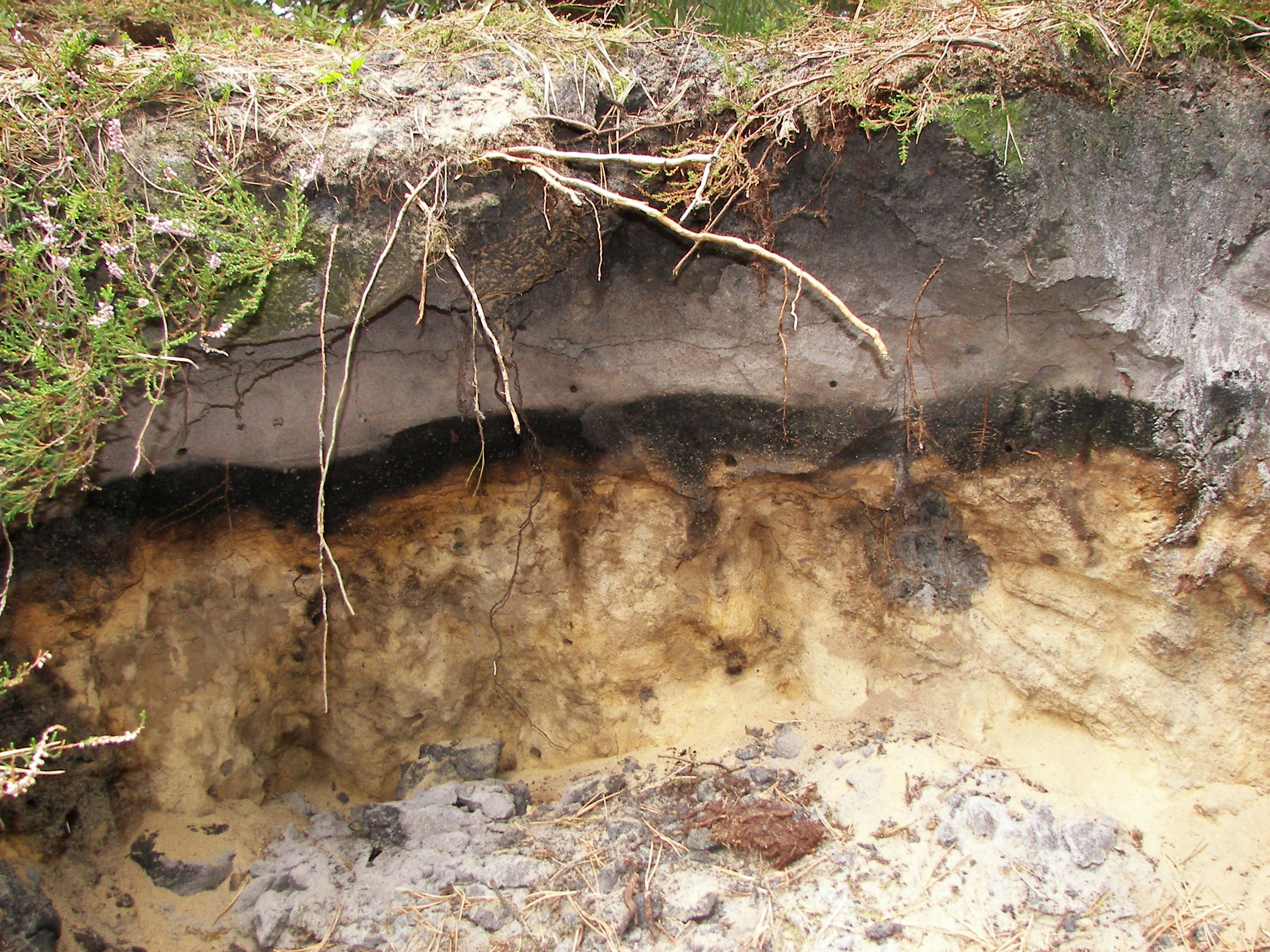
Bodenprofil Heidepodsol mit Ortstein

Durch die sogenannten Plaggenhiebe wurde die Regenerationskraft der Böden erschöpft. Die regelmäßige Abtragung des Oberbodens führte zur Ausbreitung der Heide. Bei der Zersetzung des Heidekrauts sinkt der pH-Wert des Bodens drastisch, gelangt bis in den Eisen-Pufferbereich bei pH 3, was den Prozess der Podsolierung initiiert. Das Bodenleben wird empfindlich gestört, was dazu führt, dass unterhalb der Wurzelschicht der Heide bei etwa 40 cm Tiefe eine verhärtete Bodenschicht entsteht, der undurchlässige Ortstein oder die Ortserde, an der die im Oberboden gelösten Eisen- und Humusteilchen wieder ausfällen. Der Unterboden schottet sich also quasi vom Säureeintrag aus dem Oberboden ab. Aus dem oberen Teil des Bodens sind die Nährstoffe weitgehend ausgewaschen, was zu einer Bleichung führt. Dies verursacht die typischen grau-weißen Wanderwege der Heide.

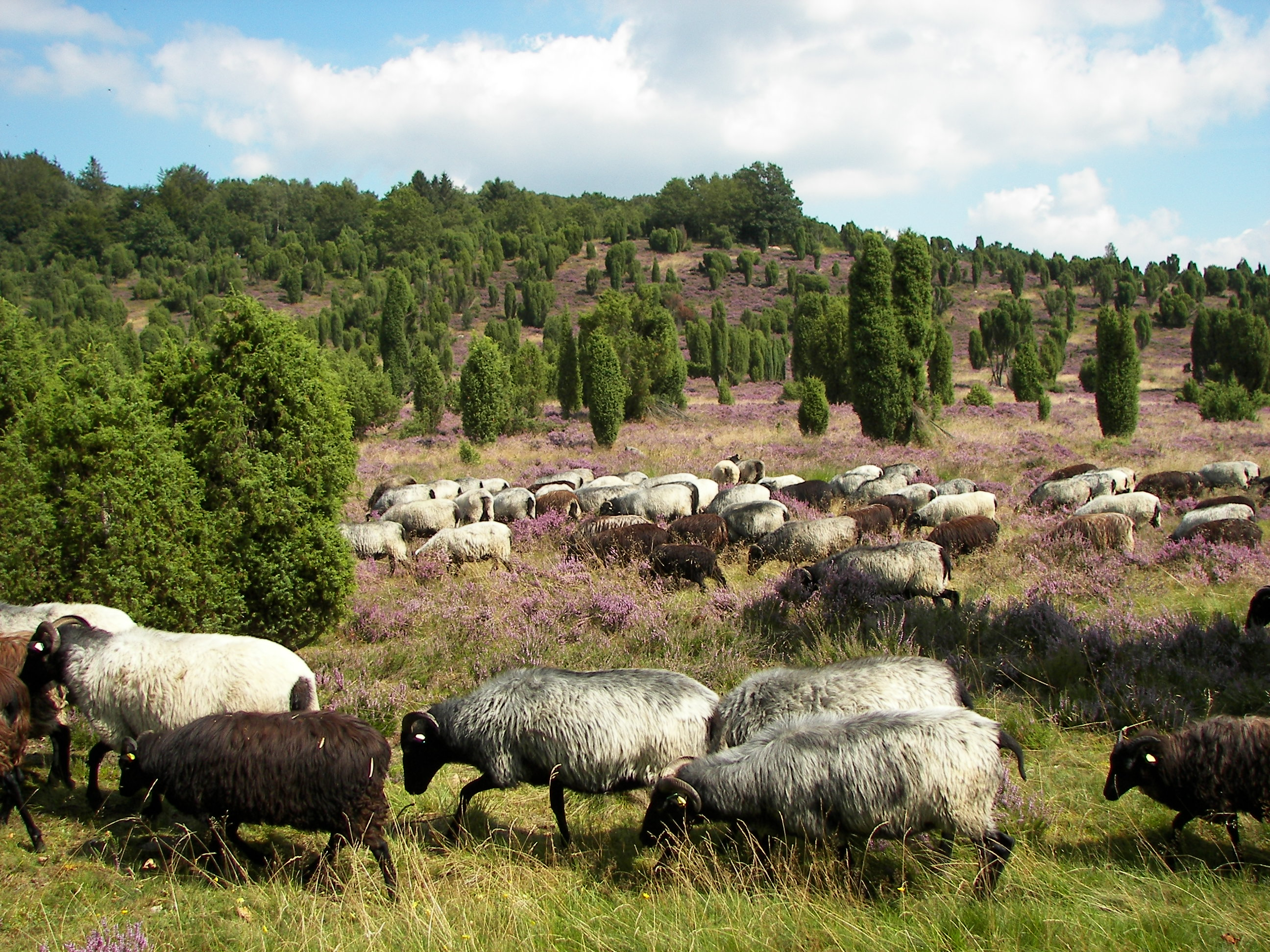
Weidende Heidschnuckenherde

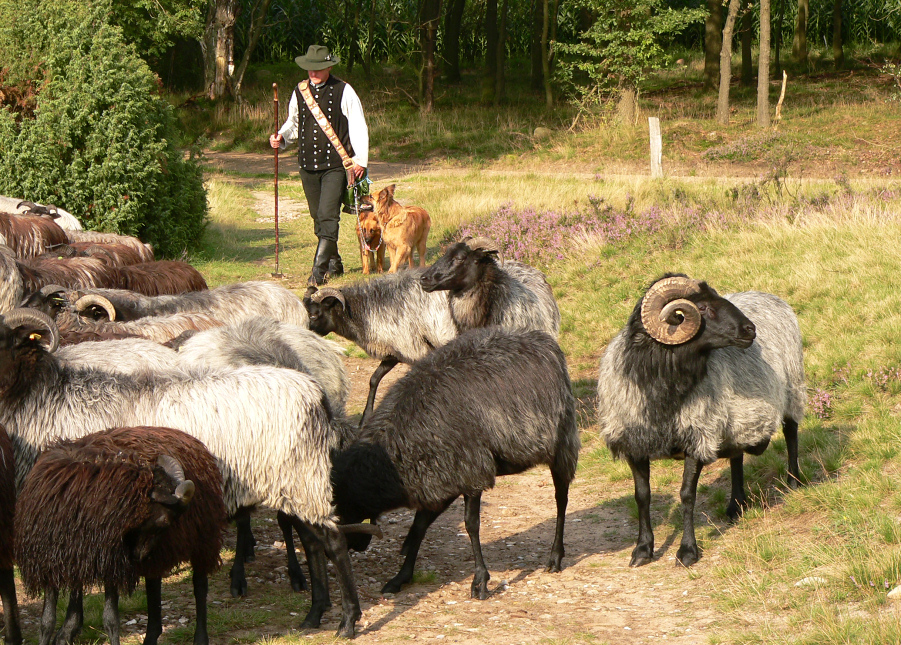
Schäfer mit Heidschnuckenherde

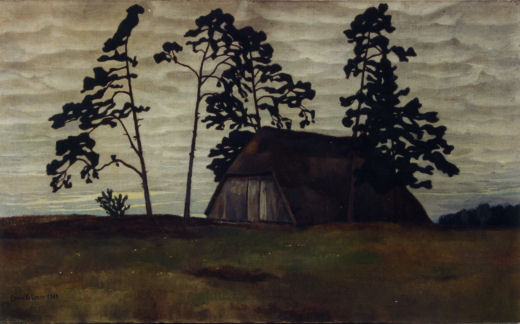
Der Schafstall – ein für die Heide im 19. und frühen 20. Jahrhundert charakteristisches Gebäude.
Gemälde von Erwin Vollmer, 1904

Die vielfach auch in Büchern geäußerte Ansicht, die Heide sei im Mittelalter durch den Holzbedarf der Lüneburger Saline entstanden, ist nicht klar belegbar: Die Lüneburger Saline benötigte große Mengen Brennholz zum Betrieb der für die Salzgewinnung erforderlichen Sudpfannen. Die benötigte Menge wäre selbst in der Hauptzeit der Produktion (Blütezeit der Hanse) von einer kleineren Waldfläche nachhaltig zu liefern gewesen, die Heide ist jedoch über 7000 km² groß. Auch kam das Holz nicht aus der Heide, sondern über den Wasserweg, insbesondere aus Mecklenburg über die Elbe und aus dem Gebiet des Schaalsees. Der Landweg (es fließen außer der auch damals nur bedingt schiffbaren Ilmenau keine Flüsse aus dem Kernbereich der Heide nach Lüneburg) wäre viel zu kostspielig gewesen. Dies lässt sich nicht nur durch die teilweise noch vorhandenen Lieferscheine nachweisen, sondern auch durch die Tatsache, dass sich um Lüneburg noch große Wälder gehalten haben, z. B. die Göhrde. Schließlich haben sich Heiden vielfach dort entwickelt, wo sich keine Salinen befinden, nämlich in den Schaf-Beweidungsgebieten an den Küsten von Norwegen bis Portugal sowie in Schottland und Irland.
Die Heide ist keine Naturlandschaft, sondern eine erst durch das Eingreifen des Menschen geschaffene Kulturlandschaft. Um ein Zuwachsen der halboffenen Heidelandschaft durch Bäume, vor allem Kiefern, teilweise auch Sandbirken, zu verhindern, lässt man regelmäßig Schafe die Flächen abweiden. Zum Einsatz kommen fast ausschließlich die einheimischen Heidschnucken. Damit wird verhindert, dass jahrtausendealte Lebensräume mit vielen an diese Landschaft angepassten, häufig sehr seltenen Tier- und Pflanzenarten verloren gehen.

### Pflanzengesellschaften
Die potenzielle natürliche Vegetation des Gebietes der Lüneburger Heide wäre Hainsimsen-Buchenwald, an sehr trockenen Stellen mit extrem sauren Böden Flechten-Kiefernwald. Aufgrund der intensiven Nutzungseingriffe des Menschen ist diese Vegetation praktisch nirgendwo mehr anzutreffen. Es entstanden vielfältige Ersatzgesellschaften.
In der Lüneburger Heide sind im 20. Jahrhundert zahlreiche Vegetationsaufnahmen durchgeführt worden, so dass sie zu den pflanzensoziologisch am besten untersuchten Gebieten Mitteleuropas zählt.

#### Heiden
Die Sandheiden sind auf etwa 20 % der Fläche des Naturschutzgebietes Lüneburger Heide anzutreffen. Sie lassen sich in mehrere Untergesellschaften gliedern, von denen die bedeutendsten hier aufgeführt sind:

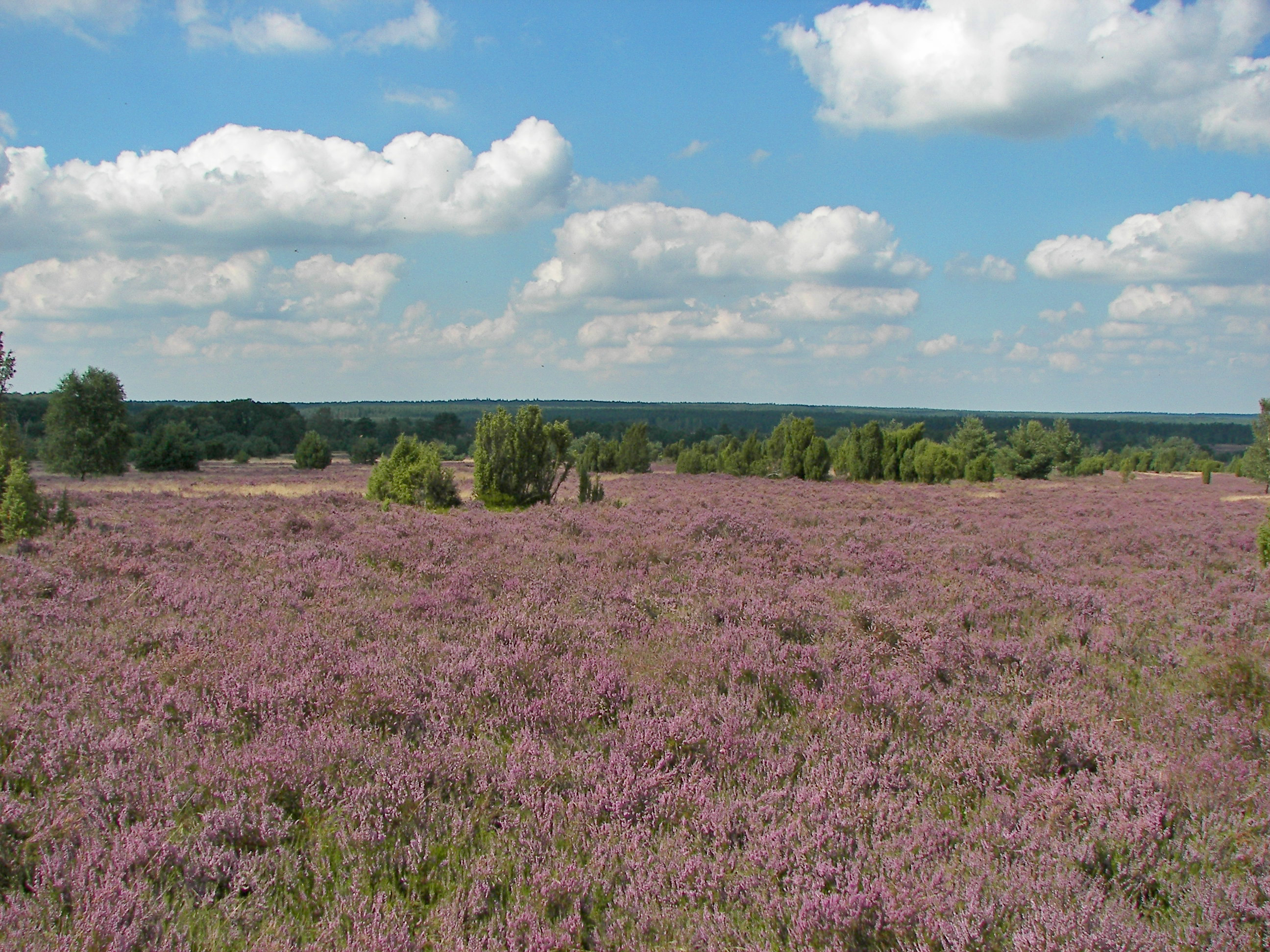
Typische Sandheide bei Wilsede

- Typische Sandheide (Genisto-Callunetum)

Neben der Besenheide (Calluna vulgaris) kommen nur noch wenige höhere Pflanzen vor, von denen keine als gute Charakterart gelten kann. Hier wären insbesondere die Draht-Schmiele (Deschampsia flexuosa) und der Gemeine Wacholder (Juniperus communis) zu nennen. Die typische Sandheide nimmt den größten Teil der Heideflächen ein. Ihr Anteil hat in den letzten Jahrzehnten auf Kosten von anderen Heide-Untergesellschaften zugenommen. Diese Artenverarmung kann durch den zunehmenden Stickstoffeintrag aus der Luft, die Anhäufung von Rohhumusauflagen und die tendenzielle Überalterung der Heideflächen erklärt werden.
- Flechtenreiche Sandheide (Genisto-Callunetum cladonietosum)

Sie kann durch das Vorkommen verschiedener Rentierflechten (Cladonia), des Wimpernmooses (Ptilidium cilliare) und des Wacholder-Haarmützenmooses (Polytrichum juniperinum) von den anderen Heide-Gesellschaften unterschieden werden. Sie kommt hauptsächlich an trockenen südexponierten Hängen vor. Das Verbreitungszentrum dieses Heidetyps liegt westlich von Niederhaverbeck und bei Sudermühlen.
- Lehmheide (Genisto-callunetum danthonietusum)

Sie unterscheidet sich von anderen Heide-Gesellschaften durch das Vorkommen von Dreizahn (Danthonia decumbens), Pillen-Segge (Carex pilulifera), Borstgras (Nardus stricta), Feinschwingel (Festuca filiformis), Kleinem Habichtskraut (Hieracium pilosella) und Feld-Hainsimse (Luzula campestris). Lehmheiden sind im NSG Lüneburger Heide inzwischen sehr selten geworden. Sie liegen am Wilseder Berg sowie südlich von Niederhaverbeck.
- Heidelbeer-Sandheide (Genisto-Callunetum, Vaccinium myrtillus Rasse)

Sie zeichnet sich durch das Vorkommen von Heidelbeeren (Vaccinium myrtillus), seltener von Preiselbeeren (Vaccinium vitis-idaea) aus. Sie ist der zweithäufigste Vegetationstyp der Heideflächen und kommt bevorzugt an Nordhängen, Waldrändern und dichten Wacholderhainen vor. Besonders ausgeprägt ist diese Heide-Gesellschaft am Nordhang des Wilseder Berges, im Stein- und im Totengrund. Dort haben Heidelbeeren stellenweise die Besenheide (Calluna vulgaris) verdrängt.
- Feuchte Sandheide (Genisto-Callunetum, Molinia-Variante)

Dort kommen Pfeifengras (Molinia caerulea), Glocken-Heide (Erica tetralix) und Rasige Haarsimse (Scirpus cespitosus) vor. Sie tritt auf grundwassernahen Standorten und im Übergang zu Mooren auf. Schwerpunkte sind Flächen nördlich von Wilsede und bei den Hörpeler Teichen.

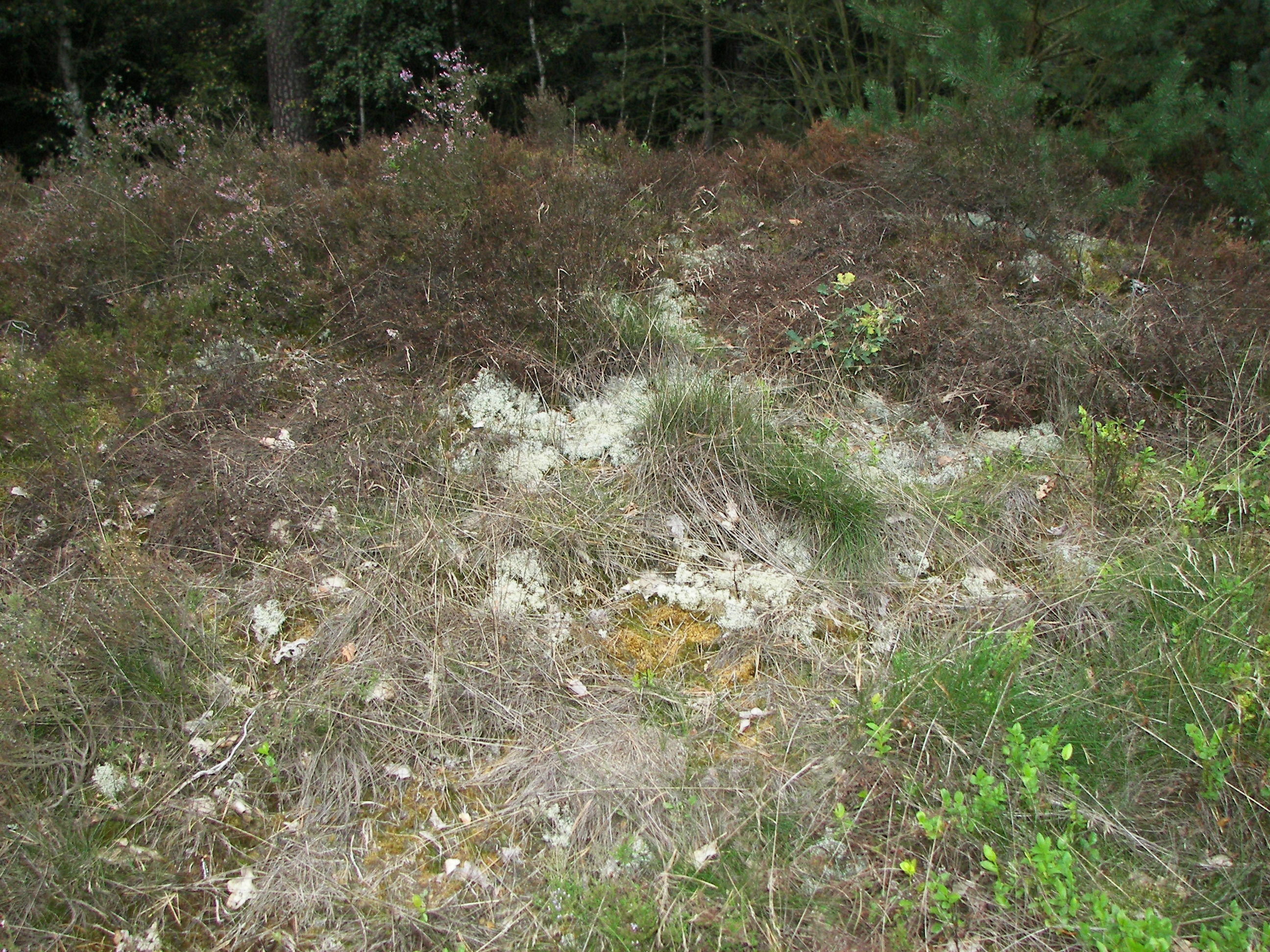
Flechtenreiche Sandheide nördlich von Niederhaverbeck
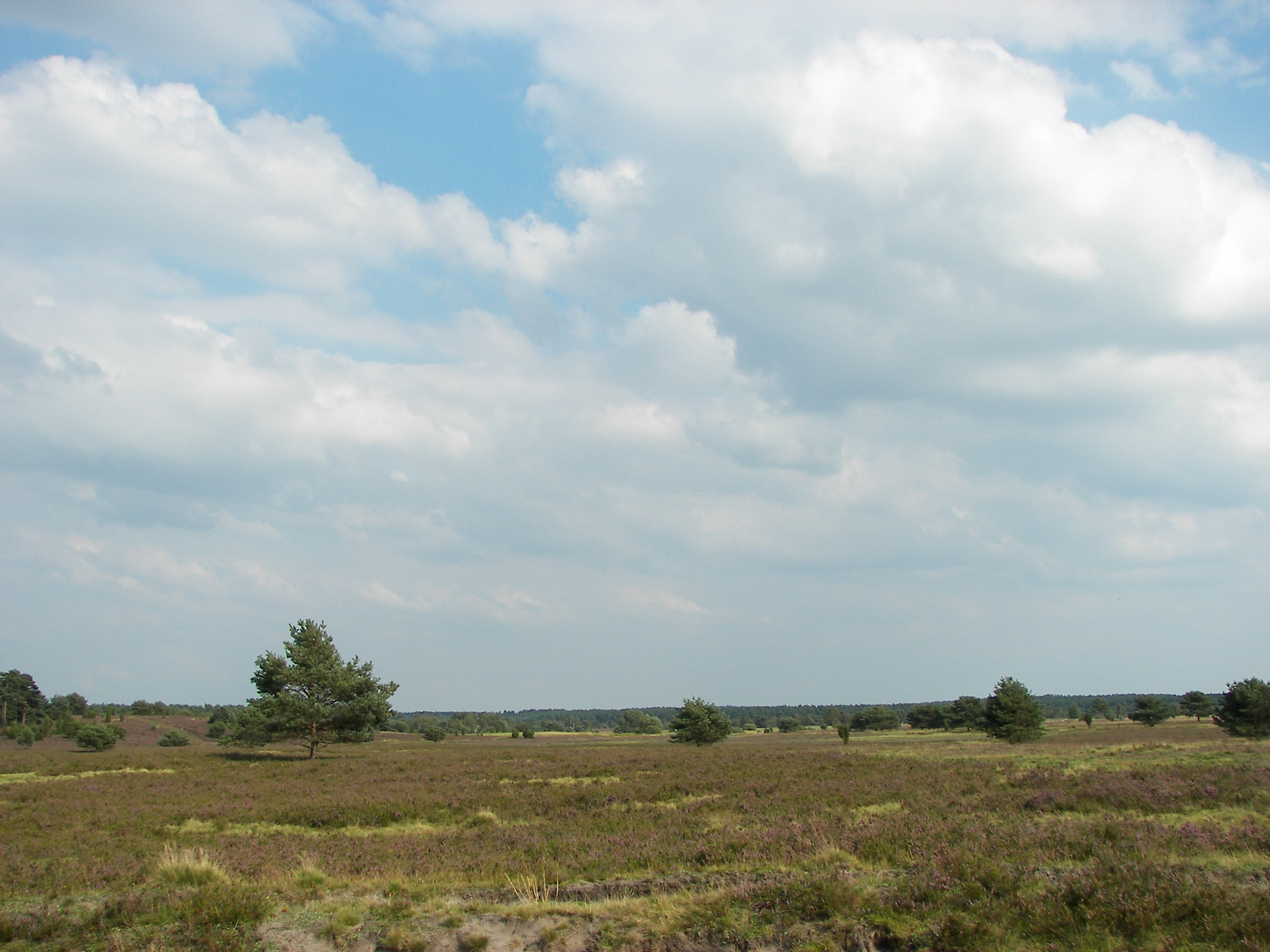
Lehmheide südlich von Niederhaverbeck
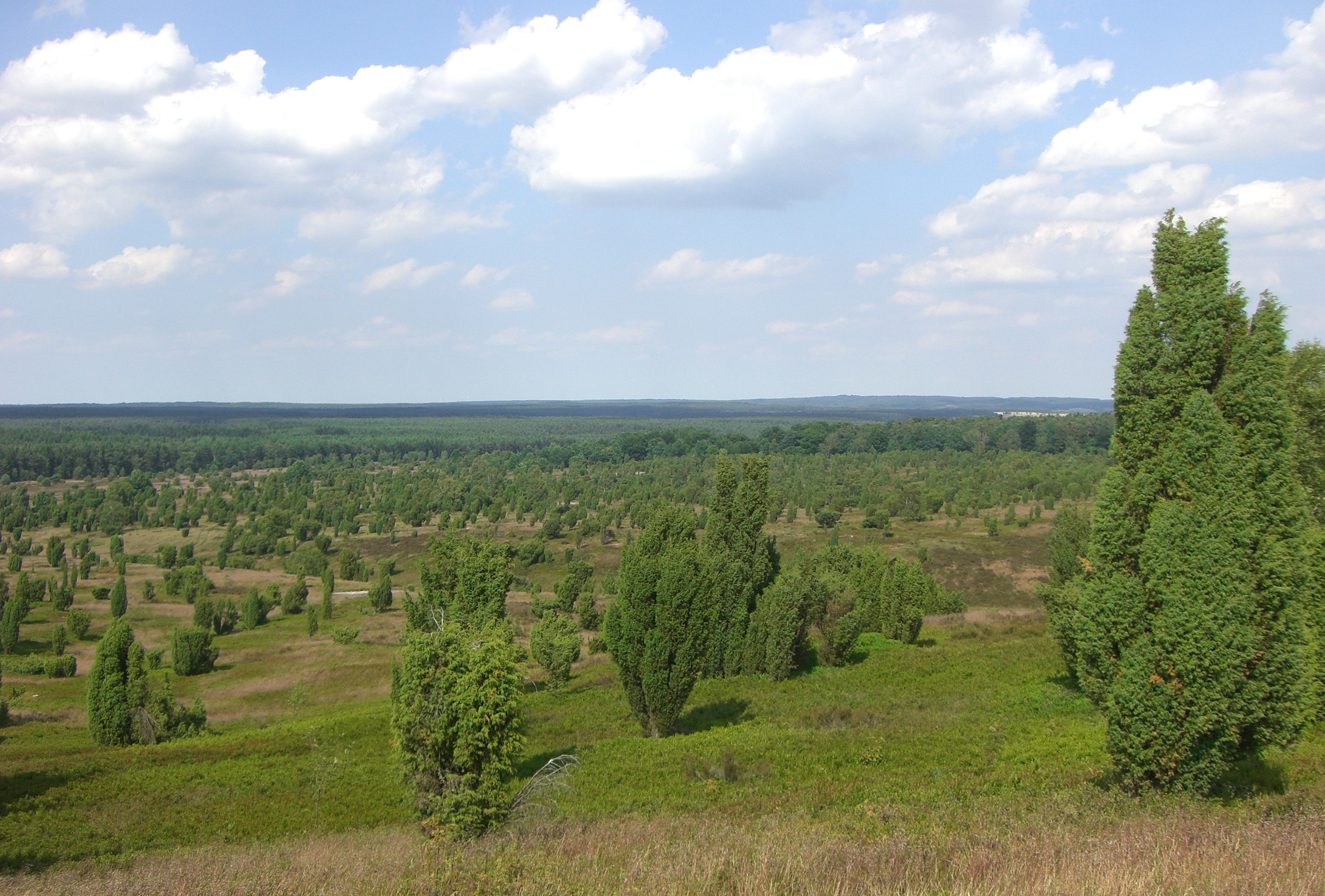
Heidelbeer-Sandheide am Nordhang des Wilseder Berges
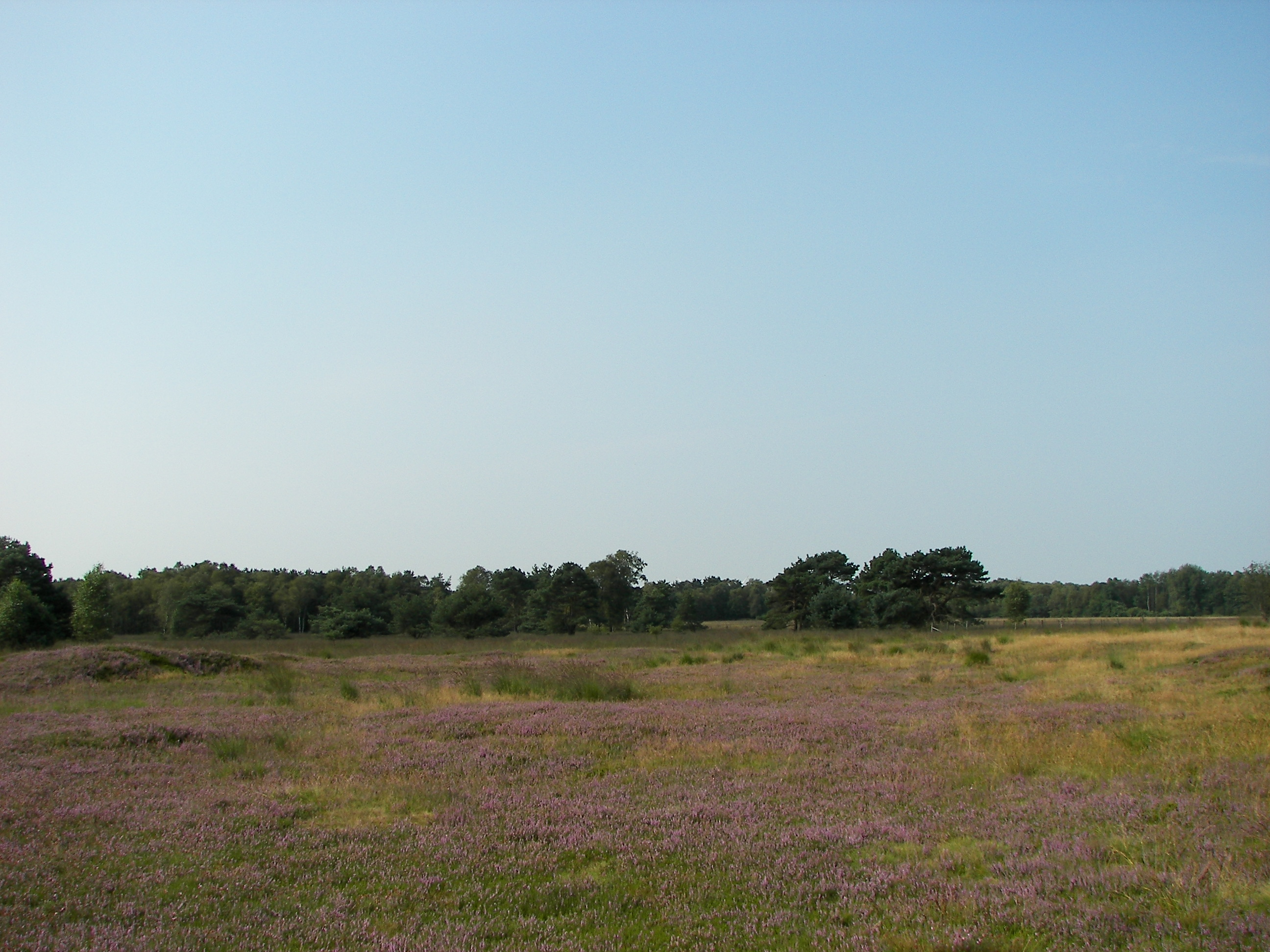
Feuchte Sandheide in der Nähe des Pietzmoores

#### Wälder

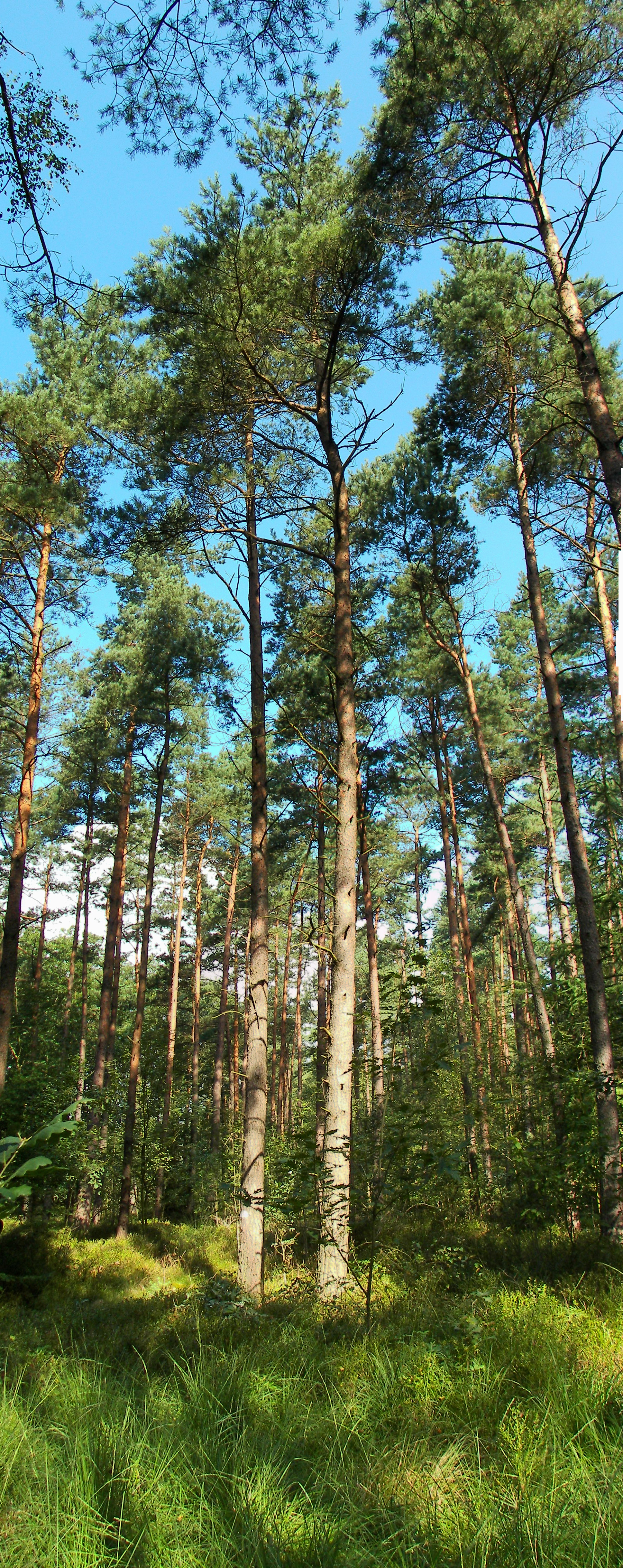
Kiefernforst bei Schneverdingen

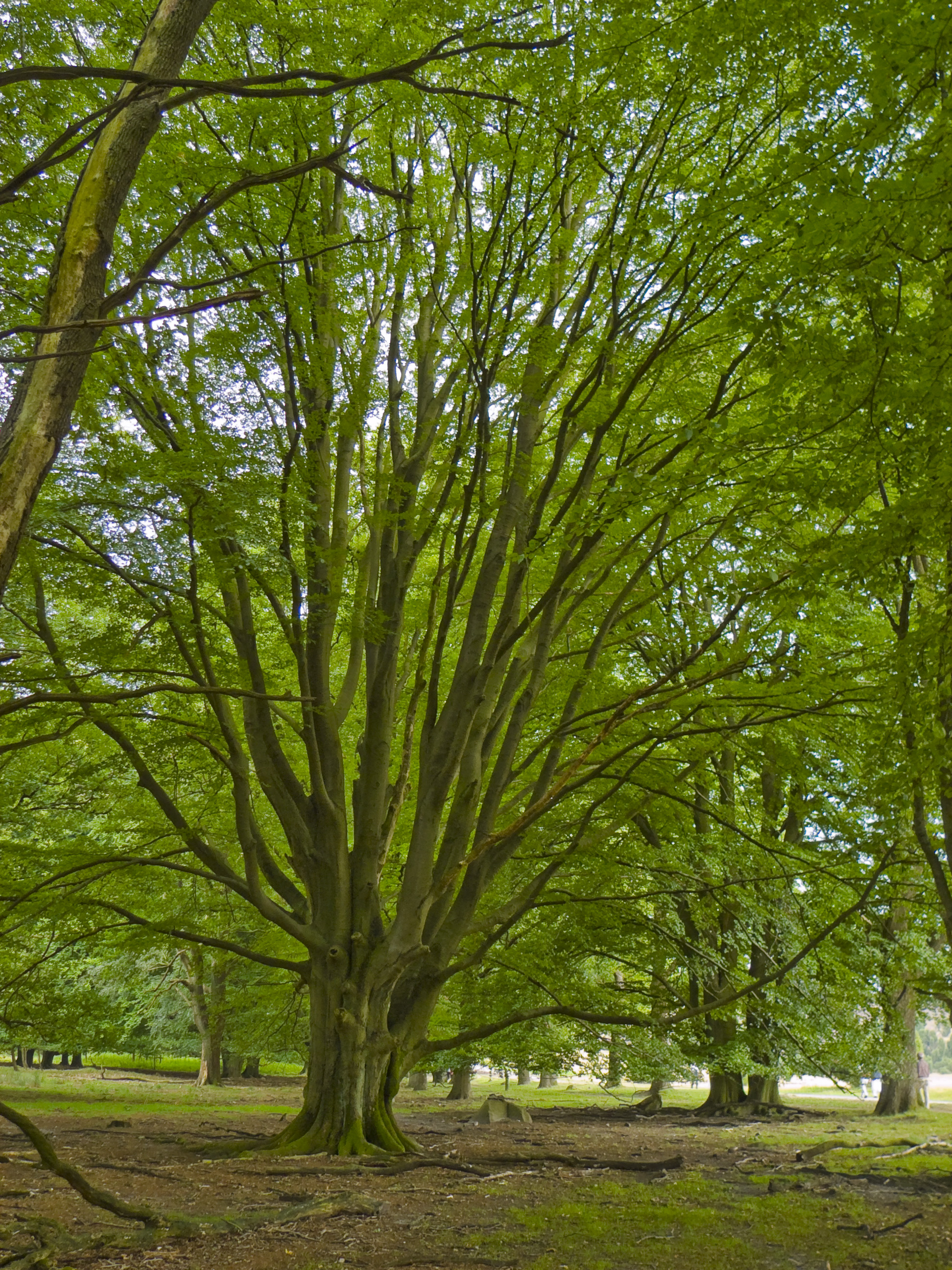
Hutewald bei Wilsede

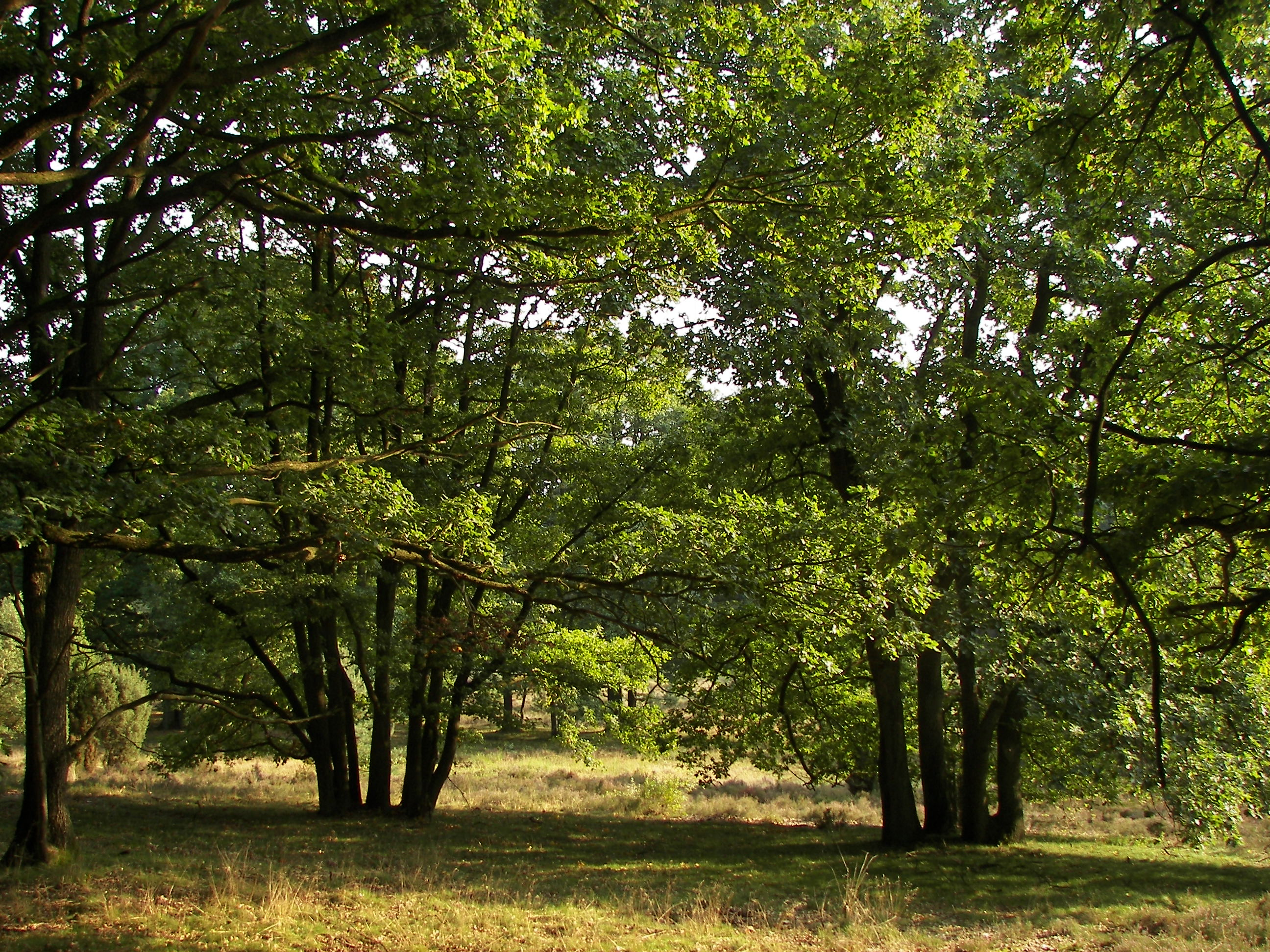
Stühbüsche auf dem Wümmeberg bei Niederhaverbeck

Der größte Teil des Naturschutzgebietes Lüneburger Heide (etwa 58 %) besteht aus Wäldern und zwar hauptsächlich aus Kiefernforsten, die in der zweiten Hälfte des 19. Jahrhunderts auf ehemaligen Heiden und Flugsanden in Monokultur gepflanzt wurden. Teilweise bewaldeten sich insbesondere die Dünen auch von selbst und zwar ebenfalls mit Kiefern. Ein besonders bekannter „natürlicher“ Kiefernwald sind die Döhler Fuhren zwischen Wilsede und Döhle. Er entstand im frühen 19. Jahrhundert durch Kiefernsamenanflug auf ehemaligen Sanddünen. Es existieren nur noch ganz wenige ältere Traubeneichenbestände, die auf königliche Holzungen zurückgehen, z. B. die Wälder der Hanstedter Berge. An vielen Stellen des Naturschutzgebietes, so auf dem Wümmeberg und beim Hof Tütsberg befinden sich auch sogenannte Stühbüsche, also Bäume, die im Niederwaldbetrieb genutzt und immer wieder geköpft wurden. Inzwischen sind sie jedoch aus dieser Nutzung herausgewachsen und es sind typisch aussehende, mehrstämmige Bäume entstanden. Bei Wilsede existieren noch Reste eines Hutewaldes mit riesigen, mehrschäftigen Buchen. Seltene, vom Aussterben bedrohte Pflanzenarten der Wälder sind das Moosglöckchen (Linnaea borealis), der Sprossende Bärlapp (Lycopodium annotinum) und der Keulen-Bärlapp (Lycopodium clavatum).
Die im 19. Jahrhundert in Monokultur aufgeforsteten Wälder erwiesen sich später als außerordentlich problematisch: beim Orkan Quimburga am 13. November 1972 kam es hier zu außerordentlich großen Windwürfen. Diese Windwürfe bildeten die Grundlage für die Waldbrandkatastrophe in der Lüneburger Heide im August 1975. Beide Katastrophen führten zu einem Umdenken in der Forstwirtschaft.

#### Moore
Auf den Hochflächen der niederschlagsreichen westlichen Lüneburger Heide befinden sich auch größere Hochmoore wie das Pietzmoor, das Grundlose Moor oder als größtes das Große Moor. Bemerkenswert sind kleinere Zwischenmoore in Erdfällen, wie das Kleine Wissahl bei Bomlitz oder die Bullenkuhle bei Bokel (Sprakensehl).
Das größte aktive Moor der Lüneburger Heide ist das Pietzmoor südlich von Schneverdingen. Es wurde jedoch entwässert und bis in die 1960er Jahre wurde dort Torf abgebaut. Der Verein Naturschutzpark hat seit den 1980er Jahren Wiedervernässungsarbeiten durchgeführt. So wurden die Abflussgräben teilweise verfüllt, was zu einem erheblichen Wasseranstieg in den ehemaligen Torfstichen geführt hat. Eine typische Hochmoorvegetation hat sich jedoch noch nicht wieder herausgebildet.
Typische, teilweise andernorts vom Aussterben bedrohte Pflanzen der Heidemoore sind die Glocken-Heide (Erica tetralix), der Lungen-Enzian (Gentiana pneumonanthe), die Moorlilie (Narthecium ossifragum), das Torfmoos-Knabenkraut (Dactylorhiza sphagnicola), diverse Sonnentauarten (Drosera), die Rosmarinheide (Andromeda polifolia), die Gewöhnliche Moosbeere (Vaccinium oxycoccos) und diverse Torfmoosarten (Sphagnum).

### Tierwelt
Auf dem Gebiet der Lüneburger Heide leben viele Tierarten, die an weite offene Landschaften angepasst und durch die Intensivierung der Landwirtschaft in anderen Gebieten teilweise stark gefährdet sind.
Zahlreiche Arten, wie Wisente, Elche und Braunbären, die das Gebiet einst bewohnten, werden neben einigen Exoten, wie Schneeleoparden und Polarwölfen im Wildpark Lüneburger Heide gezeigt.

#### Säugetiere
Insgesamt kommen in der Lüneburger Heide 38 Säugetierarten vor. Neben den typischen Arten von Wald und Feldflur leben im NSG Lüneburger Heide allein acht Fledermausarten, darunter die Kleine Bartfledermaus (Myotis myasticinus), der Große Abendsegler (Nyctalus noctula) und die Zwergfledermaus (Pipistrellus pipistrellus).
Wölfe wurden noch bis Mitte des 19. Jahrhunderts in Niedersachsen ausgemacht und bejagt. Die letzten Stücke wurden geschossen am 2. Weihnachtstag des Jahres 1838 durch den Förster Vaeß bei Schönewörde im Zuständigkeitsbereich der Oberförsterei Knesebeck (Landkreis Gifhorn), 1840 bei Walsrode, 1842 bei Ehra und bei Nienburg je ein Stück, 1843 bei Rethem, am 11. Januar 1851 von Feldjäger Georg Weber in der Göhrde, am 18. Oktober 1851 durch den Förster Friedrich Lewecke im Wietzenbruch bei Fuhrberg, im Winter 1871 bei Erpensen bei Wittingen und in Kakau (Gemeinde Soltendieck) je ein Stück. Seit 2007 werden im Gebiet der Lüneburger Heide wieder freilebende Wölfe (Canis lupus) gesichtet.

#### Vögel
In der Lüneburger Heide leben 189 Vogelarten. Zu den typischen Vögeln der offenen Heide-Landschaften zählen das Birkhuhn (Lyrurus tetrix oder Tetrao tetrix), der Ziegenmelker (Caprimulgus europaeus), die Heidelerche (Lullula arborea), der Raubwürger (Lanius excubitor), der Neuntöter (Lanius collurio), das Schwarzkehlchen (Saxicola rubicola), der Wendehals (Jynx torquilla), der Grünspecht (Picus viridis), der Steinschmätzer (Oenanthe oenanthe), der Große Brachvogel (Numenius arquata) und die Wachtel (Coturnix coturnix). In der Lüneburger Heide steigt der Bestand der sehr seltenen Birkhühner kontinuierlich an. Im Jahr 2007 sind 78 Exemplare gezählt worden, 13 Tiere mehr als im Vorjahr. Seit 2003 hat sich die Zahl der Tiere verdoppelt.
In den großen, störungsarmen Wäldern des Gebietes leben u. a. der Schwarzstorch (Ciconia nigra), der Kolkrabe (Corvus corax), der Raufußkauz (Aegolius funereus), die Hohltaube (Columba oenas) und die Waldschnepfe (Scolopax rusticola).
Trotz aller Anstrengungen sind durch eine nicht ganz zu vermeidende Intensivierung der Landwirtschaft auch im Naturschutzgebiet und durch Verringerung der Heideflächen zahlreiche Vogelarten erloschen, die zu Beginn des 20. Jahrhunderts noch recht häufig waren, darunter der Triel (Burhinus oedicnemus), die Kornweihe (Circus cyaneus), die Wiesenweihe (Circus pygargus), der Ortolan (Emberiza hortulana) und die Blauracke (Coracias garrulus).

#### Reptilien, Amphibien, Fische
Übergangsbereiche zwischen Wald und Heide sowie kleinere Offensandstellen sind wichtige Lebensräume für Reptilien, von denen alle sechs in Niedersachsen vorkommenden Arten auch in der Lüneburger Heide anzutreffen sind, darunter die seltenen Arten Ringelnatter (Natrix natrix), Kreuzotter (Vipera berus), Schlingnatter (Coronella austriaca) und Zauneidechse (Lacerta agilis). Ein früher recht bedeutender Bestand der Europäischen Sumpfschildkröte (Emys orbicularis) ist bereits Anfang des 20. Jahrhunderts in der Lüneburger Heide erloschen.
Viele Amphibienarten leben in feuchten Grünlandbereichen, die in der Lüneburger Heide noch häufiger anzutreffen sind als in anderen Landesteilen. Beispiele sind Grasfrosch (Rana temporaria), der Europäische Laubfrosch (Hyla arborea) und Moorfrosch (Rana arvalis). An den Oberläufen von Wald- und Heidebächen kommt der Feuersalamander (Salamandra salamandra) vor.
Untersuchungen haben ergeben, dass in den Heidebächen insgesamt zwölf Fischarten vorkommen; mehrere von ihnen sind in Niedersachsen stark gefährdet, darunter das Bachneunauge (Lampetra planeri), die Elritze (Phoxinus phoxinus), die Bachschmerle (Barbatula barbatula) und die Groppe (Cottus gobio).

## Kultur und Geschichte

### Frühgeschichte

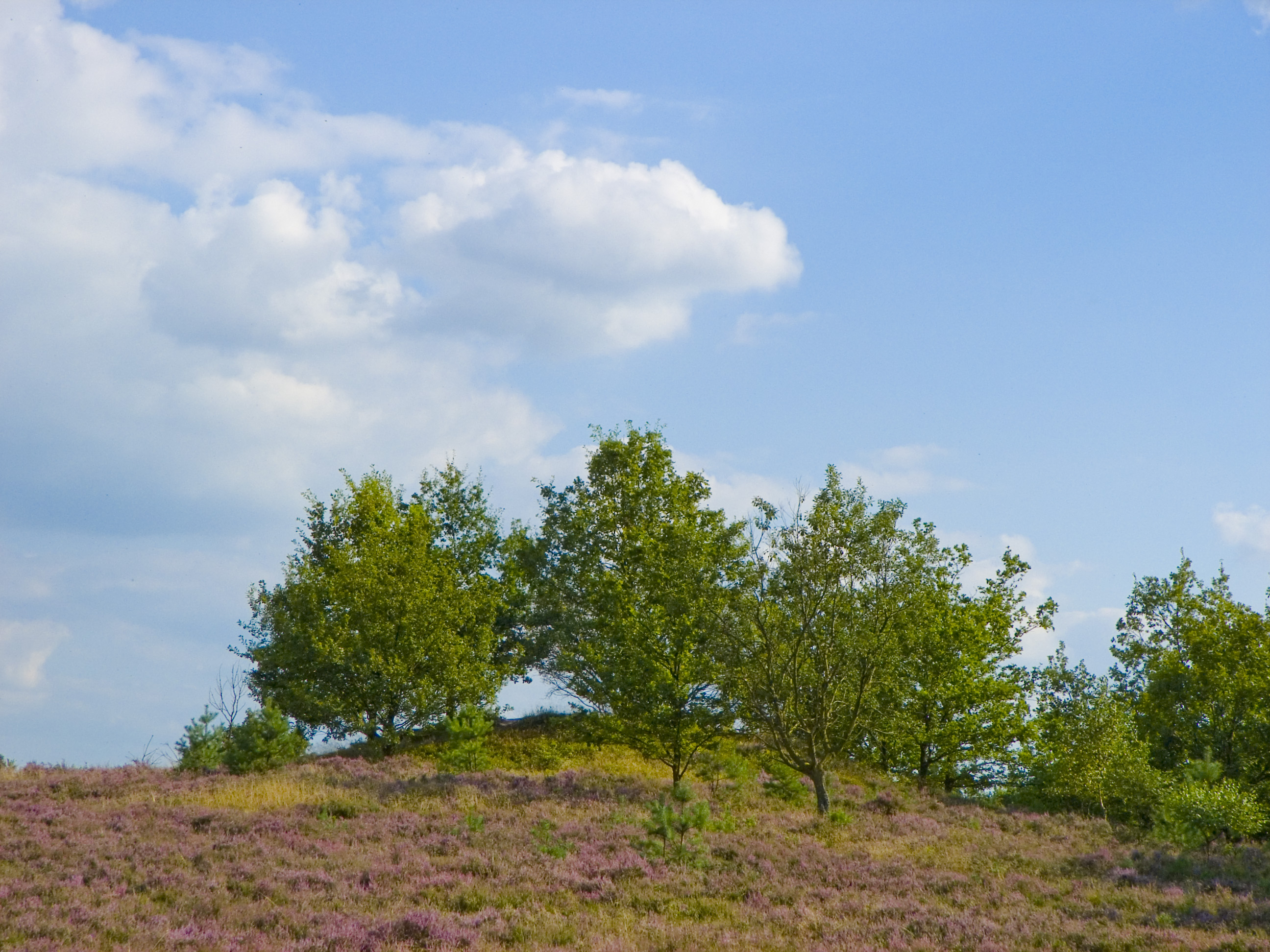
Fürstengrab bei Niederhaverbeck

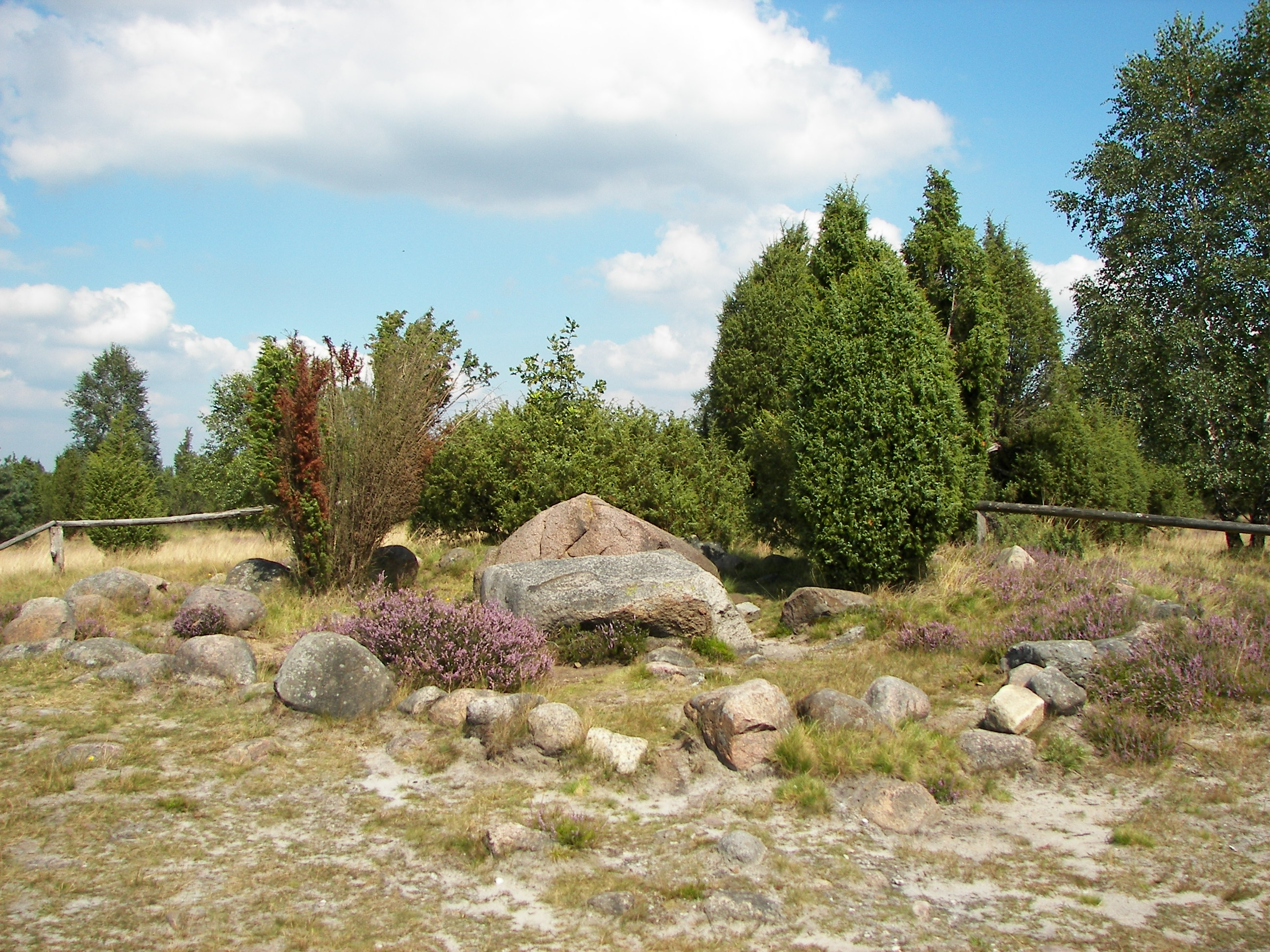
Hannibals Grab bei Wilsede

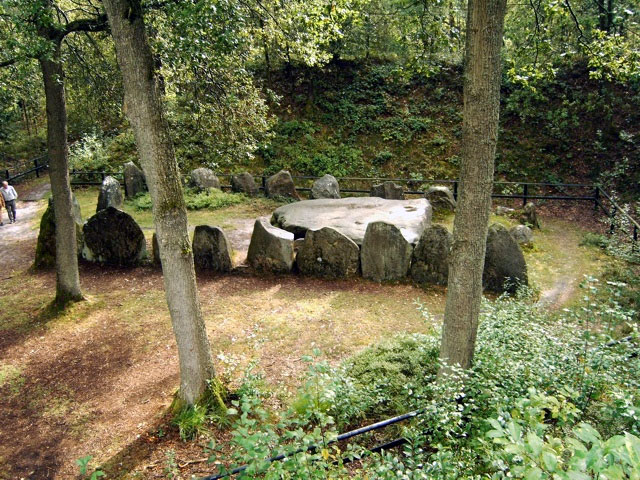
Sieben Steinhäuser, Grab D

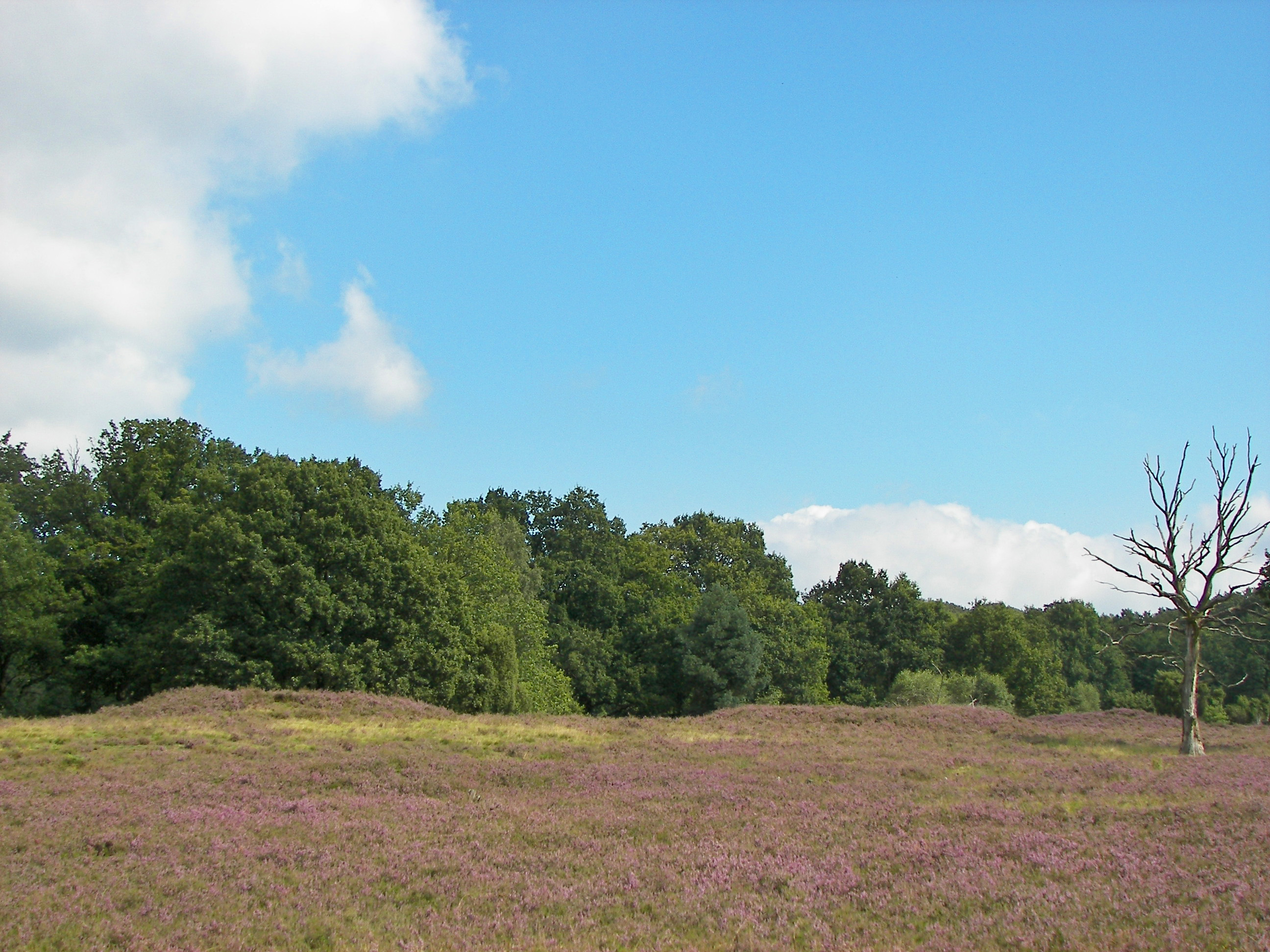
Hügelgräber in der Lüneburger Heide

Pollenanalysen zeigen, dass auf den trockenen Geestböden Norddeutschlands seit 3000 v. Chr. Landwirtschaft betrieben wird. Brandrodungen und Ackerbau auf den pleistozänen Sandböden führten jedoch schnell zur Bodenverarmung. Deshalb konnten die jeweiligen Rodungsflächen jeweils nur kurze Zeit genutzt werden. Die Siedlungen wurden häufiger verlegt und anderswo neue Wälder gerodet. Schon in dieser Zeit entstanden die ersten Calluna-Heiden (siehe oben). Zeugnisse einer relativ dichten Besiedlung finden sich besonders im Landkreis Uelzen. Auf dem Gebiet der Lüneburger Heide existieren zahlreiche Megalithanlagen, Hügelgräber aus der Jungsteinzeit und der frühen Bronzezeit, sowie Steinkisten (Steinkiste von Rolfsen). Die bekanntesten sind die Nekropole von Soderstorf, die Oldendorfer Totenstatt und die Sieben Steinhäuser. Auch im Naturschutzgebiet Lüneburger Heide sind noch mehr als tausend Hügelgräber vorhanden. Das größte ist das so genannte Fürstengrab bei Oberhaverbeck.
Bei der wohl bekanntesten Stein- und Wacholdergruppe Hannibals Grab bei Wilsede handelt es sich nicht um ein Grab, sondern um „eine natürliche Anlage“ in Form einer „Gruppe von zufällig angehäuften Findlingssteinen mit knorrigen Wacholdern auf einer Anhöhe“. Der Name hat sich seit den 1920er-Jahren aufgrund einer gewissen Ähnlichkeit mit dem auf einem Gemälde aus dem Jahre 1893 von Eugen Bracht dargestellten Grab Hannibals eingebürgert und auch die zwischenzeitliche Umbenennung nach dem Lüneburger Fürsten in Billung-Stein in der Zeit des Nationalsozialismus überdauert.

### Übergang zur sesshaften Landwirtschaft
Bis zum 4. Jahrhundert n. Chr. war die nördliche Lüneburger Heide, durch Urnenfelder belegt, langobardisches Siedlungsgebiet. Das in der (um 640 im heutigen Italien geschriebenen) langobardischen Herkunftslegende genannte Land Golaida wird zumeist mit diesem Siedlungsraum identifiziert. Nach dem Abzug der Langobarden in der Völkerwanderung gehörte die Lüneburger Heide ungefähr ab dem 8. Jahrhundert zum Stammesherzogtum Sachsen, das von Karl dem Großen im 9. Jahrhundert dem Frankenreich eingegliedert wurde. Die damit einhergehende intensivierte Kontrolle über die Bevölkerung und die Christianisierung führten dazu, dass die ländlichen Siedlungen an einem Ort blieben und nicht mehr verlegt werden konnten. Der Boden musste stärker genutzt werden, was zur Ausbreitung der Heiden führte.

### Siedlungen

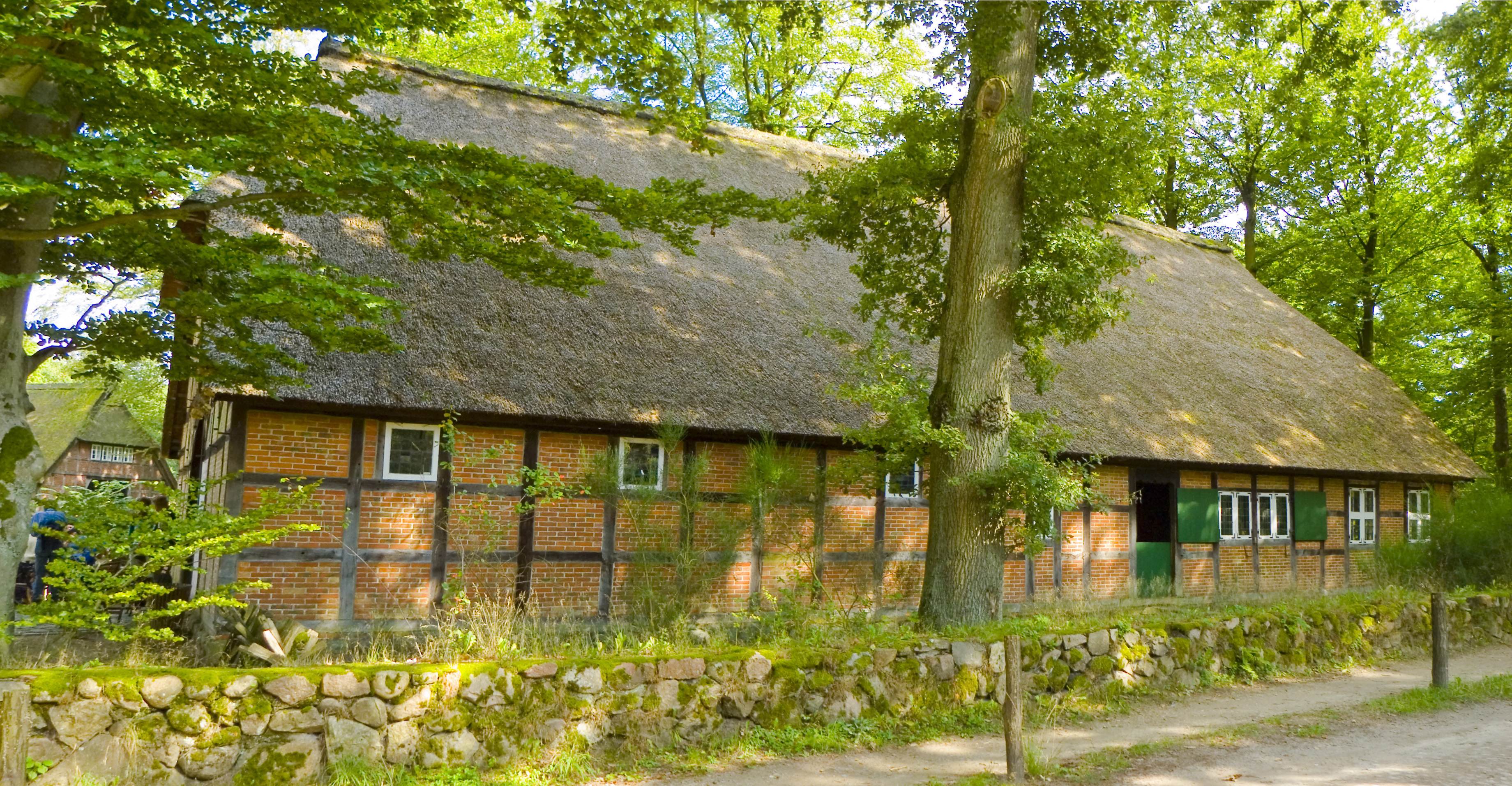
Heidemuseum Dat ole Huus in Wilsede – ein typisches niederdeutsches Hallenhaus

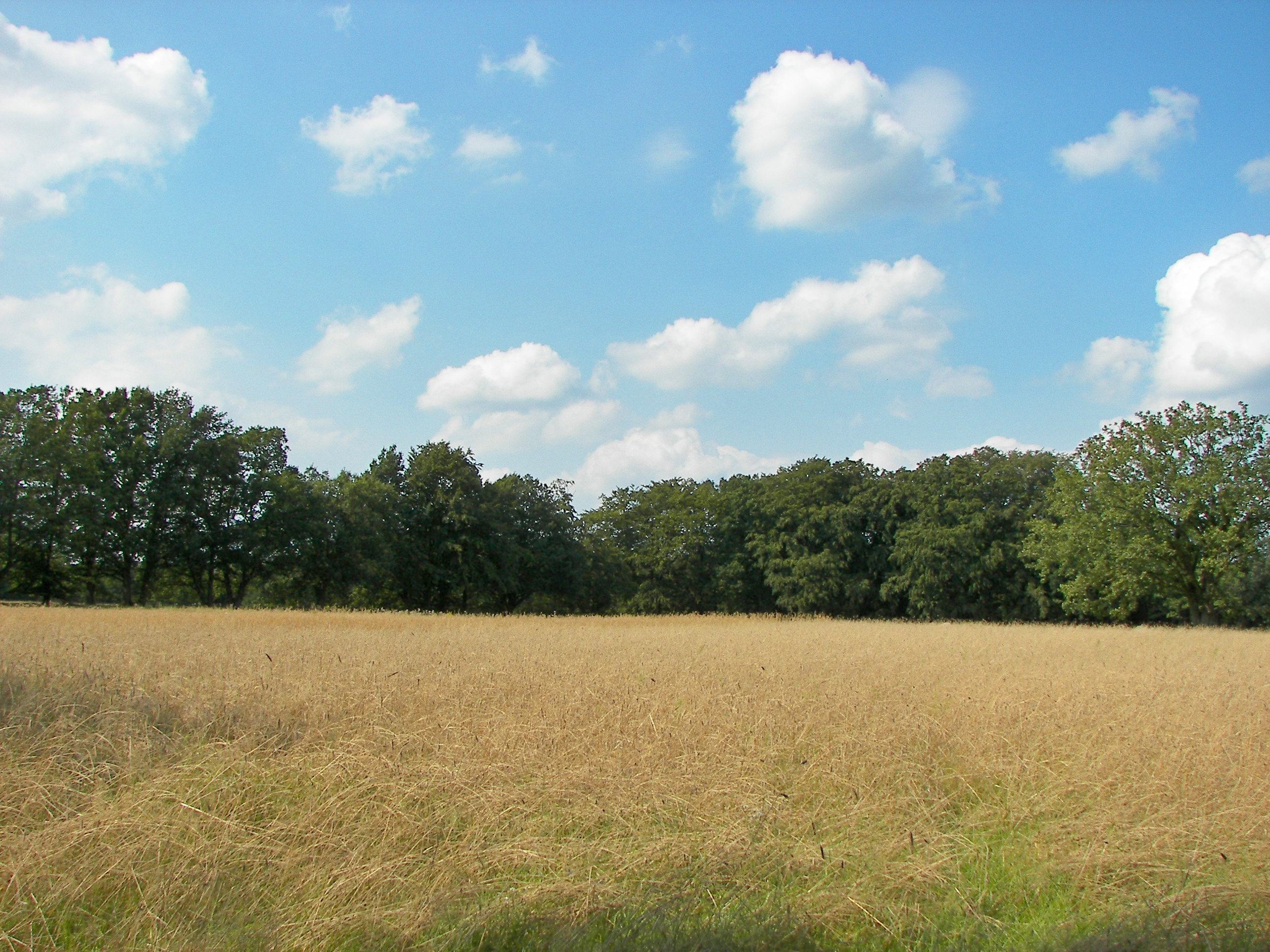
Früherer Acker und Waldstück bei Wilsede

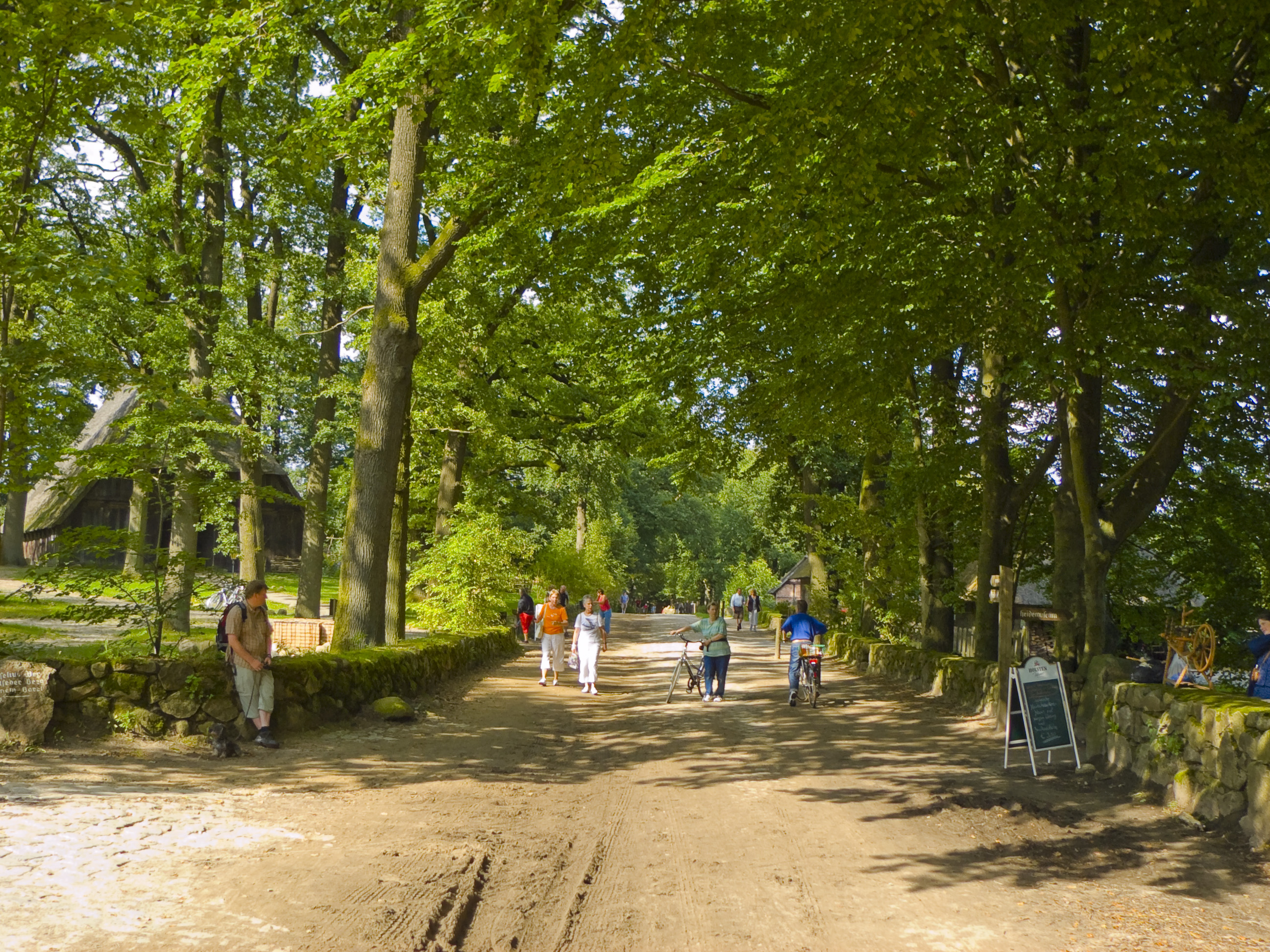
Wilsede – Mit Steinmauern eingefasste Dorfstraßen

Das Gebiet der Lüneburger Heide war wegen der schlechten Böden immer relativ dünn besiedelt. Bei der in dieser Region dominierenden Heidebauernwirtschaft handelte es sich um eine wenig intensive Form der Landnutzung, die große Ödland- und Heideflächen benötigte. Ein bedeutender zusätzlicher Wirtschaftszweig war bis ins 19. Jahrhundert die Heideimkerei. Die Dörfer waren meistens von kleineren Waldstücken umgeben, teilweise durch Äcker oder Wiesen unterbrochen und gingen ohne scharfe Grenze in die umgebende Landschaft über. Die Gehöfte waren relativ willkürlich angeordnet, manche standen eng nebeneinander; andere lagen in größerer Entfernung. Es handelte sich um lockere Haufendörfer. Um zu verhindern, dass das Vieh die direkt an den Häusern liegenden Gärten zertrampelte, wurden die Dorfstraßen zuerst mit Holzzäunen und später mit charakteristischen Steinmauern eingefasst. Die typische Bauform der Bauernhäuser war das Fachhallenhaus, in dem Menschen und Tiere unter einem Dach zusammenlebten. In einem Dorf gab es nur relativ wenige Vollhöfe. In Wilsede waren dies vier, im Kirchdorf Undeloh elf, wobei es sich schon um eine Ausnahme handelte. Daneben gab es noch Koten, Treppenspeicher, Schafställe und gemeinschaftlich genutzte Backhäuser. Die Höfe selbst waren recht groß. In Wilsede sind alle hier beschriebenen typischen Merkmale eines Heidedorfes noch vorhanden. Das Heidemuseum Dat ole Huus in Wilsede wurde in einem Fachhallenhaus eingerichtet und vermittelt einen Einblick in die Arbeits- und Lebensverhältnisse einen Heidehofs um 1850. Das Heidemuseum Walsrode war eines der ersten deutschen Freilichtmuseen und präsentiert ebenfalls die Lebensbedingungen der Heidebewohner. In den ländlichen Gebieten der Region spricht man zum Teil bis heute einen plattdeutschen Dialekt namens Heidjerisch. Der Name lehnt sich an die Bezeichnung der Einwohner der Lüneburger Heide – Heidjer – an.

### Heideklöster
Im Bereich der Lüneburger Heide haben sich sechs mittelalterliche Frauenklöster (Heideklöster oder Lüneklöster) erhalten, die nach der Reformation in evangelische Damenstifte umgewandelt wurden. Es handelt sich um das Kloster Ebstorf, das Kloster Isenhagen, das Kloster Lüne, das Kloster Medingen, das Kloster Wienhausen und als ältestes das Kloster Walsrode.

### Das Ende der Heidebauernwirtschaft im 19. Jahrhundert

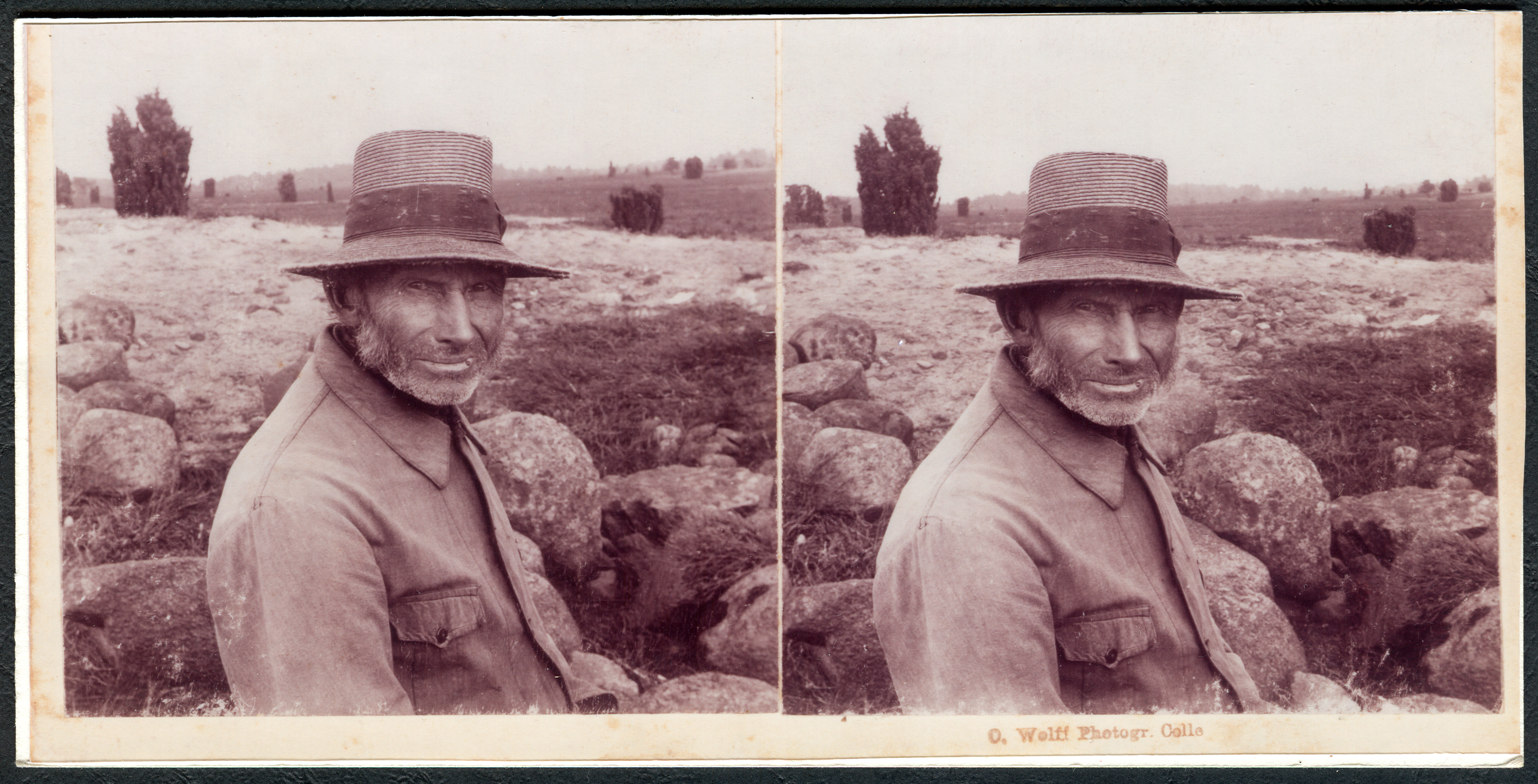
„Ein alter Heidjer (Springhorn aus Wilsede), 1912“. Stereoskopie des Celler Fotografen Otto Wolff

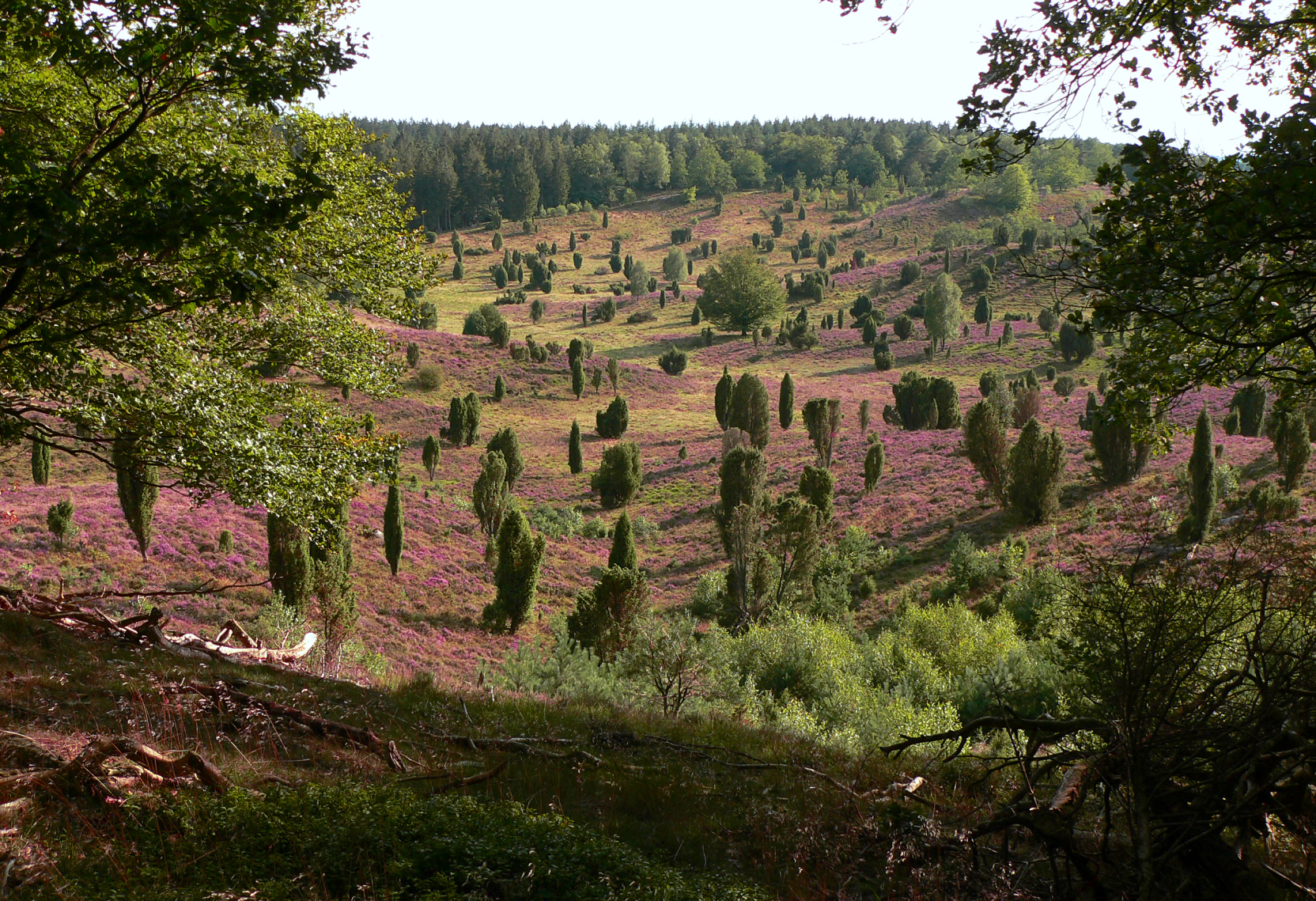
Der mit Wacholder bestandene Totengrund

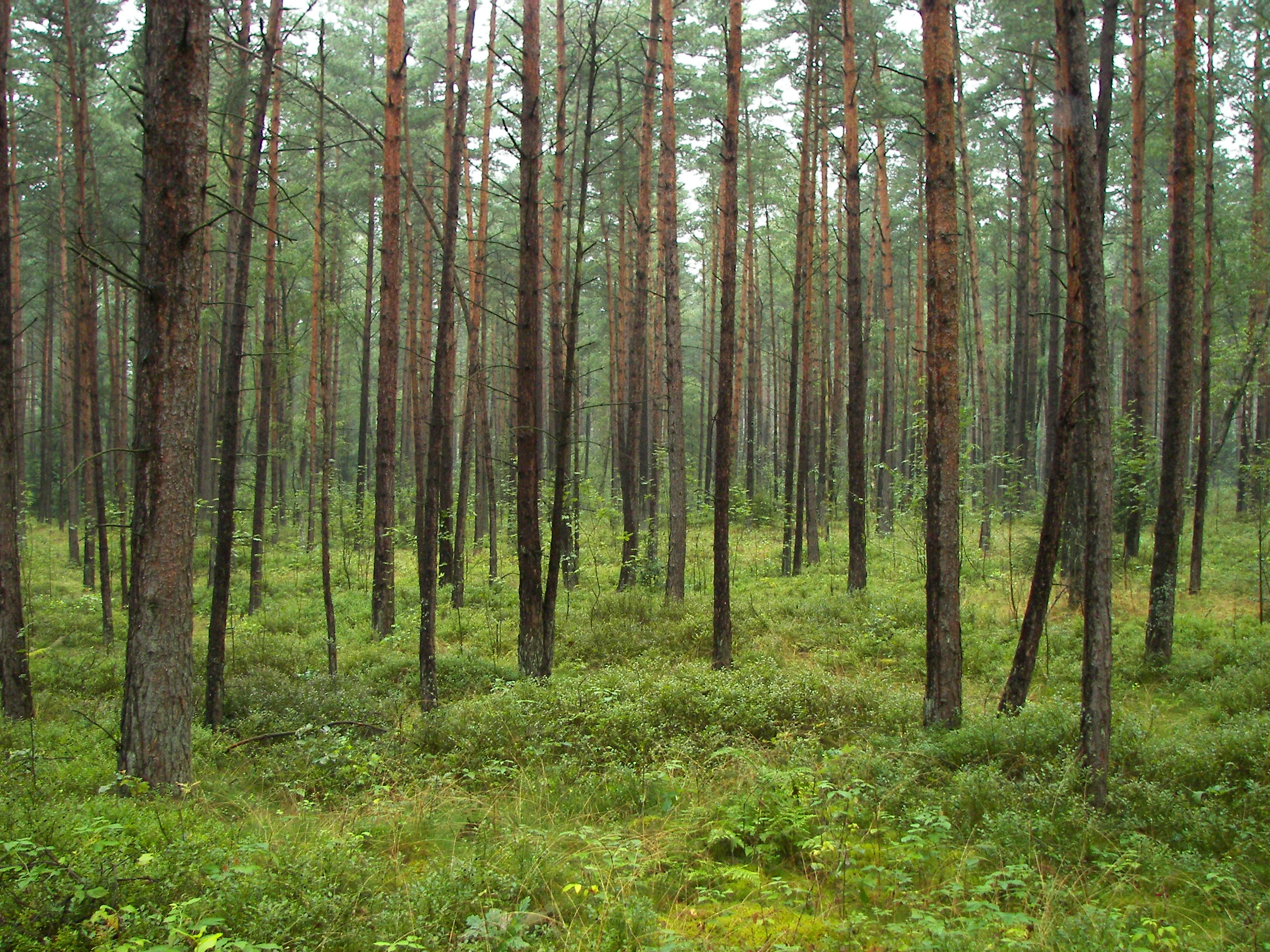
Kiefernforst

Ab dem Jahr 1831 wurden im Königreich Hannover die Feudallasten aufgehoben und die Heideflächen, die bisher Allmende der Dörfer waren, unter den einzelnen Bauern aufgeteilt. Die Heidebauernwirtschaft erlosch gegen Ende des 19. Jahrhunderts. Viele Bauern verkauften ihr Land an den preußischen Forstfiskus bzw. die Klosterkammer, die es mit Kiefern aufforsteten. Dadurch wurden die Heideflächen erheblich reduziert.
Im Jahr 1800 waren weite Teile Nordwestdeutschlands mit Heiden und Mooren bedeckt. Heute dagegen kommen größere zusammenhängende Heideflächen nur noch im Naturschutzpark Lüneburger Heide sowie auf einigen Truppenübungsplätzen vor.

### Kultur und Kunst: Landschaftsbild und Landschaftserleben

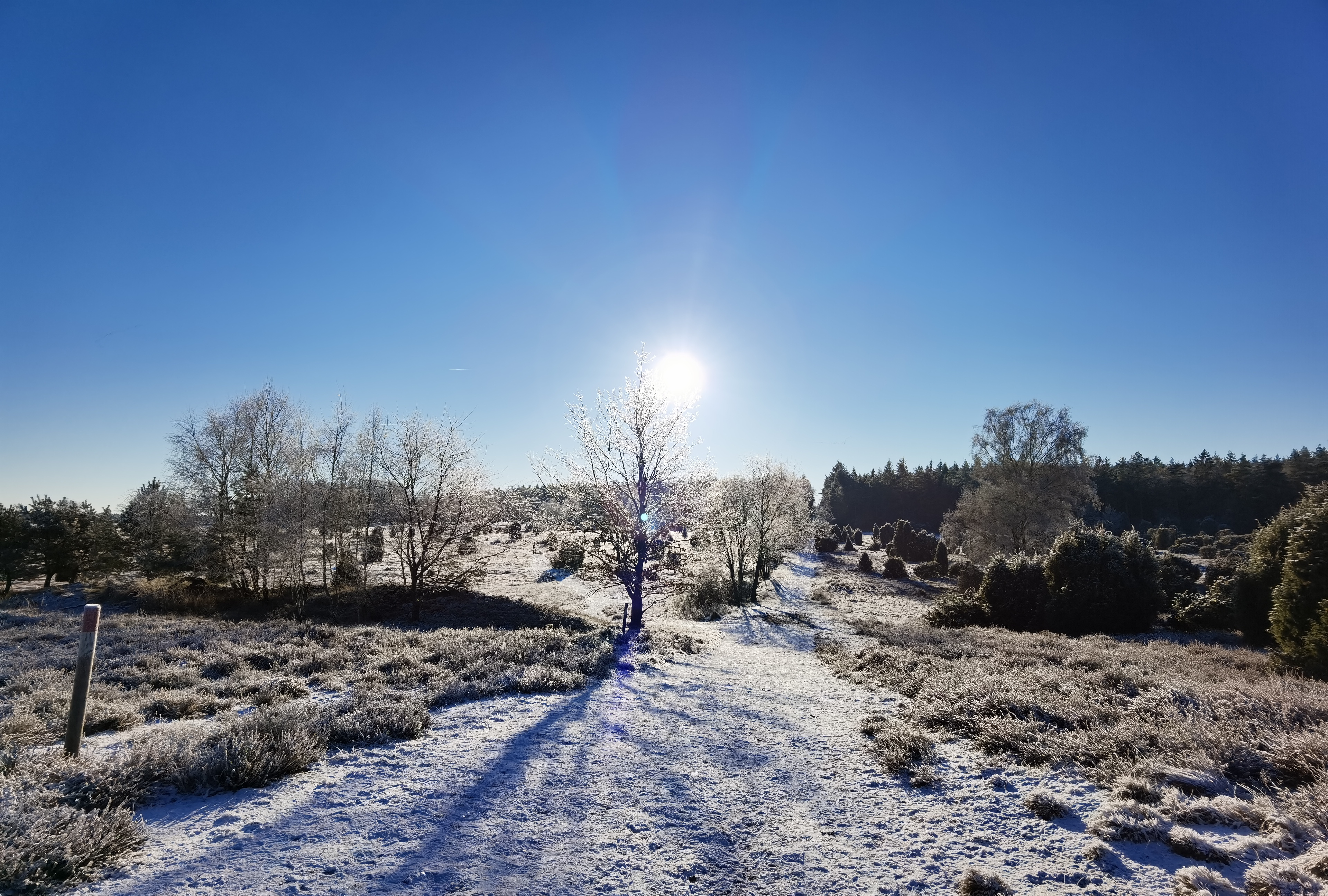
Ellerndorfer Wacholderheide im Winter

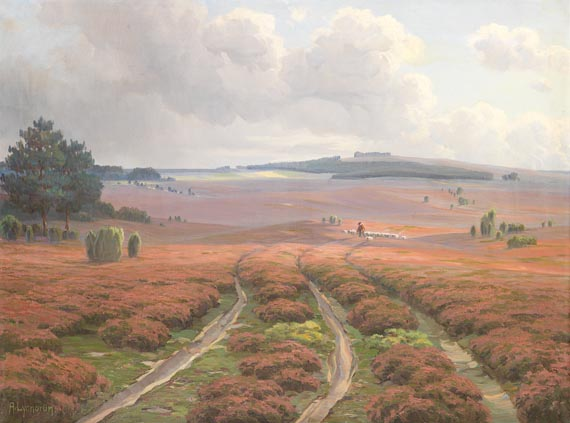
Arnold Lyongrün: Lüneburger Heide bei Wilsede, Ölgemälde 1911

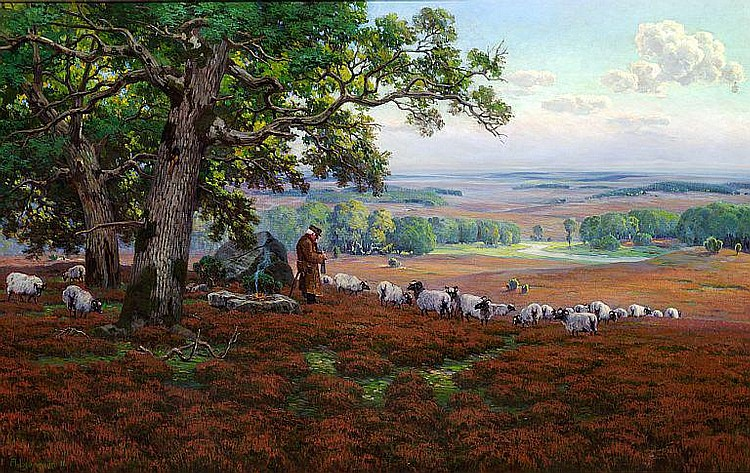
Arnold Lyongrün: Schäfer mit Schafherde bei Wilsede, Ölgemälde 1909

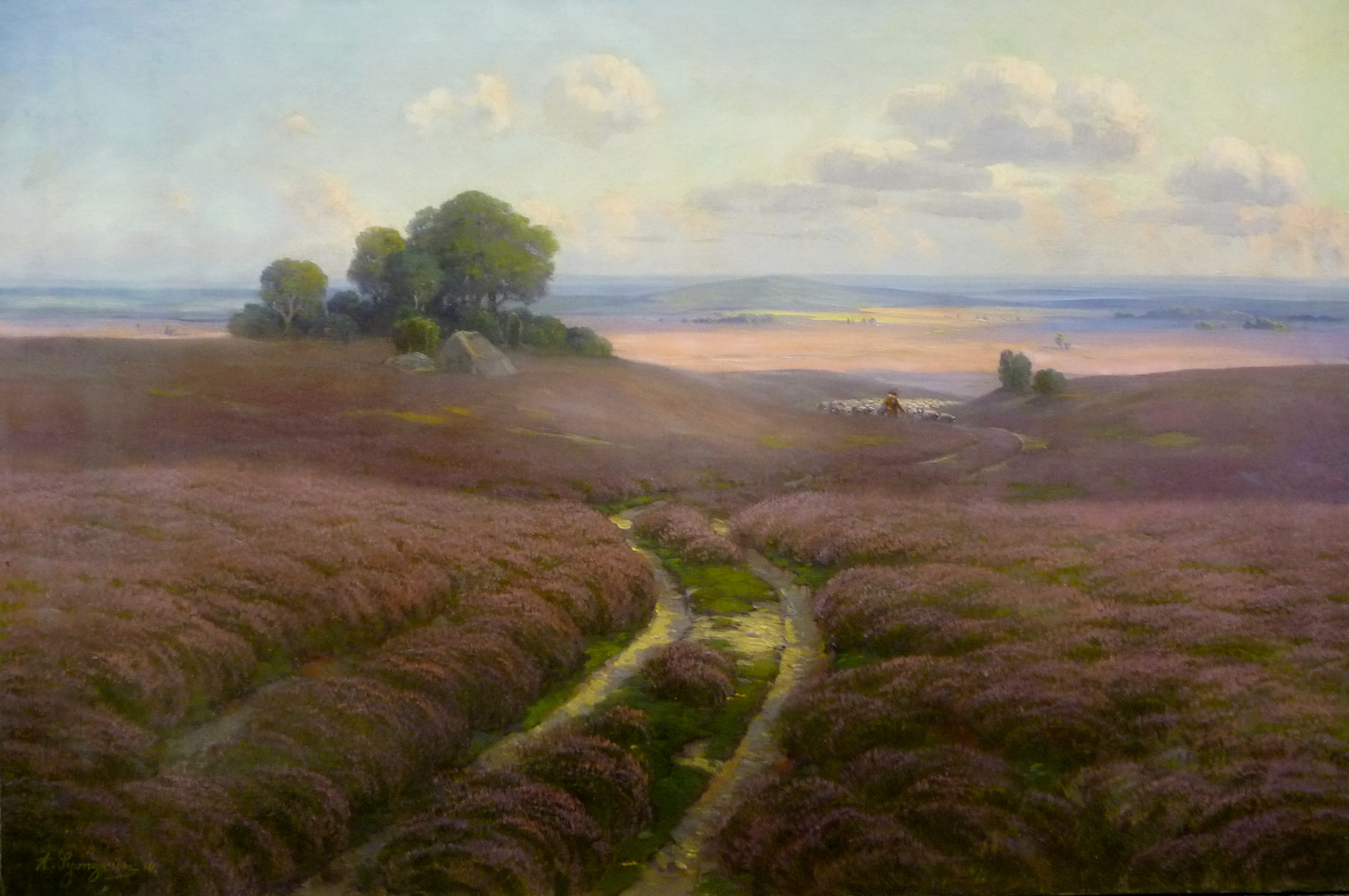
Arnold Lyongrün: Auf blühender Heide bei Wilsede, Ölgemälde 1910

Noch um die Wende vom 18. zum 19. Jahrhundert wurden die kargen und fast baumlosen Heideflächen als lebensfeindlich und bedrohlich wahrgenommen. Der dänische Dichter Jens Immanuel Baggesen (1764–1826) beschrieb sie nach ihrer Durchquerung am 22. August 1794 in seinem Reisebericht Labyrinth als eine Wüste, deren „leere Blätter“ zu füllen sich die schriftstellerische Fantasie herausfordert fühle:

„Die ganz neue Natur hier – so verschrieen sie übrigens ist – versuchte mich, eine nähere Bekanntschaft mit ihr zu treffen. Ueberhaupt war es seit meiner Jugend einer meiner Leibwünsche, einmal eine Wüste zu durchwandeln. Eine solche Gegend, ohne Anhöhen, also auch ohne Thäler, ohne wilde oder zahme Laubgewächse, ohne Seen, ohne Bäche, ohne Spuren von Bewohntheit – kann mit einem Folianten verglichen werden, der aus lauter reinen Blättern besteht. [S. 25…] Je weiter ich vorwärts in meiner Wüste kam, desto angenehmer und interessanter ward sie mir. Freylich entdeckte mein äußerliches Auge nichts als Haide, und hier und dort einzelne verkrüppelte Nadelholzbäume, – Alles lag um mich her in einer unabsehbaren, schwarzgrauen, nackten Fläche verbreitet. [S. 26…] Nichts als Haide und Haide und abermals Haide. […] Alles war leer, einförmig, trocken, kalt, todt, gleichgültig, unausstehlich. [S. 30]“

Ähnlich äußerten sich wenige Jahre später der Reiseschriftsteller Carl Gottlob Küttner (1755–1805) und der französische diplomatische Agent Michel Ange Bernard de Mangourit:

„Da ich die Hannöverschen Lande in so vielen Richtungen durchwandert habe, so war ich gewiß nicht vorbereitet, eine schöne Natur, Fruchtbarkeit, starke Bevölkerung und hohen Anbau zu erwarten; aber ich dachte nicht, daß es so gar elend wäre. Mich dünkt, es ist, nebst dem Lauenburgischen, der schlechteste Strich von einem solchen Umfange, der mir je vorgekommen ist. Der Boden dieses ganzen Landes ist eine ungeheure Sandwüste, die von Natur entweder ganz nackt ist, oder Heidekraut, oder dünn verstreute, stechende Grashalmen hervorbringt.“

„Hinter Zelle reißt man wenigstens zwei (Franz.) Meilen weit in Schwarzholze, und von dieser Stadt bis Haarburg, das heißt, in einer Strecke von beinahe zwanzig [Genau genommen ist Zelle von Haarburg nur 13 Meilen entfernt. D. Ueb.] Deutschen Meilen geht der Weg zwar nicht immer über Sand, wohl aber durch Hayden, die man nicht übersehen kann. Es thut Noth, daß man in denselben die Höhe eben so genau beobachtet, wie auf dem Meere, um nur zu wissen, wo man eigentlich ist. Von Zeit zu Zeit kündigen Gänse, Enten, Schaafe von einem erbärmlichen Ansehen (Haydeschnucken) die Nachbarschaft eines armseligen Dorfs, einer elenden Hütte an. Welche Wohnplätze! Ganze Familien mit bleichem Gesicht, mit zerfezten Kleidern, leben, essen, schlafen im Stalle ihres Viehs! In der Nähe dieser wahren Katakomben sieht man einige dünne Roggen- oder Gerstenhalmen, und hier und da ein Fleckchen mit Buchweizen. Das Stroh ist kurz, die Aehren arm und mager. Ohne Bevölkerung hat man keinen Dünger, ohne Dünger keinen Ackerbau.“

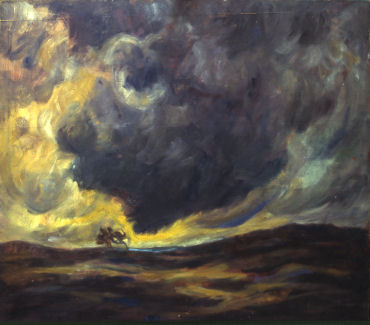
Die dunkle Wolke
(in der Lüneburger Heide)
Gemälde von Erwin Vollmer, 1946

Auch Friedrich Hebbel betont 1844 in seinem Gedicht Der Heideknabe die unheimliche Stimmung und die Einsamkeit der Heiden:
[…] Hinaus aus der Stadt! Und da dehnt sie sich,

Die Heide, nebelnd, gespenstiglich,

Die Winde darüber sausend,

Ach, wär hier ein Schritt, wie tausend!
Und alles so still, und alles so stumm,

Man sieht sich umsonst nach Lebendigem um,

Nur hungrige Vögel schießen

Aus Wolken, um Würmer zu spießen […]
Gegen Mitte des 19. Jahrhunderts fanden sich erstmals durch die Romantik inspirierte positive Beschreibungen der Lüneburger Heide. Mit der Industriellen Revolution gewann die „unberührte Natur“ als Kontrast zu den sich rasch entwickelnden Großstädten an Bedeutung. Da die Heideflächen in Norddeutschland durch Ackerbau und Aufforstungen merklich reduziert wurden, erschienen sie jetzt als schützenswert. Zahlreiche Schriftsteller und Maler beschrieben die Schönheit der Heiden, insbesondere zur Zeit der Heideblüte im August und September. Wichtige Heidemaler waren Eugen Bracht und Arnold Lyongrün. Als bedeutendster Heidedichter gilt der ob seiner politischen Überzeugungen umstrittene Heimatschriftsteller Hermann Löns (1866–1914), der zeitweise in einer Jagdhütte bei Westenholz lebte. Er verarbeitete die Heidelandschaft in seinen Werken und setzte sich für die Gründung des ersten deutschen Naturschutzgebietes in der Lüneburger Heide ein. 1934 wurde er im Tietlinger Wacholderhain bei Walsrode bestattet. Seine Werke wurden vertont (so Auf der Lüneburger Heide, 1912, von Ludwig Rahlfs) bzw. dienten als Vorlage von Heimatfilmen, die im Gebiet der Lüneburger Heide entstanden und dort spielen, wie Grün ist die Heide von 1932 und das Remake von 1951 sowie Rot ist die Liebe von 1956.

### Die Lüneburger Heide als Drehort und Filmschauplatz
In der Lüneburger Heide entstanden seit den 1920er Jahren zahlreiche Filme. Vor allem in den Heimatfilmen der 1950er Jahre wusste man die blühende Heidelandschaft geschickt als farbenprächtige Kulisse einzusetzen.

#### Spielfilme
- 1923–1925: Zur Chronik von Grieshuus
- 1927: Die Ausgestoßenen
- 1929: Rosen blühen auf dem Heidegrab. Das Lied vom Vaterland
- 1932: Grün ist die Heide
- 1933: Heideschulmeister Uwe Karsten
- 1935: Fährmann Maria, Drehorte: Ahlftener Flatt bei Soltau, Hof Tütsberg bei Schneverdingen
- 1936: Dahinten in der Heide
- 1941: Am Abend auf der Heide
- 1944/45: Das Leben geht weiter (unvollendet)
- 1944/45: Heidesommer (unvollendet)
- 1947: Menschen in Gottes Hand
- 1949: Diese Nacht vergess ich nie!, Drehorte: Winsen (Luhe), Hamburg
- 1949: Das Fräulein und der Vagabund, Drehort: Wilsede, Lüneburger Heide
- 1951: Der Verlorene, Drehorte: Heidenau
- 1951: Grün ist die Heide, Drehorte: Lüneburger Heide, Bleckede
- 1952: Lockende Sterne, Drehorte: Neumünster, Hamburg, Soltau, Bad Segeberg
- 1952: Wenn abends die Heide träumt
- 1953: Meines Vaters Pferde I. Teil Lena und Nicoline, Drehorte: Verden/Aller, Bremen, Hamburg, Stade, Schneverdingen, Celler Landgestüt, Irland
- 1953/54: Meines Vaters Pferde II. Teil Seine dritte Frau
- 1954: Heideschulmeister Uwe Karsten
- 1954/55: Kinder, Mütter und ein General
- 1956: Drei Birken auf der Heide
- 1956: Heidemelodie
- 1956/57: Rot ist die Liebe
- 1959: Heimat – Deine Lieder, Drehort: Schneverdingen
- 1960: Wenn die Heide blüht, Drehorte: Lüneburg, Walsrode
- 1961: Der Teufel spielte Balalaika, Drehorte: Rade bei Hamburg (Kiesgrube), Kalksteinbruch bei Lüneburg, Wilsede
- 1966: Wie ich den Krieg gewann (How I won the war), Drehorte: Spanien, Lüneburger Heide, Osterholz, Achim, Verden/Aller
- 1968: Otto und die nackte Welle, Drehorte: Undeloh, Hamburg
- 1969: Wunderland der Liebe – Der große deutsche Sexreport, Drehorte: München, Hamburg, Berlin, Hannover, Zeven, Braunschweig, Uelzen, Peterskirchen, Sylt
- 1971: Nachtschatten, Drehort: Döhle/Lüneburger Heide
- 1972: Der Stoff, aus dem die Träume sind, Drehorte: Lüneburger Heide, Hamburg, St. Peter, Helsinki, New York, Bremen, Frankfurt am Main
- 1972: Grün ist die Heide
- 1976/77: Grete Minde, Drehorte: Hornburg, Lüneburg
- 1978/79: Die Hamburger Krankheit (La maladie de Hambourg), Drehorte: Kirchgellersen und Lüneburg

#### Fernsehfilme und -serien
- 1989: Petticoat – Geschichten aus den Fünfzigern (Fernsehserie in 6 Folgen), Drehorte: Eversen (Bergen), Sülze und Celle

#### Dokumentarfilme
- 1920/21: Die Lüneburger Heide
- 1927: Der Naturschutzpark in der Lüneburger Heide
- 1927/28: Ein Ausflug in die Lüneburger Heide
- 1930: Die Lüneburger Heide
- 1933: Deutsche Landschaften: In der Lüneburger Heide
- 1933: Deutsche Heimatbilder – Die Lüneburger Heide
- 2003: Expeditionen ins Tierreich: Die Lüneburger Heide – Schafe, Käfer und Kanonen
- 2013: Expeditionen ins Tierreich: Die Südheide – Wälder, Wiesen, weites Land
- 2017: Der Heidekomplex: Dokumentarfilm-Reihe in 8 Teilen über die Kulturlandschaft Lüneburger Heide[54]

### Geschichte des Naturschutzes in der Lüneburger Heide

#### Die Anfänge
Um das Jahr 1900 wurden vermehrt Forderungen zum Schutz der inzwischen von Aufforstung und Trockenlegung bedrohten Heide- und Moorflächen Nordwestdeutschlands geäußert. In der Lüneburger Heide setzte sich insbesondere Wilhelm Bode, damals Pastor in Egestorf, für die Erhaltung der inzwischen bedrohten Landschaft ein. Er hatte im Jahr 1905 erfahren, dass es Pläne für die Bebauung des Totengrundes mit Wochenendhäusern gab. Um dies zu verhindern, konnte er Andreas Thomsen aus Münster überzeugen, dieses Gebiet für den Naturschutz zu erwerben. Im Jahr 1909 verhinderten Pastor Bode und Landrat Friedrich Ecker die geplante Aufforstung des Wilseder Berges.

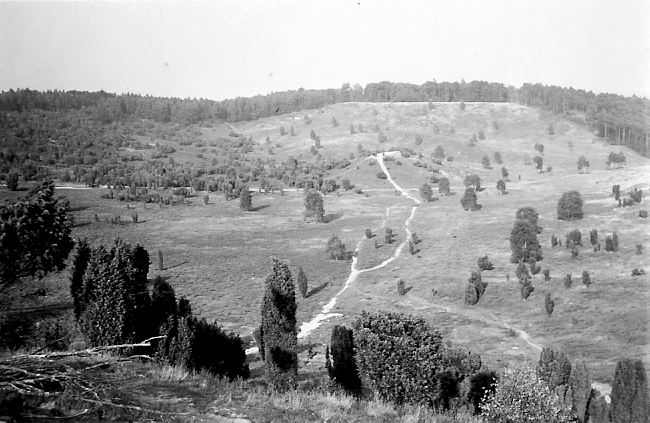
Totengrund um 1960

Im selben Jahr erschien in der Zeitschrift Kosmos ein Aufruf von Kurt Floericke – in Anlehnung an die Situation in den USA – auch in Deutschland Nationalparks zu gründen. Um dieses Ziel zu realisieren, wurde am 23. Oktober 1909 in München der Verein Naturschutzpark (VNP) gegründet. Es war geplant, je einen Nationalpark im Hochgebirge, in einem Mittelgebirge und in der norddeutschen Geestlandschaft einzurichten. Bereits im Jahr 1913 hatte der Verein über 13.000 Mitglieder und verfügte damit auch über zunehmende Mitgliedsbeiträge und Spenden.
Als Standort des norddeutschen Nationalparks wurde die Lüneburger Heide bei Wilsede ausgewählt. Mit den Geldern des VNP konnten bis 1913 mehr als 30 km² Heidefläche gekauft oder gepachtet werden. Im Jahr 1921 wurde durch eine Polizeiverordnung erstmals in Deutschland mehr als 200 km² der Lüneburger Heide unter Naturschutz gestellt. Ein Problem stellte bereits in den 1920er Jahren die ständig zunehmende Besucherzahl dar. Um diese Besucher von den sensiblen Heideflächen fernzuhalten, wurde im Jahr 1924 die Heidewacht – eine Freiwilligentruppe – gegründet.

#### Zeit des Nationalsozialismus
In die Zeit des Nationalsozialismus fiel die Verabschiedung des Reichsnaturschutzgesetzes im Jahr 1933. Die Lüneburger Heide wurde jetzt auch offiziell als Naturschutzgebiet ausgewiesen. Der Verein konnte in den folgenden Jahren Pläne verhindern, dass eine Autobahn durch den Naturschutzpark gebaut und die Heide bei Wilsede als Truppenübungsplatz genutzt wurde. Im Jahr 1933 wurde die Heidewacht aufgelöst, weil sie sich vor allem aus Mitgliedern der sozialdemokratischen Jugendverbände zusammensetzte. 1939 verabschiedete der Verein eine neue Satzung, die das Führerprinzip übernahm und dem Vorsitzenden diktatorische Vollmachten einräumte. Juden durften nicht mehr Mitglied des Vereins werden. Trotz dieser Anpassungen an den NS-Staat sollte der Verein Naturschutzpark im Rahmen der Politik der Gleichschaltung aufgelöst und in einen noch zu gründenden Reichsbund Deutscher Naturschutz unter unmittelbarer Kontrolle des Reichsforstmeisters integriert werden. Nach dem Kriegsausbruch 1939 wurden diese Pläne jedoch nicht mehr weiterverfolgt.
Zwischen 1891 und dem Zweiten Weltkrieg entstanden in der Lüneburger Heide großflächige Truppenübungsplätze, darunter der größte europäische in Form des Truppenübungsplatzes Bergen in der Südheide. Dort wurden zwar die Heideflächen größtenteils erhalten, allerdings sind diese der Öffentlichkeit nicht mehr zugänglich.

#### Nachkriegszeit – die Ära Toepfer

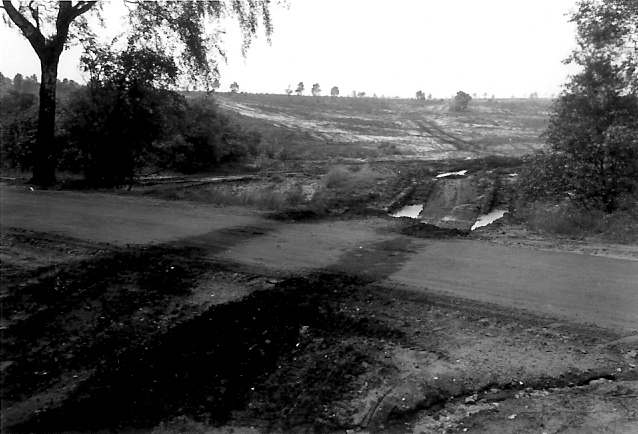
Panzerspuren bei Wilsede um 1960

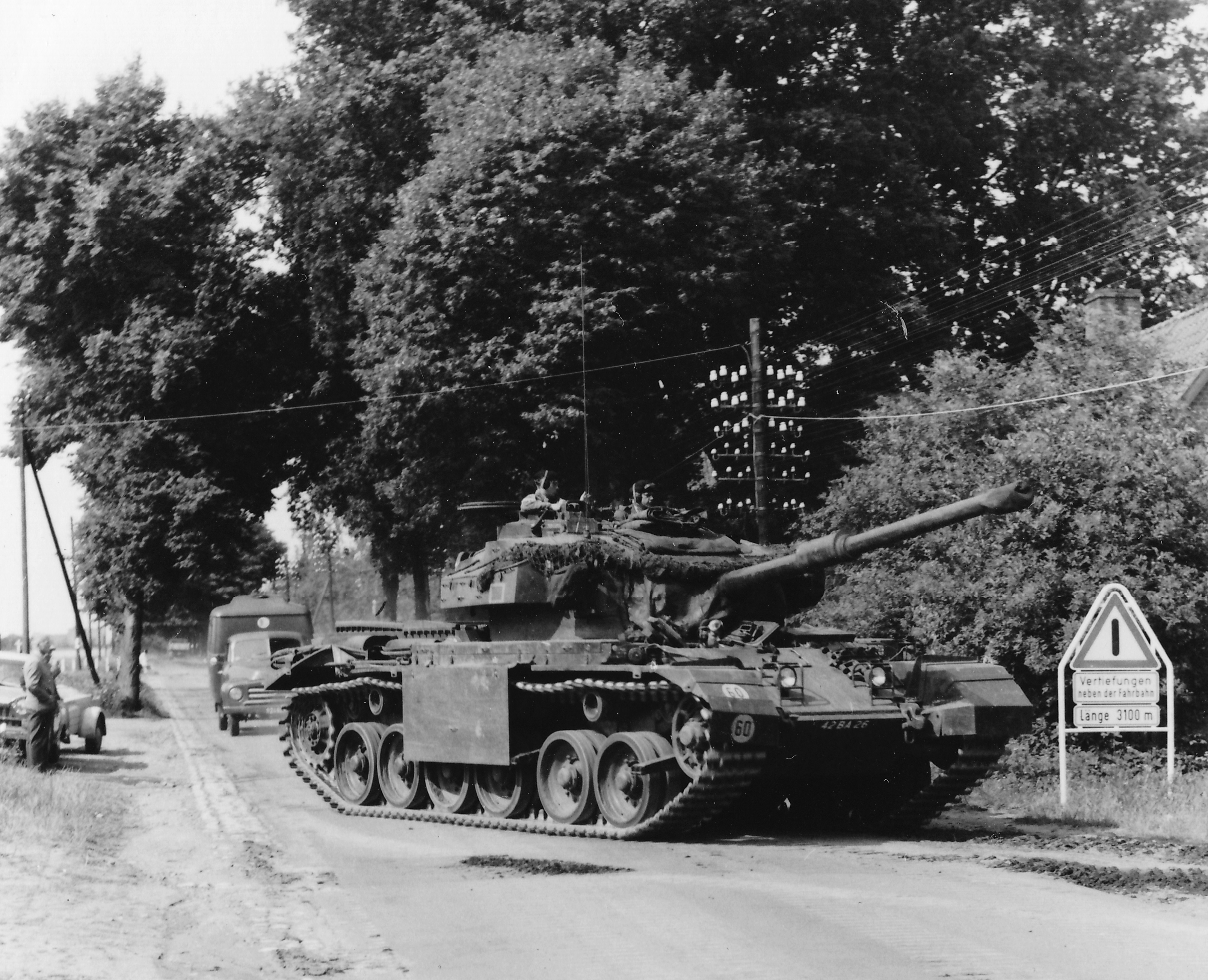
Panzer in der Lüneburger Heide bei Schneverdingen 1963

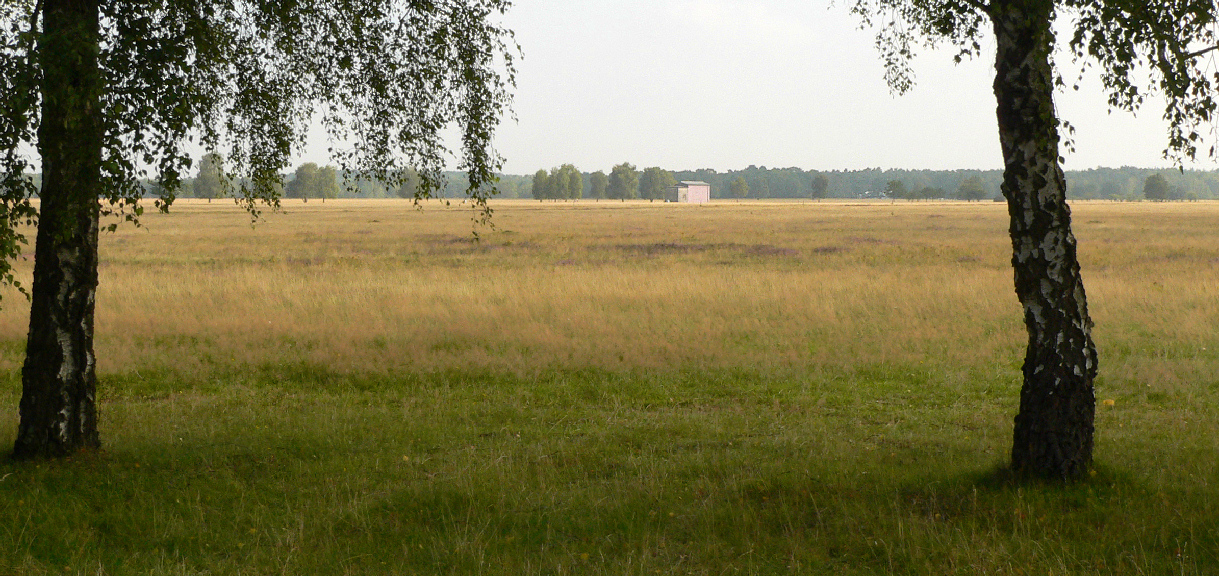
Das Camp Reinsehlen als Ausgangspunkt der britischen Panzerübungstätigkeit 1950–1994 in der Heide, heute bedeutende Sandmagerrasenfläche

Große Teile der dem Verein Naturschutzpark gehörenden Heideflächen bei Schneverdingen wurden nach 1945 von der britischen Rheinarmee als Panzerübungsgelände genutzt. In den 1950er Jahren stießen britische Panzer im Rahmen von Manövern sogar bis zum Wilseder Berg vor. Erst das Soltau-Lüneburg-Abkommen, das im Jahr 1959 zwischen der Bundesrepublik Deutschland, Großbritannien und Kanada abgeschlossen wurde und 1963 in Kraft trat, legte die Grenzen des Panzerübungsgeländes fest. Durch den andauernden Übungsbetrieb mit Panzern auf den Roten Flächen, die uneingeschränkt genutzt werden konnten, wurde die Vegetation der Osterheide bei Schneverdingen vollständig zerstört und es entstanden weite Sanddünen.
Im Jahr 1953 wurde der wohlhabende Hamburger Getreidekaufmann Alfred Toepfer zum Vorsitzenden des Vereins Naturschutzpark gewählt. Er übte dieses Amt bis 1986 aus. Ausschlaggebend für diese Wahl war unter anderem die Hoffnung, dass es ihm durch seine weitreichenden Verbindungen in Politik und Wirtschaft gelingen würde, die Briten zur Räumung der Roten Flächen bei Schneverdingen zu bewegen. Diese Hoffnung erfüllte sich jedoch nicht. Alfred Toepfer organisierte tatkräftig erstmals seit der Gründung des Naturschutzparkes eine systematische Heidepflege, vor allem durch die Beweidung mit Heidschnucken. Zudem versuchte er, die zahlreichen, seit der Unterschutzstellung 1921 illegal aufgeforsteten Flächen wieder in Heide zurückzuführen. Dies gelang ihm jedoch nur zum Teil, denn die Forstbehörden leisteten hartnäckigen Widerstand gegen diese Pläne.

In der Ära Toepfer sah sich der Verein Naturschutzpark nicht mehr primär dem Naturschutz verpflichtet, sondern er wollte vor allem den Tourismus fördern, wie folgendes Zitat belegt: 

„Stand einst der Schutz der Tier- und Pflanzenwelt im Vordergrund, so gilt es heute neben dem selbstverständlichen Schutz der Tiere und Pflanzen, weiträumige Erholungslandschaften zu schaffen, die allen Kreisen der Bevölkerung offen stehen. Wir leben im 20. Jahrhundert und wollen an all dem teilnehmen, was die Erfinder und die von ihnen geschaffene Technik uns an Annehmlichkeiten bieten. Naturschutz betreiben heißt darum keinesfalls, gegen die Technik Stellung zu nehmen. Das wäre ein törichtes Beginnen. Neben den Arbeitsstätten der Industrie, fern von qualmenden Schornsteinen und fern vom Lärm der Städte und Dörfer benötigen wir aber auch weiträumige Erholungslandschaften, Gebiete ungestörter Natur, in denen sich gerade die intensiv in der Industrie Schaffenden in ihrer Freizeit erholen und neue Kraft für die Anforderungen des Berufs holen können.“

In den 1980er Jahren zeigte sich auch, dass das von Toepfer vertretene Konzept der Heidepflege mit möglichst großen, homogenen und baumfreien Heideflächen („Postkartenidylle“), die ausschließlich durch große Heidschnuckenherden offen gehalten werden, aus Naturschutzgründen nicht haltbar war. Allein durch Beweidung konnten die großen Ansammlungen von Rohhumus nicht ausgetragen werden. Zudem wurden selbst in der Heide zahlreiche typische Tierarten wie die Heidelerche und das Birkhuhn immer seltener. Zu Beginn der 1980er Jahre brach der Heidebestand großflächig zusammen und es breitete sich die Draht-Schmiele (Deschampsia flexuosa) aus. Um die Zukunft der Heidepflege kam es innerhalb des Vereins Naturschutzpark zum Streit und ein von Alfred Toepfer vorgeschlagener Nachfolger wurde 1986 entgegen seinen Wünschen nicht zum Vorsitzenden gewählt. Enttäuscht zog er deshalb noch in diesem Jahr die ihm persönlich gehörenden Heidschnuckenherden aus dem Naturschutzgebiet ab und stürzte die Heidepflege in eine schwere Krise.

#### Seit den 1990er Jahren
In der Zeit nach Toepfer hatte der Naturschutz wieder einen größeren Stellenwert im Verein. In den 1990er Jahren wurde erstmals ein nach neuesten wissenschaftlichen Erkenntnissen gestaltetes Pflegekonzept für alle Pflanzengesellschaften ausgearbeitet und mit Hilfe von Geldern des Bundes und des Landes Niedersachsen umgesetzt. Es sah folgende Maßnahmen vor:
- Ackerflächen: Auf den dem Verein gehörenden Äckern wird die historische Heidebauernwirtschaft nachgeahmt (kein Kunstdünger, keine Pflanzenschutzmittel). Es werden alte Kultursorten wie der Echte Buchweizen (Fagopyrum esculentum) oder Lein angebaut und das Wachstum der Ackerunkräuter gefördert.
- Wälder: Die zahlreichen Kiefernbestände werden intensiv durchforstet, um hellere Waldtypen mit großen Baumindividuen zu schaffen. Teilweise werden sie mit Buchen und Traubeneichen unterpflanzt. Waldränder zur Heide hin werden besonders stark aufgelichtet und mit Heidschnucken beweidet.
- Fließgewässer werden renaturiert, Begradigungen und Verrohrungen entfernt. Auf weiten Flächen soll bachbegleitender Erlenwald entstehen.
- Talauen werden weiterhin mit Rindern und Pferden – jetzt mit der Rasse Dülmener Wildpferd – beweidet, aber mit verringertem Tierbesatz.
- Heideflächen werden weiterhin durch Beweidung mit Heidschnucken gepflegt, die Beweidungsintensität wird jedoch etwas zurückgenommen. Der Nährstoffaustrag soll zusätzlich durch Mahd, Abbrand und maschinelles Plaggen erfolgen. Illegal aufgeforstete Heideflächen sollen in Heide zurückgeführt werden.
- Moore wie das Pietzmoor werden renaturiert.[57]

Im Jahr 1994 übergaben die Briten die sogenannten Roten Flächen an den Verein Naturschutzpark, der sie mit Hilfe von Geldern des Bundes und des Landes Niedersachsen in Heiden zurückführte. Inzwischen sind kaum noch Spuren des Panzerübungsbetriebs zu sehen.

### Waldbrand in der Lüneburger Heide

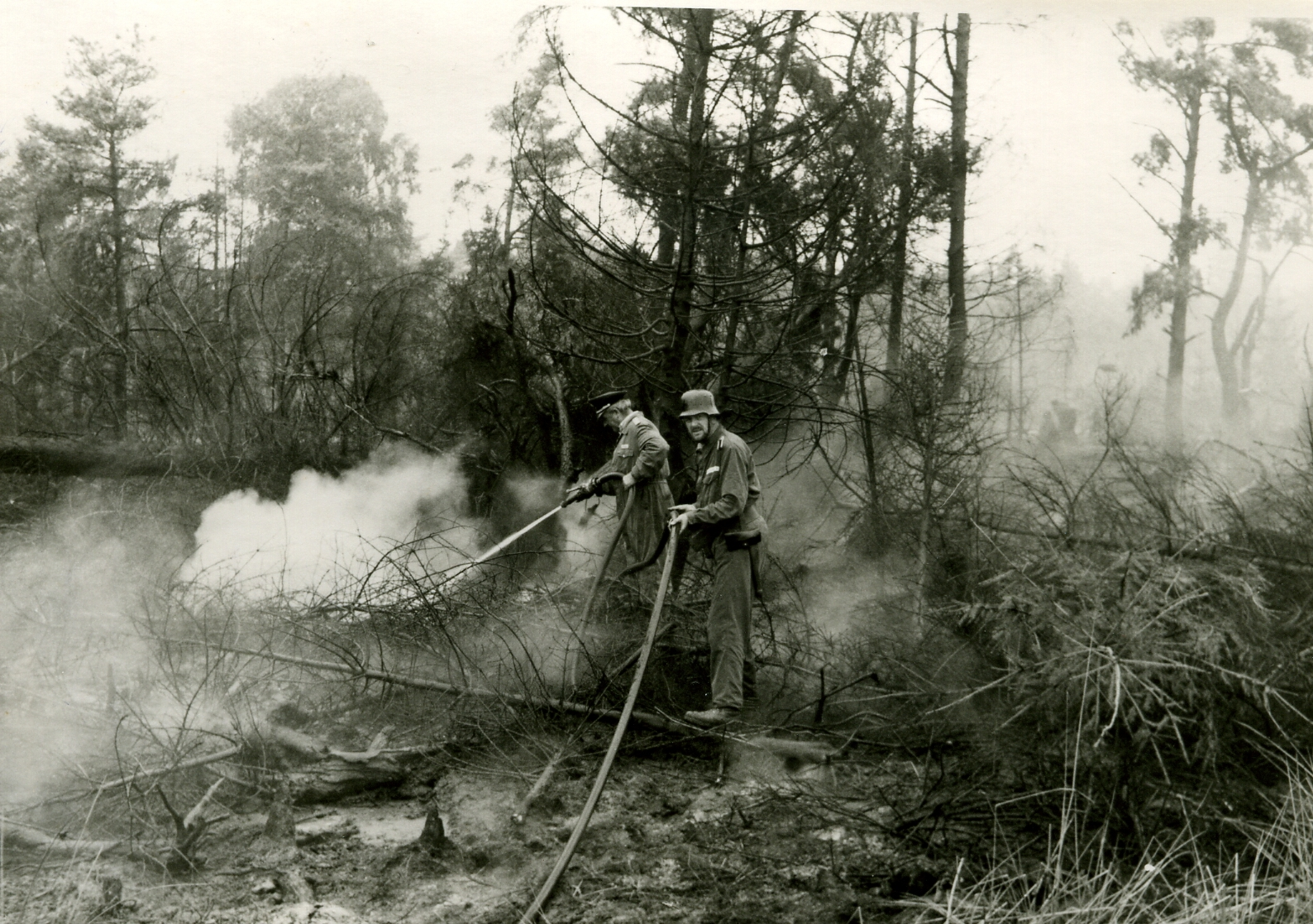
Feuerwehrleute bei der Bekämpfung eines Waldbrandes bei Eschede (1975)

Im August 1975 brach in der Südheide der bisher größte Waldbrand in der Bundesrepublik Deutschland aus, der später als Waldbrandkatastrophe in der Lüneburger Heide bezeichnet wurde. Zuerst kam es im südlichen Gebiet bei Stüde, Neudorf-Platendorf, Meinersen, Eschede bei Celle und dann bei Trebel zu starken Waldbränden, die verheerende Folgen hatten und unter löschenden Feuerwehrleuten mehrere Todesopfer forderten.

### Bewerbung als Welterbestätte
Im Jahre 2012 bewarb sich der Verein Naturschutzpark um Aufnahme der Lüneburger Heide als Kulturlandschaft in die deutsche Tentativliste bei zukünftigen Anträgen als UNESCO-Welterbestätte. Eine Expertenkommission unter Führung des Niedersächsischen Ministeriums für Wissenschaft und Kultur lehnte die Kandidatur ab. Das Ministerium empfahl stattdessen, einen erfolgversprechenderen seriellen Antrag gemeinsam mit anderen „agro-pastoralen“ Orten zu stellen. Dazu erwägt der VNP mit Hilfe der Alfred Toepfer Akademie für Naturschutz, dem Museumsdorf Hösseringen und dem Landkreis Heidekreis eine erneute Bewerbung außerhalb der Tentativliste. Die Bewerbung soll gemeinsam mit anderen Organisationen in europäischen Heide-Weidelandschaften in Frankreich, Norwegen und Portugal erfolgen.

## Wirtschaft

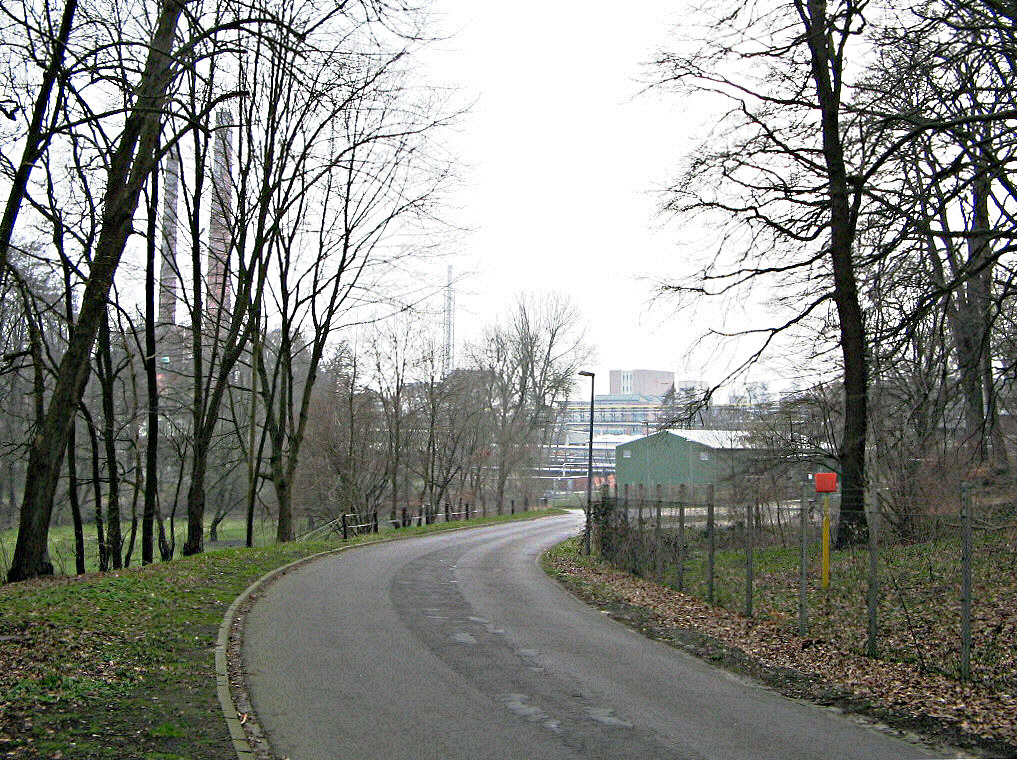
Im frühindustrialisierten Bomlitztal

Das Gebiet der Lüneburger Heide war immer schon dünn besiedelt und ländlich geprägt. Heute leben mehr als 80 Prozent der Bevölkerung der Landkreise Harburg und Heidekreis in Ortsteilen mit weniger als 1000 Einwohnern. Im Vergleich zum niedersächsischen Durchschnitt hat die Landwirtschaft und das Gastgewerbe in diesen beiden Landkreisen eine überproportional große Bedeutung, während in der verarbeitenden Industrie unterdurchschnittlich wenig Menschen beschäftigt sind. Stärker industriell geprägt sind nur kleinere Regionen wie um Uelzen oder um Walsrode (hier besonders Bomlitz). Die Arbeitslosigkeit war im Jahr 2004 geringfügig niedriger als im Landesdurchschnitt.

## Fremdenverkehr
Die Lüneburger Heide hat große Bedeutung als Naherholungsziel für die umgebenden Großstädte Hamburg, Hannover und Bremen. Neben dem Wochenendtourismus ist auch der überregionale Fremdenverkehr von wirtschaftlicher Bedeutung.
Europawanderwege, der Heidschnuckenweg und der Freudenthalweg gehören ebenso wie der Naturistenweg zu den zahlreichen Rad-, Wander- und Reitwegen der Lüneburger Heide.
Das Naturschutzgebiet Lüneburger Heide ist ein bedeutender Tourismusschwerpunkt in Norddeutschland: es wird jedes Jahr von mehr als vier Millionen Besuchern besucht.  Hierbei sticht vor allen Dingen der Fahrradtourismus hervor. Um die empfindlichen Heideflächen im Naturschutzgebiet zu schützen, ist Kraftfahrzeugverkehr grundsätzlich untersagt. Es ist verboten, die Wege zu verlassen. Hunde müssen angeleint werden. Besucher können sich nur zu Fuß, mit dem Rad oder den Pferdekutschen fortbewegen, die nach Wilsede, Undeloh oder anderen Heidedörfern fahren. Reiten ist nur auf entsprechend gekennzeichneten Wegen gestattet. Diese Regelungen werden in den Sommermonaten auch durch berittene Polizei der Reiterstaffeln Hannover und Braunschweig überwacht.

## Verkehr
Durch die Lüneburger Heide führen die Autobahnen A 7, A 27 und A 39 sowie verschiedene Bundesstraßen (3, 71, 440 und andere).
Die Lüneburger Heide wird durch die folgenden Eisenbahnstrecken erschlossen:
- Bahnstrecke Hannover–Hamburg: Hamburg–Lüneburg–Uelzen–Celle–Hannover
- Rollbahn: Hamburg–Buchholz in der Nordheide–Rotenburg (Wümme)–Bremen
- Heidebahn: (Hamburg)–Buchholz in der Nordheide–Soltau–Bad Fallingbostel–Walsrode–Bennemühlen–Hannover
- Bahnstrecke Uelzen–Langwedel: Bremen–Visselhövede–Soltau–Munster–Uelzen
- Bahnstrecke Braunschweig–Wieren: Wieren–Wittingen–Gifhorn–Braunschweig
- Die Osthannoverschen Eisenbahnen (OHE) unterhält ein Schienennetz, das zu einem großen Teil in der Lüneburger Heide liegt (nur Güter- und Museumsverkehr, etwa der Heide-Express). Seit Dezember 2011 führt die OHE auf den Strecken der Heidebahn und der Bahnstrecke Uelzen–Bremen durch ihre neu gegründete Tochter Erixx GmbH wieder eigenen Schienenpersonennahverkehr durch.